# Stagioni liriche del Teatro alla Scala

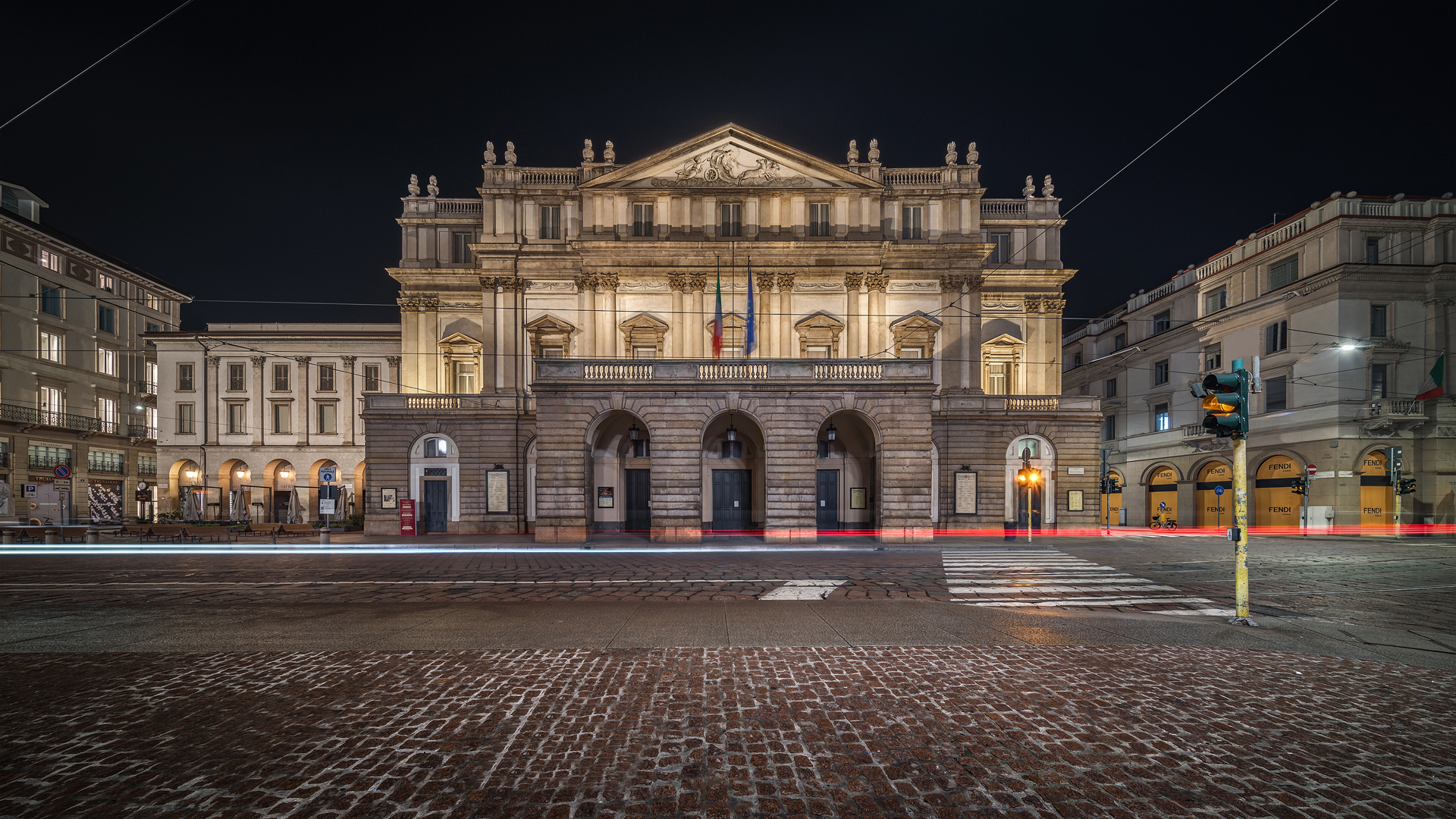
Teatro alla Scala

Questa voce contiene la cronistoria delle opere rappresentate al Teatro alla Scala di Milano.

## Cronistoria
Durante i primi centocinquant'anni di vita del teatro l'attività corrispondeva principalmente con la Stagione di Carnevale (dal 1817 di Carnevale e Quaresima), durante la quale si rappresentavano per lo più opere serie, in tre o quattro atti intervallati da balli. La stagione si concludeva alla vigilia della settimana di Carnevale, durante la quale il teatro ospitava i balli e il veglione del Sabato grasso. Dopo la Pasqua potevano svolgersi altre brevi stagioni (di Primavera, Estate, Autunno) dedicate all'opera buffa, alla commedia e ai balli, secondo la richiesta del pubblico e le disponibilità dell'impresario.
Nel 1920 venne abolita la suddivisione in stagioni. Da quel momento in poi, l'attività si è svolta in continuità da novembre a giugno.

### XVIII secolo

#### 1778-79
1778
La stagione autunnale, e il teatro, sono inaugurati con:
- L'Europa riconosciuta di Antonio Salieri.

Interpreti: Maria Balducci (Europa), Gaspare Pacchiarotti (Asterio), Francesca Danzi (Semele), Giovanni Rubinelli (Isséo), Antonio Prati (Egisto).
Scene dei fratelli Galliari.
Prima rappresentazione assoluta: 3 agosto.
- Troia distrutta di Michele Mortellari.

Prima rappresentazione assoluta.
Stagione di Carnevale
- Calliroe di Felice Alessandri.[3]

1779
- Cleopatra di Pasquale Anfossi.

Fra gli interpreti: Maria Balducci, Giovanni Maria Rubinelli (Marcantonio), Francesca Labrun Danzi, Giuseppe Amantini, Antonio Prati.
Prima rappresentazione assoluta: 30 gennaio
Stagione di primavera
- Le gelosie villane di Giuseppe Sarti.

Fra gli interpreti: Francesco Benucci, Angiola Maggiori Gallieni, Gaetano De Paoli, Santo Pietrazzini.
- Il francese bizzarro di Gennaro Astarita.

Fra gli interpreti: Francesco Benucci, Angiola Maggiori Gallieni, Gaetano De Paoli, Santo Pietrazzini.
Stagione di Carnevale
- Armida di Josef Mysliveček.

Fra gli interpreti: Caterina Gabrielli "la Coghetta" (Armida), Luigi Marchesi (Rinaldo), Valentin Adamberger (Idraote).
Prima rappresentazione assoluta: 26 dicembre.

#### 1780-89
1780
Stagione di primavera
- La forza delle donne di Pasquale Anfossi.

Fra gli interpreti: Maddalena Granati, Vincenzo Uttini, Fausto Borselli, Luigi Tasca, Gaetano Pontiggia.
- L'italiana in Londra di Domenico Cimarosa.

Prima rappresentazione: 10 luglio.
Stagione d'autunno
- Le nozze in contrasto di Giovanni Valentini.

Fra gli interpreti: Celeste Coltellini, Antonio Palmini, Francesco Benucci, Luigi Tasca.
Pittore (scene): Carlo Caccianiga.
- Gli antiquari in Palmira di Friedrich Wilhelm Rust.

Fra gli interpreti: Celeste Coltellini, Antonio Palmini, Francesco Benucci, Luigi Tasca.
Pittori (scene): Bartolomeo Ghezzi ed Antonio Baila.
- La frascatana di Giovanni Paisiello.

Fra gli interpreti: Celeste Coltellini, Antonio Palmini, Francesco Benucci, Luigi Tasca.
Pittore (scene): Carlo Caccianiga.
1781
Stagione di Carnevale
- Antigono di Pasquale Anfossi e Luigi Gatti.

Fra gli interpreti: Apollonia Marchetti, Adamo Solzi, Giacomo Ghisani.
Prima rappresentazione assoluta: 3 febbraio.
- L'albergatrice vivace, di Luigi Caruso.

Fra gli interpreti: Marianna Piccinelli "la Francesina", Antonia Murati, Paola Balduini, Maria Anna Grender, Francesco Benati, Paolo Mandini, Stefano Mandini, Giuseppe Scardovi.
Prima rappresentazione: 25 luglio.
Stagione d'autunno
- Il falegname di Domenico Cimarosa.

Fra gli interpreti Stefano Mandini (Don Velardo), Paolo Mandini, Anna Morichelli Bosello, Serafino Blasi, Nicola Del Sole.
- Il vecchio geloso di Felice Alessandri.

Fra gli interpreti Stefano Mandini (Tiberio), Paolo Mandini, Anna Morichelli Bosello, Marianna Tomba, Serafino Blasio, Nicola Del Sole.
Prima rappresentazione assoluta: 1º ottobre.
Stagione di Carnevale
- L'Olimpiade di Francesco Bianchi.

Fra gli interpreti Luigi Marchesi.
Prima rappresentazione assoluta: 26 dicembre.
- Il matrimonio in commedia (Gli sposi in commedia) di Luigi Caruso.

Fra gli interpreti Gioachino Caribaldi (Garibaldi).
Prima rappresentazione: 29 dicembre.
1782
- Ezio di Felice Alessandri.

Prima rappresentazione: 1º febbraio.
Stagione di primavera
- Il matrimonio in commedia (Gli sposi in commedia) di Luigi Caruso.[8]
- Amore artigiano di Floriano Gasman.[8]
- Le due contesse di Giovanni Paisiello.[8]

Fra gli interpreti Francesco Benucci e Nancy Storace.
Stagione d'autunno
- Il pittor parigino di Domenico Cimarosa.[10]
- Fra i due litiganti il terzo gode di Giuseppe Sarti (prima versione).

Fra gli interpreti: Nancy Storace (Dorina), Vittoria Moreschi Balzani (Livietta), Angela Marzorati (contessa Belfiore), Antonio Palmini (Masotto), Giuseppe Lolli (Mingone), Giovanni Marliani (conte Belfiore) Francesco Benucci (Titta).
Prima rappresentazione assoluta: 14 settembre.
Stagione di Carnevale
- La Circe di Domenico Cimarosa.

Fra gli interpreti Giacomo David (Prisco) e Domenico Bedini (Ulisse).
Prima rappresentazione assoluta: 26 dicembre.
1783
- L'Idalide o sia La vergine del sole di Giuseppe Sarti.

Fra gli interpreti Giacomo David (Ataliba) e Domenico Bedini (Enrico).
Prima rappresentazione assoluta: 8 gennaio.
Stagione d'autunno
- Li fratelli pappamosca di Pietro Alessandro Guglielmi (rifacimento de La villanella ingentilita).

Prima rappresentazione assoluta: 9 agosto.
- La Ballerina amante di Domenico Cimarosa.[10]
- Il Socrate immaginario di Giovanni Paisiello.[10]

Stagione di Carnevale
- Ademira di Angelo Tarchi.

Fra gli interpreti Agata Carrara (Ademira) e Giovanni Maria Rubinelli (Flavio Valente).
Prima rappresentazione assoluta: 27 dicembre.
1784
- Ifigenia in Tauride di Carlo Monza.
- Semiramide di Michele Mortellari.
- I due supposti conti, ossia Lo sposo senza moglie di Domenico Cimarosa.

Prima rappresentazione assoluta: 10 ottobre.
1785
- Alsinda di Nicola Antonio Zingarelli.

Prima rappresentazione assoluta: 22 gennaio.
- Il Talismano di Antonio Salieri.
- Ipermestra di Salvatore Rispoli.

Fra gli interpreti Girolamo Crescentini (Linceo).
Prima rappresentazione assoluta: 26 dicembre.
1786
- La partenza inaspettata di Antonio Salieri.
- Il re Teodoro in Venezia di Giovanni Paisiello.
- Il barbiere di Siviglia di Giovanni Paisiello.
- L'arbore di Diana di Domenico Cimarosa.
- Il fanatico burlato di Domenico Cimarosa.

1787
- Una cosa rara ossia Bellezza ed onestà di Vicente Martín y Soler.

1788
- Il fanatico burlato di Domenico Cimarosa.
- Ifigenia in Aulide di Luigi Cherubini.
- Il re Teodoro in Venezia di Giovanni Paisiello.

1789
- Nitteti di Francesco Bianchi.

Fra gli interpreti Teresa Saporiti.
Prima rappresentazione assoluta: 20 aprile.
- Don Giovanni o sia Il convitato di pietra di Giuseppe Gazzaniga.

#### 1790-99
1790
- Medonte, re di Epiro di Antonio Pio.

Fra gli interpreti: Domenico Bedini (Arsace)
Prima rappresentazione assoluta: 30 gennaio.
Il teatro chiude il 20 febbraio per rispettare il lutto per la morte dell'imperatore Giuseppe II d'Asburgo.
- La bella pescatrice di Pietro Alessandro Guglielmi.

Fra gli interpreti Giuseppina Grassini.
Prima rappresentazione: 11 agosto.
- La cifra di Antonio Salieri.

Interpreti: Giuseppina Grassini (Lisotta), Margarita Delicati (Eurilla), Francesco Morella (Milord Fideling), Andrea Milton (Leandro), Francesco Albertarelli (Rusticone) e Gaspare Mayer (Sandrino).
Prima rappresentazione: 16 ottobre.
- La morte di Cesare di Nicola Antonio Zingarelli.

Fra gli interpreti: Caterina Lorenzini (Porzia).
Prima rappresentazione assoluta: 26 dicembre.
1791
- La Molinara di Giovanni Paisiello.
- Pirro, re d'Epiro di Nicola Antonio Zingarelli.

Fra gli interpreti Luigi Marchesi.
Prima rappresentazione assoluta.
1792
- I finti eredi di Giuseppe Sarti.
- Il fanatico in Berlina di Giovanni Paisiello.
- Cinna di Bonifazio Asioli.

Prima rappresentazione assoluta: 26 dicembre.
1793
- Il matrimonio segreto di Domenico Cimarosa.

Prima rappresentazione: 17 febbraio
- L'oro fa tutto di Ferdinando Paër.

Prima rappresentazione assoluta.
- La secchia rapita di Nicola Antonio Zingarelli.

Prima rappresentazione assoluta.
- Artaserse di Nicola Antonio Zingarelli.

Fra gli interpreti Giuseppina Grassini.
Prima rappresentazione: 26 dicembre.
1794
- Demofoonte di Marco Portogallo.

Fra gli interpreti Giuseppina Grassini.
Prima rappresentazione: 8 febbraio.
- La lanterna di Diogene di Pietro Alessandro Guglielmi.

Fra gli interpreti Stefano Mandini.
- Le nozze campestri di Giuseppe Nicolini.

Fra gli interpreti Stefano Mandini.
- I zingari in fiera di Giovanni Paisiello.

Fra gli interpreti Stefano Mandini.
1795
- Giannina e Bernardone di Domenico Cimarosa.
- Appelle e Campeste di Giacomo Tritto.

Fra gli interpreti: Adamo Bianchi.
Prima rappresentazione assoluta.
1796
- Giulietta e Romeo di Nicola Antonio Zingarelli.

Fra gli interpreti: Giuseppina Grassini, Adamo Bianchi e Girolamo Crescentini.
Prima rappresentazione assoluta.
1797
- I visionarj di Giovanni Paisiello.

Fra gli interpreti: Adamo Bianchi.
- La scuola de' gelosi di Antonio Salieri.

Fra gli interpreti: Adamo Bianchi.
- Il trionfo di Clelia di Sebastiano Nasolini.

Fra gli interpreti: Adamo Bianchi.
- Gli Sciti di Giuseppe Nicolini

Fra gli interpreti: Adamo Bianchi.
- La congiura pisoniana di Angelo Tarchi.

Fra gli interpreti: Giovanni Maria Rubinelli (Pisone).
Prima rappresentazione assoluta: 18 gennaio.
- Chi la dura la vince di Giovanni Paisiello.

Prima rappresentazione assoluta: 9 giugno.
- Axur, Re d'Ormus (rifacimento di Tarare) di Antonio Salieri.

Prima rappresentazione: 10 giugno.
- Gli Orazi ed i Curiazi di Domenico Cimarosa (prima versione). Revisione di Marcos António Portugal.

Fra gli interpreti: Gustavo Lazzarini (Marco Orazio).
Prima rappresentazione: 26 dicembre.
1798
- I matrimoni liberi di Giuseppe Mosca.

Prima rappresentazione assoluta: 25 agosto.
- La città nuova di Stefano Cristiani.

Prima rappresentazione assoluta: 9 settembre.
- Il trionfo di Clelia di Sebastiano Nasolini.

Fra gli interpreti: Adamo Bianchi (Orazio) e John Braham (Tarquinio).
Prima rappresentazione assoluta: 26 dicembre.
1799
- L'amor sincero di Giuseppe Farinelli.

Fra gli interpreti: Giuseppe Lipparini.
Prima rappresentazione assoluta: 29 maggio.
- Il trionfo del bel sesso ossia La forza delle donne di Giuseppe Nicolini.

Prima rappresentazione assoluta: 20 agosto.
- Il ritratto di Nicola Antonio Zingarelli.

Fra gli interpreti: Anna Selina Storace, John Braham, Luigi Bonfanti, Piero Menghini, Vaccani.
Prima rappresentazione assoluta: 12 ottobre.
- La Lodoiska di Johann Simon Mayr.

Fra gli interpreti: Giacomo David (Boleslao) e Luigi Marchesi (Loviski).
Prima rappresentazione: 26 dicembre.

### XIX secolo

#### 1800-09
1800
- Idante di Marco Portogallo.

Fra gli interpreti: Giacomo David.
Dirige il compositore.
Prima rappresentazione assoluta: 14 febbraio.
- Labino e Carlotta di Johann Simon Mayr.

Prima rappresentazione: 15 giugno.
- Il disertore francese di António Leal Moreira.

Prima rappresentazione: 9 luglio.
- Il matrimonio segreto di Domenico Cimarosa.
- Il barbiere di Siviglia di Giovanni Paisiello.
- L'inganno felice di Giovanni Paisiello.[19]
- L'equivoco ovvero Le bizzarrie dell'amore di Johann Simon Mayr.

Interpreti: Anna Maria Bighi (Metilde), Rosa Arbina (Rosetta), Teresa Belloc-Giorgi (Lauriana), Giuseppe Raddi (Pandolfo), Giuseppe Tavani (Crepazio), Gaetano Chizzola (Carletto), Luigi Pacini (Giocondo).
Prima rappresentazione assoluta: 5 novembre.
- Clitennestra di Nicola Antonio Zingarelli.

Fra gli interpreti: Angelica Catalani (Clitemnestra), Antonio Brizzi e Adamo Bianchi.
Prima rappresentazione assoluta: 26 dicembre.
1801
- I baccanali di Roma di Giuseppe Nicolini

Fra gli interpreti: Adamo Bianchi.
Prima rappresentazione assoluta: 21 gennaio.
- Che originali! di Johann Simon Mayr,[20] Fedeltà ed amore alla prova di Giuseppe Gazzaniga[21] e Il ciabattino o Le donne cambiate di Marco Portogallo.[22]

Fra gli interpreti: Elisabetta Gafforini.
Prima rappresentazione: 7 marzo.
- Il trionfo della pace di Francesco Pollini.[24] "Cantata" data per festeggiare il Trattato di Lunéville che ratificava il trattato di Campoformio.

Fra gli interpreti: Luigi Paccini, Elisabetta Gafforini, Giacinta Machiavelli.
Prima rappresentazione assoluta: 30 aprile.
- Il podestà di Chioggia di Ferdinando Orlandi.

Interpreti: Elisabetta Gafforini (Rosina), Andrea Verni (il Podestà di Chioggia), Tommaso Carmanini (Macario), Giuseppe Piovani (Medoro), Maria Panizza (Laura), Maria Dupen (Lisetta), Diomiro Tramezzani (Sandrino), Giovanni Battista Viscardi (Tognone).
Al cembalo: Ambrogio Minoja. Capo d'orchestra: Luigi de Baillou.
Inventori, e pittori delle scene nuove: Pedroni Giovanni, Bassi Antonio. Macchinista, Paolo Grassi. Capi-sarti inventori del vestiario: da uomo, Antonio Rossetti, Giuseppe Gerosa; da donna, Antonio Majoli.
Prima rappresentazione assoluta.
- Il sedicente filosofo di Giuseppe Mosca[26] e in una ripresa di Che originali!.

Interpreti: Luigi Martinelli (Aristo e Don Febeo), Elisabetta Gafforini (Contessa e Aristea), Antonio Pasqua (Lucindo e Carolino), Tommaso Carmanini (Il barone e Biscroma), Massimilla Pontiggia (Rosina), Teresa Calvesi (Giacinta e Celestina), Giuseppe Desirò (Don Armidoro), Giovanni Battista Viscardi (Fabio e Carluccio), "Supplimento alla prima donna, Rosa Moro".
Maestri al cembalo: Ambrogio Minoja, Agostino Quaglia. Capo d'orchestra: Luigi de Baillou.
Inventore, e pittore delle scene: Pasquale Canna. Macchinista: Paolo Grassi. Capi-sarti inventori del vestiario: da uomo, Antonio Rossetti, Giuseppe Gerosa; da donna, Antonio Majoli.
Prima rappresentazione assoluta: novembre.
1802
- I misteri Eleusini di Johann Simon Mayr.[28][29]

Fra gli interpreti: Giacomo David (Antinoo).
Prima rappresentazione assoluta: 6 gennaio.
- Il podestà di Chioggia di Ferdinando Orlandi. Fra gli interpreti: Elisabetta Gafforini.[23]
- I Manli di Giuseppe Nicolini.

Fra gli interpreti: Giacomo David (Tito Manlio).
- La muta per amore, ossia Il medico per forza di Vincenzo Lavigna.[30]

Prima rappresentazione assoluta: 14 giugno.
- La fortunata combinazione di Giuseppe Mosca.

Fra gli interpreti: Elisabetta Gafforini.
Prima rappresentazione: 17 agosto.
- La capricciosa pentita di Valentino Fioravanti.

Fra gli interpreti: Elisabetta Gafforini.
Prima rappresentazione: 2 ottobre.
- Il sedicente filosofo di Giuseppe Mosca e Il segreto di Johann Simon Mayr.

Fra gli interpreti: Elisabetta Gafforini.
- Ginevra di Scozia di Johann Simon Mayr.

Fra gli interpreti: Giacomo David (Polinesso).
Prima rappresentazione: 26 dicembre.
1803
- Castore e Polluce di Vincenzo Federici.[31]

Fra gli interpreti: Giacomo David (Polluce).
Prima rappresentazione assoluta: gennaio.
- La muta per amore, ossia Il medico per forza di Vincenzo Lavigna.[30]

Prima rappresentazione: 24 gennaio.
- Le cantatrici villane di Valentino Fioravanti.

Prima rappresentazione: marzo.
- Alonso e Cora di Johann Simon Mayr.

Fra gli interpreti: Adamo Bianchi.
Prima rappresentazione assoluta: 26 dicembre.
1804
- Giulietta e Romeo di Nicola Antonio Zingarelli.
- L'equivoco di Johann Simon Mayr.

Fra gli interpreti: Teresa Belloc-Giorgi e Luigi Pacini.
- Nina, o sia La pazza per amore di Giovanni Paisiello.

Fra gli interpreti: Teresa Belloc-Giorgi e Luigi Pacini.
- Amor non ha ritegno di Johann Simon Mayr.

Fra gli interpreti: Teresa Belloc-Giorgi e Luigi Pacini.
Prima rappresentazione assoluta: marzo.
- Oreste in Tauride di Vincenzo Federici.

Fra gli interpreti: Adamo Bianchi.
Prima rappresentazione assoluta.
1805
- Castore e Polluce di Vincenzo Federici.

Prima rappresentazione, in onore di Napoleone, incoronato re d'Italia: 1º giugno.
- Zoraide e Abenadet di Giuseppe Nicolini.

Fra gli interpreti: Giuseppe Siboni (Abenamete).
Prima rappresentazione assoluta: 26 dicembre.
1806
- Adelasia e Aleramo di Johann Simon Mayr.

Fra gli interpreti: Teresa Belloc-Giorgi e Giacomo David (Ottone).
Prima rappresentazione assoluta: 26 dicembre (54 repliche).
1807
- I misteri Eleusini di Johann Simon Mayr.

Fra gli interpreti: Giacomo David (Antinoo).
- Né l'un, né l'altro  di Johann Simon Mayr.

Prima rappresentazione assoluta.
- San Napoleone di Johann Simon Mayr. "Cantata" in onore di Napoleone, per il suo onomastico, il 16 agosto.
- Così fan tutte di Wolfgang Amadeus Mozart (prima opera del compositore ad essere rappresentata alla Scala).

Prima rappresentazione il 19 settembre. Fra gli interpreti: Teresa Belloc-Giorgi diretta da Alessandro Rolla.
- Camilla, ossia Il sotterraneo di Ferdinando Paër.

1808
- L'italiana in Algeri di Giuseppe Mosca.

Fra gli interpreti: Elisabetta Gafforini.
Prima rappresentazione: 16 agosto.
- Coriolano ossia L'assedio di Roma di Giuseppe Nicolini.

Fra gli interpreti: Isabella Colbran.
Prima rappresentazione assoluta: 26 dicembre.
1809
- Ifigenia in Aulide di Vincenzo Federici.

Fra gli interpreti: Isabella Colbran.
- Orcamo di Vincenzo Lavigna.

Fra gli interpreti: Isabella Colbran.
- Raoul di Crequi di Johann Simon Mayr.

Fra gli interpreti: Giuseppe Siboni.
Prima rappresentazione assoluta: 26 dicembre.

#### 1810-19
1810
- Arminia di Stefano Pavesi.

Prima rappresentazione assoluta: 3 febbraio.
- Chi s'è visto s'è visto di Vincenzo Lavigna.

Dirige il compositore.
Prima rappresentazione assoluta: 23 aprile.
- Le virtuose ridicole, rifacimento di Le cantatrici villane, di Valentino Fioravanti. Revisione di Giuseppe Maria Foppa.

Fra gli interpreti: Luigi Zamboni (Don Bucefalo).
Prima rappresentazione: 9 maggio.
- La Molinara di Giovanni Paisiello.

Dirige il primo violino Alessandro Rolla.
Interpreti: Pietro Vasoli (Don Luigino), Annunciata Berni Chelli (Amaranta), Paolina Agodino (Rachelina), Eliodoro Bianchi (Don Caloandro), Nicola Bassi (Notar Opistofolo), Luigi Zamboni (Don Rospolone), Marianna Muraglia Manzoni (Eugenia), Antonio Coldani.
Scenografia di Alessandro Sanquirico e Giovanni Pedroni.
Prima rappresentazione: primavera.
- I filosofi al cimento di Ercole Paganini.

Prima rappresentazione assoluta: 25 giugno.
- La contadina bizzarra di Giuseppe Farinelli.

Fra gli interpreti: Elisabetta Gafforini, Eliodoro Bianchi, Luigi Zamboni e Nicola Bassi.
Prima rappresentazione assoluta: 16 agosto.
- Ser Marcantonio di Stefano Pavesi.

Dirige il primo violino Alessandro Rolla.
Interpreti: Lutgard Annibaldi (Dorina), Maria "Marietta" Marcolini e Elisabetta Gafforini (Bettina), Marianna Muraglia (Lisetta), Michele Schira (Medoro), Pietro Vasoli (Pasquino), Nicola Bassi (Ser Marcantonio) e Luigi Zamboni (Tobia).
Scenografia di Alessandro Sanquirico e Giovanni Pedroni.
Prima rappresentazione: 26 settembre (54 repliche).
- Raul di Créqui di Johann Simon Mayr e Annibale in Capua di Giuseppe Farinelli.

Fra gli interpreti: Giovanni Battista Velluti (Adele), Giuseppe Siboni (Craone), Antonio Coldani (Raul), Elisabetta Gafforini (Battilda).
Prima rappresentazione assoluta: 26 dicembre.
1811
- Chi non risica non rosica di Pietro Generali.

Prima rappresentazione assoluta.
- I pretendenti delusidi Giuseppe Mosca.

Prima rappresentazione assoluta: 7 settembre.
- Il barbiere di Siviglia di Giovanni Paisiello.
- Virginia di Alberto Casella.

Fra gli interpreti: Andrea Nozzari.
Prima rappresentazione: 26 dicembre.
1812
- Tancredi di Stefano Pavesi.

Fra gli interpreti: Andrea Nozzari.
- La distruzione di Gerusalemme di Nicola Antonio Zingarelli.

Fra gli interpreti: Andrea Nozzari.
- La Vedova stravagante di Pietro Generali.

Fra gli interpreti: Filippo Galli.
Prima rappresentazione assoluta.
- Il cicisbeo burlato di Ferdinando Orlandi.

Fra gli interpreti: Filippo Galli.
Prima rappresentazione assoluta.
- L'imprudente fortunato di Domenico Cimarosa.

Fra gli interpreti: Filippo Galli.
- Le bestie in uomini di Giuseppe Mosca.

Fra gli interpreti: Filippo Galli.
Prima rappresentazione assoluta: 23 maggio.
- La pietra del paragone, prima apparizione scaligera di Gioachino Rossini.

Fra gli interpreti: Filippo Galli e Marietta Marcolini.
Direttore: Alessandro Rolla.
Prima rappresentazione assoluta: 26 settembre. 53 repliche.
1813
- I pretendenti delusi di Giuseppe Mosca
- Aureliano in Palmira di Gioachino Rossini.

Fra gli interpreti: Giovanni Battista Velluti.
Prima rappresentazione assoluta: 26 dicembre. 14 repliche.
1814
- Don Giovanni di Wolfgang Amadeus Mozart.

32 repliche.
- Così fan tutte di Wolfgang Amadeus Mozart.
- Il turco in Italia di Gioachino Rossini.

Fra gli interpreti: Giacomo David, Filippo Galli e Luigi Pacini.
Prima rappresentazione assoluta: 14 agosto.
1815
- Le nozze di Figaro di Wolfgang Amadeus Mozart.

Prima rappresentazione: 27 marzo.
- L'italiana in Algeri di Gioachino Rossini.

Fra gli interpreti: Marietta Marcolini, Filippo Galli e Luigi Pacini.
1816
- Il ritorno d'Astrea, cantata eseguita il 6 gennaio per il ritorno degli austriaci in Milano.
- Don Giovanni di Wolfgang Amadeus Mozart.

40 repliche.
- Il flauto magico, traduzione italiana dell'opera di Mozart.

Fra gli interpreti: Teresa Belloc-Giorgi e Filippo Galli.
Prima rappresentazione: 15 aprile.
- La testa di bronzo di Carlo Evasio Soliva.

Prima rappresentazione assoluta: 3 settembre. 47 repliche. Tra il pubblico Marie-Henri Beyle, meglio noto come Stendhal, da questo momento assiduo frequentatore della Scala.
1817
- L'inganno felice di Gioachino Rossini.
- La Cenerentola di Gioachino Rossini.

Prima rappresentazione: 17 agosto con Luigi Lablache.
- La gazza ladra di Gioachino Rossini.

Direttore: Alessandro Rolla.
Interpreti: Teresa Belloc-Giorgi e Filippo Galli.
Prima rappresentazione assoluta: 31 maggio.
- Il matrimonio segreto di Domenico Cimarosa.

1818
- Ciro in Babilonia di Gioachino Rossini.
- Torvaldo e Dorliska di Gioachino Rossini.

Fra gli interpreti: Violante Camporesi.
- Il barone di Dolsheim di Giovanni Pacini.

Fra gli interpreti: Violante Camporesi.
Prima rappresentazione assoluta: 23 settembre.
- La clemenza di Tito di Wolfgang Amadeus Mozart

Fra gli interpreti: Violante Camporesi e Gaetano Crivelli; dirige Alessandro Rolla.
Prima rappresentazione: 26 dicembre.
1819
- Il falegname di Livonia di Giovanni Pacini.

Prima rappresentazione assoluta: 12 aprile.
- La sposa fedele di Giovanni Pacini.
- La rappresaglia di Joseph Hartmann Stuntz.

Fra gli interpreti: Violante Camporesi e Luigi Pacini.
- Bianca e Falliero di Gioachino Rossini.

Prima rappresentazione assoluta: 26 dicembre. 39 repliche.

#### 1820-29
1820
- La gazza ladra di Gioachino Rossini.
- Il barbiere di Siviglia di Gioachino Rossini.
- Vallace, o L'eroe scozzese di Giovanni Pacini.

Prima rappresentazione assoluta: 14 febbraio.
- Alfredo il grande di Johann Simon Mayr.
- Margherita d'Anjou di Giacomo Meyerbeer.

Prima rappresentazione assoluta: 14 novembre.
- Fedra di Johann Simon Mayr.

Prima rappresentazione assoluta: 26 dicembre.
1821
- La donna del lago di Gioachino Rossini.

Fra gli interpreti: Nicola Tacchinardi, Teresa Belloc-Giorgi ed Adelaide Tosi diretta da Alessandro Rolla
- La Cenerentola di Gioachino Rossini.
- La sciocca per astuzia di Giuseppe Mosca.

Fra gli interpreti: Teresa Belloc-Giorgi, Domenico Donzelli e Luigi Lablache.
Prima rappresentazione assoluta: 15 maggio. 50 repliche.
- Elisa e Claudio di Saverio Mercadante.

Fra gli interpreti: Teresa Belloc-Giorgi, Domenico Donzelli e Luigi Lablache.
- Andromaca di Vincenzo Pucitta.

Fra gli interpreti: Rosmunda Pisaroni.
Prima rappresentazione: 26 dicembre.
1822
- Antigona e Lauso di Stefano Pavesi.

Fra gli interpreti: Rosmunda Pisaroni (Antigona) e Adelaide Tosi,
Prima rappresentazione assoluta: 26 gennaio.
- L'esule di Granata di Giacomo Meyerbeer, revisione di Gaetano Rossi.

Dirige il primo violino Alessandro Rolla.
Fra gli interpreti: Rosmunda Pisaroni (Almanzore), Adelaide Tosi (Azema), Carolina Sivelli (Fatima), Carolina Bassi-Manna "la Napoletana", Calvari Winter (Alamar), Carlo Siber (Alì), Lorenzo Biondi (Omar) e Luigi Lablache (Sulemano).
Scenografia di Alessandro Sanquirico.
Prima rappresentazione assoluta: 12 marzo.
- La dama locandiera di Giuseppe Mosca

Prima rappresentazione assoluta: 8 aprile.
- La pietra del paragone di Gioachino Rossini.

Fra gli interpreti: Teresa Belloc-Giorgi.
- L'occasione fa il ladro di Gioachino Rossini.

Fra gli interpreti: Teresa Belloc-Giorgi.
- Matilde di Shabran di Gioachino Rossini.

Fra gli interpreti: Antonio Tamburini (Aliprando).
Prima rappresentazione: 24 agosto.
- Adele ed Emerico di Saverio Mercadante.

Dirige il compositore.
Interpreti: Antonio Tamburini (generale Bannier), Rosa Morandi (Adele), Isabella Fabbrica (Emerico), Savino Monelli (colonnello Dalber), Maria Gioja (Elvige), Carlo Poggiali (maggiore Dolzei), Carlo Dona (tenente Velster), Nicola De Grecis (sergente Ralfe).
Prima rappresentazione assoluta: 21 settembre.
- Chiara e Serafina, prima opera di Gaetano Donizetti alla Scala.

Dirige il primo violino Alessandro Rolla.
Interpreti: Isabella Fabbrica (Chiara), Marietta Gioja Tamburini (Lisetta), Rosa Morandi (Serafina), Carolina Sivelli (Agnese), Carlo Poggiali (Don Fernando/Gennaro), Savino Monelli (Don Ramiro), Carlo Dona (Spalatro), Antonio Tamburini (Picaro), Carlo Pizzocchero (Don Alvaro) e Nicola De Grecis (Don Meschino).
Scenografia di Alessandro Sanquirico.
Prima rappresentazione assoluta: 26 ottobre.
1823
- La Vestale di Giovanni Pacini

Prima rappresentazione assoluta: 6 febbraio. 31 repliche.
- Tancredi (opera) di Gioachino Rossini.

Diretta da Alessandro Rolla
Interpreti: Brigida Lorenzani e Giovanni Orazio Cartagenova
Prima rappresentazione: 8 novembre.
- Ricciardo e Zoraide di Gioachino Rossini.

Prima rappresentazione: 26 dicembre.
1824
- Zelmira di Gioachino Rossini.
- Otello di Gioachino Rossini.
- Semiramide di Gioachino Rossini.
- Maometto secondodi Gioachino Rossini.
- Temistocle di Giovanni Pacini.

12 repliche.
- Isabella ed Enrico di Giovanni Pacini.

Prima rappresentazione assoluta: 12 giugno.
- La Vestale, prima opera di Gaspare Spontini alla Scala.

Prima rappresentazione: 26 dicembre.
1825
- Mosè in Egitto di Gioachino Rossini.

41 repliche.
- Don Giovanni di Wolfgang Amadeus Mozart.

1826
- Il barone di Dolsheim di Giovanni Pacini.

Prima rappresentazione: 28 dicembre.
- La gelosia corretta di Giovanni Pacini.

Prima rappresentazione assoluta: 27 marzo.
- Amazilia di Giovanni Pacini.
- Alessandro nell'Indie di Giovanni Pacini.
- Margherita d'Anjou di Giacomo Meyerbeer.
- Il crociato in Egitto di Giacomo Meyerbeer.
- L'ajo nell'imbarazzo di Gaetano Donizetti.
- Giulietta e Romeo di Nicola Vaccaj.

1827
- Didone abbandonata di Saverio Mercadante.
- Il montanaro di Saverio Mercadante.

Prima rappresentazione assoluta: 16 aprile.

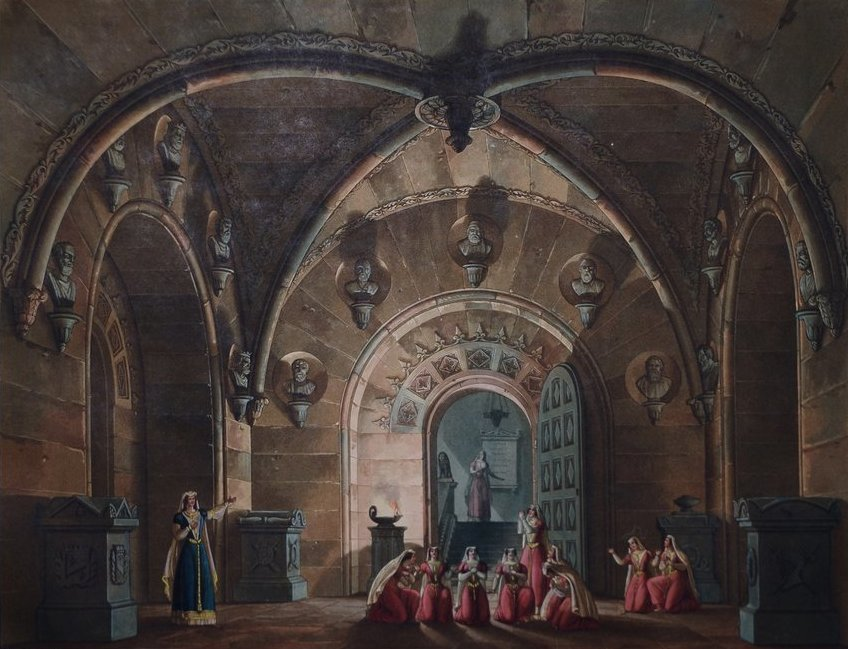
Alessandro Sanquirico, Scena di Gli arabi nelle Gallie (Volte Sotterranee, Atto primo, scena 7)

- Gli arabi nelle Gallie di Giovanni Pacini.

Direttore e primo violino: Alessandro Rolla.
Interpreti: Stefania Favelli (Ezilda), Brigida Lorenzani (Leodato), Giovanni David (Agobar), Vincenzo Galli (Gondair), Teresa Ruggeri (Zarele), Lorenzo Lombardi (Aloar), Carlo Poggiali (Mohamud).
Scenografie: Alessandro Sanquirico.
Prima rappresentazione assoluta: 8 marzo.
Stagione d'autunno
- L'ultimo giorno di Pompei di Giovanni Pacini.

Fra gli interpreti: Henriette Méric-Lalande, Giovanni Battista Rubini e Antonio Tamburini.
Scenografie: Alessandro Sanquirico.
43 repliche.

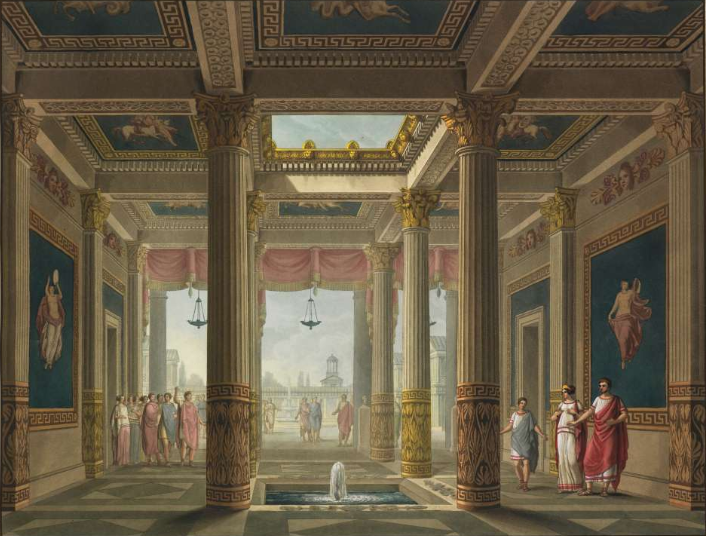
Alessandro Sanquirico, fondale per il primo atto, quadro primo, dell'opera L'ultimo giorno di Pompei di Giovanni Pacini.
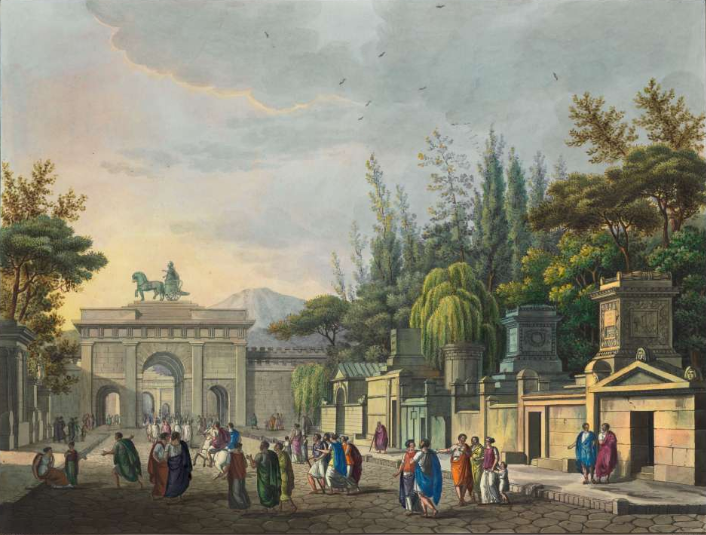
Fondale per il primo atto, quadro secondo.
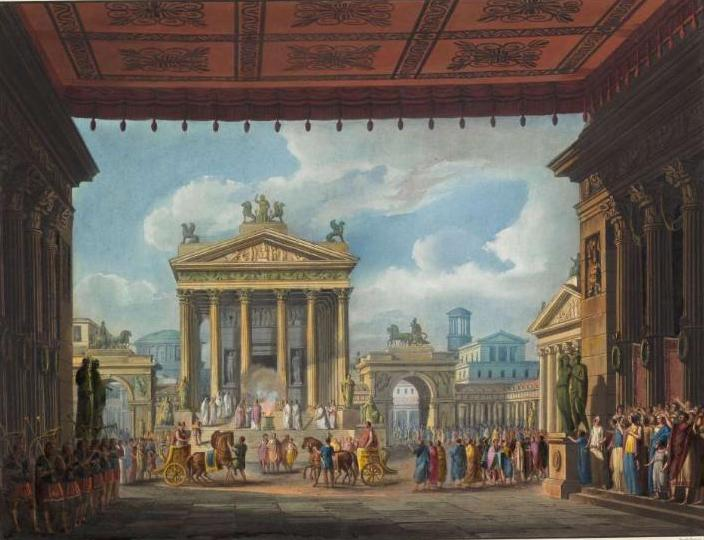
Fondale per il primo atto, quadro terzo.
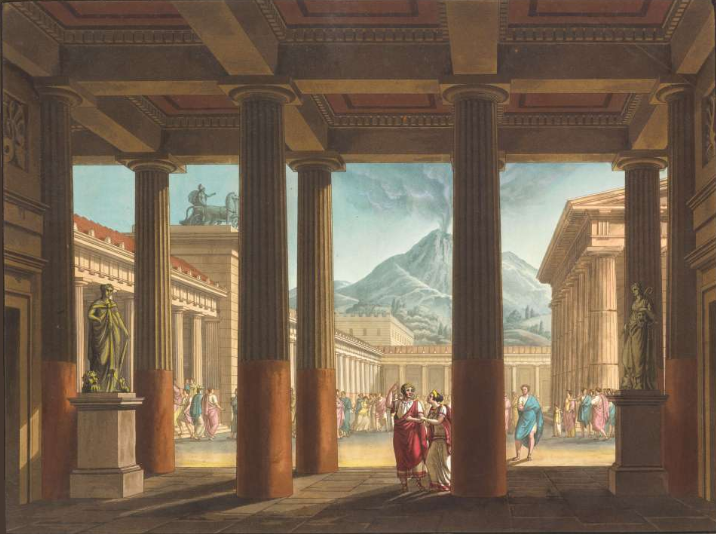
Fondale per il primo atto, quadro quarto.
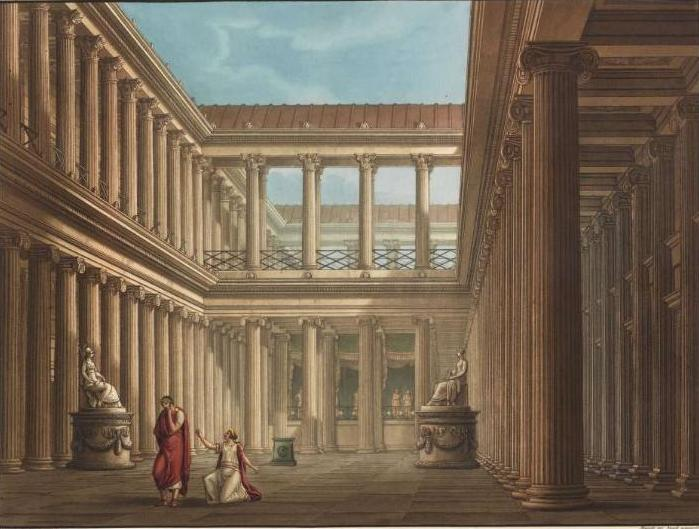
Fondale per il secondo atto, quadro primo.
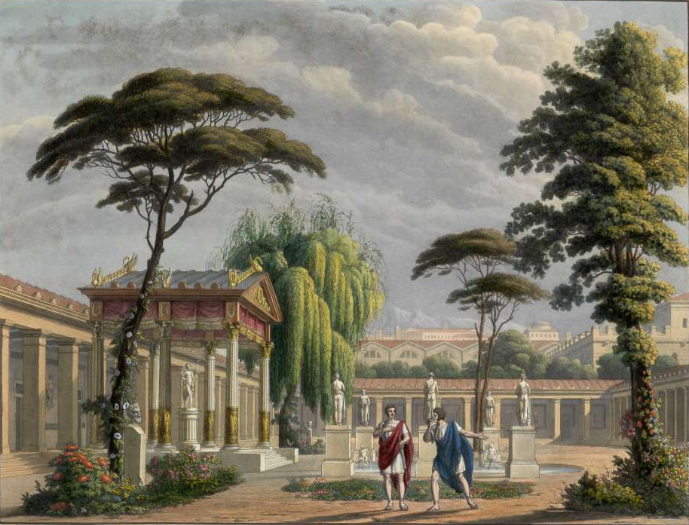
Fondale per il secondo atto, quadro secondo.
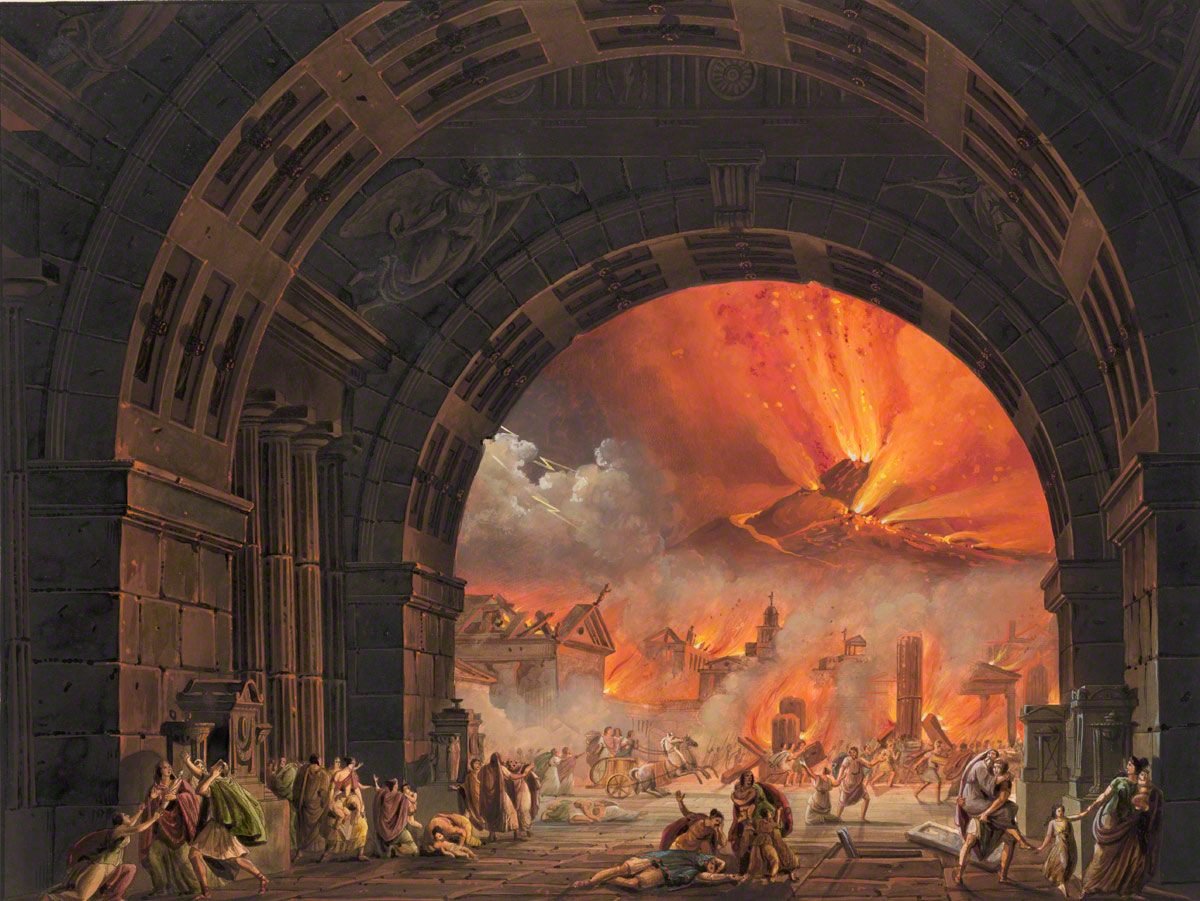
Fondale per il secondo atto, quadro ultimo.

- Il pirata di Vincenzo Bellini.

Fra gli interpreti: Henriette Méric-Lalande, Giovanni Battista Rubini e Antonio Tamburini (Ernesto).
Prima rappresentazione assoluta: 27 ottobre.
Stagione di Carnevale e Quaresima
- Elisabetta, Regina d'Inghilterra di Gioachino Rossini.

Fra gli interpreti: Henriette Méric-Lalande, Giacomo David, Caroline Unger.
Prima rappresentazione: 26 dicembre.
1828
- Eduardo e Cristina di Gioachino Rossini.

Fra gli interpreti: Caroline Unger.
- L'italiana in Algeri di Gioachino Rossini.

Fra gli interpreti: Caroline Unger.
- Il matrimonio segreto di Giovanni Pacini.

Fra gli interpreti: Caroline Unger.
- I cavalieri di Valenza di Giovanni Pacini.

Fra gli interpreti: Caroline Unger.
Prima rappresentazione assoluta: 11 giugno.
- L'esule di Roma di Gaetano Donizetti.

Fra gli interpreti: Henriette Méric-Lalande.
- Otello di Gioachino Rossini.

Fra gli interpreti: Henriette Méric-Lalande.
- L'assedio di Corinto, ripresa in italiano dell'opera francese di Gioachino Rossini.

Fra gli interpreti: Henriette Méric-Lalande e Antonio Tamburini.
1829
- La straniera di Vincenzo Bellini.

Prima rappresentazione assoluta: 14 febbraio.
Fra gli interpreti: Henriette Méric-Lalande, Caroline Unger, Domenico Reina ed Antonio Tamburini.
- Il talismano, ovvero La terza crociata in Palestina di Giovanni Pacini.

Prima rappresentazione assoluta: 10 giugno.
- Demetrio e Polibio di Gioachino Rossini.

#### 1830-39
1830
- La straniera di Vincenzo Bellini.

Fra gli interpreti: Henriette Méric-Lalande, Giovanni Battista Rubini e Antonio Tamburini.
- Il pirata di Vincenzo Bellini.
- Giovanna d'Arco di Giovanni Pacini

Fra gli interpreti: Henriette Méric-Lalande, Giovanni Battista Rubini e Antonio Tamburini.
Prima rappresentazione assoluta: 14 marzo.
- I Capuleti e i Montecchi di Vincenzo Bellini.

Fra gli interpreti: Giuditta Grisi.
Prima rappresentazione: 26 dicembre.
1831
- Bianca e Falliero di Gioachino Rossini.

Fra gli interpreti: Giuditta Grisi.
- Il contestabile di Chester di Giovanni Pacini.
- Gli esiliati in Siberia di Gaetano Donizetti.
- Chiara di Rosembergh di Luigi Ricci

Prima rappresentazione assoluta
- Il barbiere di Siviglia di Gioachino Rossini.
- Il crociato in Egitto di Giacomo Meyerbeer.
- L'Ullà di Bassora di Feliciano Strepponi.

Fra gli interpreti: Giulia Grisi.
- Norma di Vincenzo Bellini.

Fra gli interpreti: Giuditta Pasta (Norma), Giulia Grisi (Adalgisa), e Domenico Donzelli (Pollione), Vincenzo Negrini (Oroveso), Marietta Sacchi (Clotilde), Lorenzo Lombardi (Flavio).
Direttore: Alessandro Rolla
Prima rappresentazione assoluta: 26 dicembre.
1832
- Anna Bolena di Gaetano Donizetti.

Fra gli interpreti: Giulia Grisi e Giuditta Pasta; diretta da Alessandro Rolla.
- Otello di Gioachino Rossini.
- Il corsaro di Giovanni Pacini.
- Donna Caritea, regina di Spagna di Saverio Mercadante.
- Ugo, Conte di Parigi di Gaetano Donizetti.

Fra gli interpreti: Giulia Grisi, Giuditta Pasta e Domenico Donzelli.
Prima rappresentazione assoluta: 13 marzo.
- Chiara di Rosemberg di Luigi Ricci.
- Fausta di Gaetano Donizetti.

Prima rappresentazione: 26 dicembre.
1833
- Il furioso all'isola di San Domingo di Gaetano Donizetti.

Fra gli interpreti: Tadolini.
- I due sergenti di Luigi Ricci.
- Lucrezia Borgia di Gaetano Donizetti.

Fra gli interpreti: Marietta Brambilla e Henriette Méric-Lalande.
Direttore: Eugenio Cavallini
Prima rappresentazione assoluta: 26 dicembre.
1834
- La gazza ladra di Gioachino Rossini.

Fra gli interpreti: Marietta Brambilla.
- Un'avventura di Scaramuccia di Luigi Ricci.

Fra gli interpreti: Marietta Brambilla.
- Parisina di Gaetano Donizetti.

Fra gli interpreti: Henriette Méric-Lalande.
- Otello di Gioachino Rossini.

Fra gli interpreti: Maria Malibran.
- Norma di Vincenzo Bellini.

Fra gli interpreti: Maria Malibran.
- La sonnambula di Vincenzo Bellini.

Direttore: Eugenio Cavallini; fra gli interpreti: Maria Malibran, Antonio Poggi e Giovanni Orazio Cartagenova.
Prima rappresentazione: 1º ottobre
- I Capuleti e i Montecchi di Vincenzo Bellini.

Fra gli interpreti: Maria Malibran.
- La gioventù di Enrico V di Saverio Mercadante.
- Gemma di Vergy di Gaetano Donizetti.

Fra gli interpreti: Domenico Reina e Ignazio Marini
Direttore: Eugenio Cavallini
Prima rappresentazione assoluta: 26 dicembre.
1835
- Norma di Vincenzo Bellini.

Fra gli interpreti: Giuditta Pasta.
- Otello di Gioachino Rossini.

Fra gli interpreti: Maria Malibran.
- L'elisir d'amore di Gaetano Donizetti.

Fra gli interpreti: Maria Malibran, Antonio Poggi e Giuseppe Frezzolini; diretta da Eugenio Cavallini.
prima rappresentazione: 27 settembre
- Giulietta e Romeo di Nicola Vaccaj.

Fra gli interpreti: Maria Malibran.
- Beatrice di Tenda di Vincenzo Bellini.
- I puritani di Vincenzo Bellini.

Prima rappresentazione: 26 dicembre.
- Maria Stuarda di Gaetano Donizetti.

Fra gli interpreti: Maria Malibran, Domenico Reina, Pietro Novelli e Ignazio Marini.
Direttore: Eugenio Cavallini.
Prima rappresentazione assoluta: 30 dicembre
1836
- Otello di Gioachino Rossini.

Fra gli interpreti: Maria Malibran.
- La sonnambula di Vincenzo Bellini.

Fra gli interpreti: Maria Malibran.
- I Capuleti e i Montecchi di Vincenzo Bellini.

Fra gli interpreti: Maria Malibran.
- Giovanna Gray di Nicola Vaccaj.

Fra gli interpreti: Maria Malibran.
- Belisario di Gaetano Donizetti.
- Don Giovanni di Wolfgang Amadeus Mozart.
- L'italiana in Algeri di Gioachino Rossini.
- Armida di Gioachino Rossini.
- Vallace, versione censurata del Guglielmo Tell di Gioachino Rossini.

Prima rappresentazione: 26 dicembre.
1837
- Inés de Castro di Giuseppe Persiani.

Fra gli interpreti: Sabine Heinefetter (Ines)
Prima rappresentazione assoluta: 9 gennaio.
- Il giuramento di Saverio Mercadante.

Dirige il primo violino Eugenio Cavallini.
Interpreti: Sofia Dall'Oca-Schoberlechner (Elaisa), Angela Carolina Pochini (Isaura), Marietta Brambilla (Bianca), Francesco Pedrazzi (Viscardo), Giuseppe Vaschetti (Brunoro), Giovanni Orazio Cartagenova (Manfredo).
Scenografia di Baldassarre Cavallotti e D. Menozzi.
Prima rappresentazione assoluta: 11 marzo.
- Marin Faliero di Gaetano Donizetti, revisione di Agostino Ruffini.

Fra gli interpreti: Sofia Dall'Oca-Schoberlechner (Elena), Marietta Marcolini (Irene), Francesco Pedrazzi (Fernando) e Giovanni Orazio Cartagenova (Marin Faliero).
Prima rappresentazione: 19 agosto.
- Odio e amore di Mariano Obiols.

Fra gli interpreti: Gennarino Luzio.
Prima rappresentazione assoluta: 5 settembre.
- Il rapimento di Placido Mandanici.

Fra gli interpreti: Gennarino Luzio.
Prima rappresentazione assoluta: 26 settembre.
- I briganti di Saverio Mercadante.

Dirige il compositore.
Interpreti: Desiderata Derancourt/Angela Carolina Pochini/Teresa Strinasacchi Avogadro (Amelia), Marietta Brambilla/Angela Vegetti (Teresa), Giovanni Paganini (Ermanno), Giovanni Angioletti/Giovanni Storti (Rollero), Ignazio Marini (Massimiliano), Giovanni Orazio Cartagenova/Sebastiano Ronconi (Corrado) e Giovanni Quattrini (Bertrando).
Prima rappresentazione: 6 novembre.
- La straniera di Vincenzo Bellini.
- I Capuleti e i Montecchi di Vincenzo Bellini.
- L'ajo nell'imbarazzo di Gaetano Donizetti.

1838
- Norma di Vincenzo Bellini.

Fra gli interpreti: Domenico Donzelli.
- La muta di portici di Daniel Auber.

Fra gli interpreti: Domenico Donzelli e Fanny Cerrito (Muta).
1839
- Gemma di Vergy di Gaetano Donizetti.
- Lucia di Lammermoor di Gaetano Donizetti.

prima rappresentazione il 1º aprile diretta da Eugenio Cavallini, con Adelaide Kemble (Lucia), Teresa Ruggeri (Alisa), Giorgio Ramoni (Arturo Buklaw), Napoleone Moriani (Edgardo) e Napoleone Marconi (Normanno), Giorgio Ronconi (baritono) (Enrico Ashton), Antonio Zanchi (Raimondo) e nelle repliche Giuseppina Strepponi.
- I puritani di Vincenzo Bellini.

Fra gli interpreti: Napoleone Moriani e Giuseppina Strepponi.
- L'elisir d'amore di Gaetano Donizetti.

Fra gli interpreti: Giuseppina Strepponi.
- Pia de’ Tolomei di Gaetano Donizetti.

Fra gli interpreti: Giuseppina Strepponi.
- Gianni di Parigi di Gaetano Donizetti.

Prima rappresentazione assoluta: 10 settembre.
Fra gli interpreti: Ignazio Marini, Lorenzo Salvi ed Agostino Rovere
- Roberto Devereux di Gaetano Donizetti.
- L'italiana in Algeri di Gioachino Rossini.
- Oberto, Conte di San Bonifacio, prima apparizione di Giuseppe Verdi alla Scala.

Fra gli interpreti: Mary Shaw, Lorenzo Salvi e Ignazio Marini
Direttore: Eugenio Cavallini
Prima rappresentazione assoluta: 17 novembre.

#### 1840-49
1840
- I corsari di Alberto Mazzucato.

Dirige il compositore.
Fra gli interpreti: Teresa Brambilla (Chiara) e Giuseppe Frezzolini (Don Alvaro).
Prima rappresentazione assoluta: 15 febbraio.
- Giovanna II regina di Napoli di Carlo Coccia.

Fra gli interpreti: Teresa Brambilla (Giovanna).
Prima rappresentazione assoluta: 12 marzo.
- Ildegonda di Temistocle Solera.

Fra gli interpreti: Erminia Frezzolini-Poggi (Ildegonda) e Napoleone Moriani (Rizzardo).
Prima rappresentazione assoluta: 20 marzo.
Stagione di primavera
- Anna Bolena di Gaetano Donizetti.[40]
- Gli avventurieri di Giacomo Cordella.[40]

Prima rappresentazione assoluta.
- Odda di Bernaver di Giuseppe Lillo.[40]

Prima rappresentazione assoluta.
- Mosè di Gioachino Rossini.[40]
- I due Figaro di Giovanni Speranza.[40]

Prima rappresentazione assoluta.
Stagione d'autunno
- Il templario di Otto Nicolai.[40]

Interpreti: Luigia Abbadia (Rovena), Angela Villa (Emma), Antonietta Raineri Marini (Rebecca), Lorenzo Salvi (Vilfredo d'Ivanhoe), Achille Bassi (Isacco di York), Cesare Badiali (Briano di Bois-Guilbert), Pio Botticelli (Cedrico), Eutimio Polonini (Luca di Beaumanoir) e Antonio Bruni (Gualtiero).
Prima rappresentazione alla Scala: 13 agosto.
- Un giorno di regno di Giuseppe Verdi.[40]

Dirige: Eugenio Cavallini.
Interpreti: Antonietta Raineri Marini (marchesa Del Poggio), Luigia Abbadia (Giulietta Kelbar), Lorenzo Salvi (Edoardo Sanval), Napoleone Marconi (Delmonte), Giuseppe Vaschetti (conte Ivrea), Raffaele Ferlotti (cavaliere Belfiore/re Stanislao), Raffaele Scalese (barone Kelbar), Agostino Rovere (La Rocca).
Scenografia di Baldassarre Cavallotti e D. Menozzi.
Prima rappresentazione assoluta: 5 settembre.
- La figlia del reggimento di Gaetano Donizetti (seconda versione, traduzione italiana e riduzione ritmica di Callisto Bassi).[40]

Dirige: Eugenio Cavallini.
Interpreti: Luigia Abbadia (Maria), Teresa Ruggeri (marchesa Maggiorivoglio), Lorenzo Salvi (Tonio), Napoleone Marconi (caporale), Giovanni Battista Tiraboschi (notaio/paesano), Gaetano Rossi (Ortensio) e Raffaele Scalese (Sulpizio).
Scenografia di Baldassarre Cavallotti e D. Menozzi.
Prima rappresentazione alla Scala: 3 ottobre.
- Oberto, Conte di San Bonifacio di Giuseppe Verdi.[40]
- Il pirata di Vincenzo Bellini.[40]
- Belisario di Gaetano Donizetti.
- Marin Faliero di Gaetano Donizetti.

Stagione di Carnevale e Quaresima
- Il bravo di Saverio Mercadante.[41]

Prima rappresentazione: 26 dicembre.
1841
- Torquato Tasso di Gaetano Donizetti.[40]
- Fausta di Gaetano Donizetti.[40]
- Un’avventura di Scaramuccia di Luigi Ricci.[40]
- I due Savojardi di Mario Aspa.[40]
- Beatrice di Tenda di Vincenzo Bellini.[40]
- Il proscritto di Otto Nicolai.[40]

Interpreti: Erminia Frezzolini-Poggi (Leonora), Domenico Donzelli (Arturo), Andrea Castellan (Giorgio), Filippo Coletti (Edmondo), Gaetano Rossi.
Prima rappresentazione assoluta: 13 marzo.
- Gonzalvo di Cordova di Giovanni Bajetti.[40]

Prima rappresentazione assoluta: 19 marzo.
Stagione di primavera
- Parisina di Gaetano Donizetti.[40]
- La sonnambula di Vincenzo Bellini.[40]
- La gazza ladra di Gioachino Rossini.[40]
- Il buontempone di Porta Ticinese di Placido Mandanici.[40]

Prima rappresentazione assoluta: 16 giugno.
- Il birichino di Parigi di Manusardi.

Prima rappresentazione assoluta: 25 giugno.
Stagione d'autunno
- La Vestale di Saverio Mercadante.[43]

Dirige il compositore.
Fra gli interpreti: Marietta Brambilla (Giunia), Carlo Guasco (Decio), Felice Varesi (Publio).
Prima rappresentazione alla Scala: 10 agosto.
- La regina di Golconda di Gaetano Donizetti.[43]
- Caterina di Cleves di Luigi Savi.[43]

Prima rappresentazione alla Scala.
- Il contadino d'Agliate di Temistocle Solera.[43]

Fra gli interpreti: Raffaele Ferlotti.
Prima rappresentazione assoluta: 4 ottobre.
- Le nozze di Figaro di Luigi Ricci.[43]

Fra gli interpreti: Carlo Guasco e Felice Varesi (Figaro).
Prima rappresentazione: 26 ottobre.
- Corrado d’Altamura di Federico Ricci.[43]

Fra gli interpreti: Luigia Abbadia (Delizia), Marietta Brambilla (Guiscarda Obonello), Carlo Guasco (Roggero), Felice Varesi (Corrado), Gaetano Rossi (Giffredo).
Prima rappresentazione assoluta: 16 novembre.
- Ildegonda e Rizzardo di Achille Graffigna.[43]

Dirige il compositore.
Fra gli interpreti: Raffaele Ferlotti (Ildebrando).
Prima rappresentazione assoluta: 3 dicembre.
Stagione di Carnevale e Quaresima
- Maria Padilla di Gaetano Donizetti (prima versione).[43]

Dirige: Eugenio Cavallini.
Interpreti: Sophie Johanna Loewe (Maria Padilla), Luigia Abbadia (Ines Padilla), Teresa Ruggeri (Francisca), Domenico Donzelli (Don Ruiz), Ranieri Pochini (Don Luigi), Giorgio Ronconi (Don Alvaro/Don Pedro), Agostino Berini (Don Alfonso) e Gaetano Rossi (duca Ramiro).
Scenografia: Baldassarre Cavallotti.
Prima rappresentazione assoluta: 26 dicembre (25 recite).
1842
- Saffo di Giovanni Pacini.[43]

Prima rappresentazione alla Scala.
- La straniera di Vincenzo Bellini.[43]
- Odalisa di Alessandro Nini.

Prima rappresentazione assoluta: 19 febbraio.
- Belisario di Gaetano Donizetti.[43]
- Nabucco di Giuseppe Verdi.[43]

Interpreti: Giuseppina Strepponi (Abigaille), Giovannina Bellinzaghi (Fenena), Teresa Ruggeri (Anna), Corrado Miraglia (Ismaele), Napoleone Marconi (Abdallo), Giorgio Ronconi (Nabucodonosor), Nicolas-Prosper Dérivis (Zaccaria) e Gaetano Rossi (Gran sacerdote).
Scenografia: Baldassarre Cavallotti.
Prima rappresentazione assoluta (alla presenza di Gaetano Donizetti): 9 marzo (8 repliche).
Direttore: Eugenio Cavallini.
Stagione di primavera
- La bella Celeste degli Spadari di Pietro Antonio Coppola.[45][46]

Prima rappresentazione assoluta.
- La testa di bronzo di Saverio Mercadante.[46]

Dirige: Eugenio Cavallini.
- Il barbiere di Siviglia di Gioachino Rossini.[46]
- Clemenza di Valois di Vincenzo Gabussi.[46]

Prima rappresentazione assoluta.
- Gonzalvo di Giovanni Bajetti.[46]

Prima rappresentazione.
Stagione d'autunno
- ripresa, ben più fortunata, del Nabucco.[47]

Fra gli interpreti: Teresa De Giuli Borsi.
Prima rappresentazione: 13 agosto (57 repliche).
- Il giuramento di Saverio Mercadante.[47]
- Corrado d’Altamura di Federico Ricci.[47]
- Maria di Rudenz di Gaetano Donizetti.[47]

Prima rappresentazione alla Scala.
- Le convenienze teatrali di Gaetano Donizetti.[47]
- Gemma di Vergy di Gaetano Donizetti.[47]

Fra gli interpreti: Raffaele Ferlotti (conte Vergy).
Prima rappresentazione: 16 novembre.
- Bianca di Belmonte di Carlo Imperatori.[47]

Prima rappresentazione assoluta: 22 novembre.
Stagione di Carnevale e Quaresima
- Vallombra di Federico Ricci.[47]

Prima rappresentazione assoluta: 26 dicembre.
- L’assedio di Corinto di Gioachino Rossini, traduzione italiana di Callisto Bassi.[47]

Fra gli interpreti: Marietta Alboni (Neocle).
Prima rappresentazione: 30 dicembre.
1843
- Lucrezia Borgia di Gaetano Donizetti.[47]

Fra gli interpreti: Marietta Alboni (Maffio Orsini).
- I Lombardi alla prima crociata di Giuseppe Verdi.[47]

Dirige il primo violino Eugenio Cavallini.
Interpreti: Teresa Ruggeri (Viclinda), Erminia Frezzolini (Giselda), Amalia Gandaglia (Sofia), Giovanni Severi (Arvino), Napoleone Marconi (priore), Carlo Guasco (Oronte), Luigi Vairo (Acciano), Nicolas-Prosper Dérivis (Pagano/eremita) e Gaetano Rossi (Pirro).
Scenografia: Baldassarre Cavallotti.
Prima rappresentazione assoluta: 11 febbraio.
- Ildegonda di Marco Aurelio Marliani.[47]

Fra gli interpreti: Marietta Alboni (Rizzardo)
Prima rappresentazione assoluta.
Stagione di primavera
- Don Pasquale di Gaetano Donizetti.[51]

Dirige il primo violino Eugenio Cavallini.
Interpreti: Ottavia Malvani (Norina), Leone Corelli (Ernesto), Napoleone Marconi (notaro), Achille De Bassini (Malatesta), Napoleone Rossi (Don Pasquale).
Scenografia: Baldassarre Cavallotti.
Prima rappresentazione alla Scala: 17 aprile.
- Il furioso all'isola di San Domingo di Gaetano Donizetti.[51]
- Rolla di Teodulo Mabellini.[51]

Prima rappresentazione assoluta.
- Chiara di Rosembergh di Luigi Ricci.[51]

Stagione d'estate
- Il giuramento di Saverio Mercadante.[51][52]

Interpreti: Carolina Cuzzani, Carolina Imoda, Luigi Cuzzani e Romolo Colmenghi.
Stagione d'autunno
- Elda,[53] versione italiana de La favorita di Gaetano Donizetti; traduzione italiana e revisione di Callisto Bassi.[54]

Fra gli interpreti: Marietta Alboni (Elda), Luigi Ferretti (Fernando), Camillo Fedrighini (Baldassarre).
Prima rappresentazione alla Scala: 16 agosto.
- Elena da Feltre di Saverio Mercadante.[54]

Prima rappresentazione alla Scala.
- Beatrice di Tenda di Vincenzo Bellini.[54]
- Lucia di Lammermoor di Gaetano Donizetti.
- Anelda da Messina di Edoardo Vera.[54]

Prima rappresentazione assoluta: 17 ottobre.
- Lara di Matteo Salvi.[54]

Fra gli interpreti: Marietta Alboni (Mirza)
Prima rappresentazione assoluta: 4 novembre.
- L'assedio di Brescia di Giovanni Bajetti.[54]

Prima rappresentazione assoluta.
Stagione di Carnevale e Quaresima
- Maria Tudor, regina d'Inghilterra di Giovanni Pacini.[49]

Interpreti: Antonietta Raineri Marini (Maria Tudor), Teresa Merli (Clotilde Talbot), Carlotta Orlandi (paggio/Giovanna), Giovanni d'Ippolito (Raoul), Nicola Ivanoff (Riccardo Fenimoore), Antonio Superchi/Raffaele Ferlotti (Ernesto Malcolm), Antonio Benciolini (Gualtiero-Gilberto Churchill).
Prima rappresentazione: 26 dicembre.
1844
- Marin Faliero di Gaetano Donizetti.[54]
- I puritani di Vincenzo Bellini.[54]
- Sofonisba di Luigi Petrali.[54]

Fra gli interpreti: Raffaele Ferlotti.
Prima rappresentazione assoluta: 6 febbraio.
- L'ebrea di Giovanni Pacini.[54]

Interpreti: Antonietta Montenegro (debutto, nel ruolo di Rachele), Marietta Alboni (Berenice), Nicola Ivanoff (Manlio), Raffaele Ferlotti (Antioco), Ignazio Marini (Eleazaro).
Prima rappresentazione assoluta: 27 febbraio.
- Linda di Chamounix di Gaetano Donizetti.[54]

Dirige: Eugenio Cavallini.
Fra gli interpreti: Eugenia Savorani-Tadolini (Linda), Marietta Alboni (Pierotto), Italo Gardoni (visconte Sirval), Filippo Colini (Antonio), Fedrighini (prefetto) e Agostino Rovere (Boisfleury).
Scenografia di Alessandro Merlo, Girolamo Fontana e Giuseppe Boccaccio.
Prima rappresentazione alla Scala: 2 marzo.
- Cornelio Bentivoglio di Wincenty Franciszek Mirecki.[54]

Dirige il compositore.
Prima rappresentazione assoluta: 18 marzo.
- Nabucco di Giuseppe Verdi.[58][59]

Stagione d'autunno
- I Capuleti e i Montecchi di Vincenzo Bellini.[59]

Prima rappresentazione: 20 agosto.
- Ernani di Giuseppe Verdi.[59]

Dirige: Eugenio Cavallini.
Interpreti: Rita Gabussi De Bassini (Elvira), Teresa Ruggeri (Giovanna), Carlo Guasco (Ernani), Napoleone Marconi (Jago), Luigi Bottagini (Don Riccardo), Giuseppe Mancuso (Don Carlos), Ignazio Marini (Gomez de Silva).
Scenografia: Alessandro Merlo, Girolamo Fontana e Giuseppe Boccaccio.
Prima rappresentazione alla Scala: 3 settembre.
- Il giuramento di Saverio Mercadante.[59]
- Saffo di Giovanni Pacini.[59]

Fra gli interpreti: Rita Gabussi De Bassini (Saffo).
Prima rappresentazione: 29 ottobre.
- Ermengarda di Gualtiero Sanelli.[59]

Dirige il compositore.
Prima rappresentazione assoluta: 10 novembre.
- I Luna e i Perollo di Pasquale Bona.[59]

Fra gli interpreti: Fortunata Tedesco (Isabella).
Prima rappresentazione assoluta: 26 novembre (1 recita).
Stagione di Carnevale e Quaresima
- I Lombardi alla prima crociata di Giuseppe Verdi.[60]

Dirige: Giacomo Panizza.
Fra gli interpreti: Teresa Ruggeri (Viclinda), Erminia Frezzolini (Giselda), Amalia Gandaglia (Sofia), Antonio Poggi (Arvino), Napoleone Marconi (priore), Carlo Guasco (Oronte), Francesco Lodetti (Pagano/eremita), Gaetano Rossi (Pirro), Luigi Vairo (Acciano). :Scenografie: Carlo Ferrario.
Prima rappresentazione: 26 dicembre.
1845
- Semiramide di Gioachino Rossini.[60]
- La Vestale di Saverio Mercadante.[60]
- Rosvina de la Forest  di Vincenzo Battista.[60]

Prima rappresentazione assoluta: 25 gennaio.
- Giovanna d'Arco di Giuseppe Verdi (prima versione).[60]

Dirige: Eugenio Cavallini.
Interpreti: Erminia Frezzolini (Giovanna), Antonio Poggi (Carlo VII). Napoleone Marconi (Delide), Filippo Colini (Giacomo), Francesco Lodetti (Talbot).
Scenografia: Alessandro Merlo, Girolamo Fontana e Giuseppe Boccaccio.
Prima rappresentazione assoluta: 15 febbraio.
- Gemma di Vergy di Gaetano Donizetti.[60]
- I Burgravi di Matteo Salvi.[60][62]

Prima rappresentazione assoluta: 8 marzo.
- Ernani di Giuseppe Verdi.[60]
- I Burgravi di Matteo Salvi.

Fra gli interpreti: Fortunata Tedesco
Prima rappresentazione: 18 agosto.
Stagione d'autunno
- Guglielmo Tell di Gioachino Rossini.[63]
- I due Foscari di Giuseppe Verdi.[63]
- Roberto Devereux di Gaetano Donizetti.[63]
- Saul di Francesco Carrati.[63]

Fra gli interpreti: Fortunata Tedesco (Michal) e Eugenio Musich (David).
Prima rappresentazione assoluta: 7 ottobre.
- Il barbiere di Siviglia di Gioachino Rossini.[63]
- La sonnambula di Vincenzo Bellini.[63]
- Linda di Chamounix di Gaetano Donizetti.[63]

Stagione di Carnevale e Quaresima
- Otello di Gioachino Rossini.[63]

Prima rappresentazione: 26 dicembre.
1846
- La fidanzata corsa di Giovanni Pacini.[63]

Prima rappresentazione alla Scala.
- Maria di Rohan di Gaetano Donizetti.[63]

Prima rappresentazione alla Scala.
- La sonnambula di Vincenzo Bellini.[63]
- Anna Bolena di Gaetano Donizetti.[63]
- Nabucco di Giuseppe Verdi.[63]
- Ernani di Giuseppe Verdi.[63]
- Estella di Murcia di Federico Ricci.[63]

Dirige: Eugenio Cavallini.
Fra gli interpreti: Catherine Hayes (Estella), Giuseppe Sinico, Achille De Bassini, Francesco Giuseppe Federico Beneventano.
Prima rappresentazione assoluta: 21 febbraio.
- Il bravo di Saverio Mercadante.[63]
- Alboino di Francesco Sangalli.[63]

Fra gli interpreti: Luigia Abbadia.
Prima rappresentazione assoluta: 16 marzo.
- Azema di Granata ovvero Gli abencerragi ed i zegrini di Lauro Rossi.[63]

Fra gli interpreti: Elena Angri (Azema), Eugenio Musich, Agostino Rodas.
Prima rappresentazione assoluta: 21 marzo.
Stagione di primavera
- Il borgomastro di Schiedam di Luigi Rossi.[65]

Prima rappresentazione assoluta.
- Roberto il diavolo di Giacomo Meyerbeer.[65]

Diretta da Eugenio Cavallini con Giacomo Panizza come Maestro al Cembalo.
- La regina di Golconda di Gaetano Donizetti.[65]

Stagione d'autunno
- Mosè di Gioachino Rossini.[65]
- Gemma di Vergy di Gaetano Donizetti.[65]
- L'italiana in Algeri di Gioachino Rossini.[65]
- Ricciardo e Zoraide di Gioachino Rossini.[65]
- Lucia di Lammermoor di Gaetano Donizetti.[66]

Fra gli interpreti: Catherine Hayes (Lucia) e Sims Reeves (Edgardo).
Prima rappresentazione: 29 ottobre.
- Lucrezia Borgia di Gaetano Donizetti.[66]
- Ernani di Giuseppe Verdi.[66]

Stagione di Carnevale e Quaresima
- Attila di Giuseppe Verdi (seconda versione).[66]

Dirige: Eugenio Cavallini.
Fra gli interpreti: Eugenia Savorani-Tadolini (Odabella), Napoleone Moriani (Foresto), Achille De Bassini (Ezio), Ignazio Marini (Attila).
Scenografia: Alessandro Merlo.
Prima rappresentazione alla Scala: 26 dicembre.
1847
- La prova di un'opera seria di Francesco Gnecco.[66]

Prima rappresentazione alla Scala
- Alzira di Giuseppe Verdi.[66]

Fra gli interpreti: Eugenia Savorani-Tadolini (Alzira), Seems Reeves (Zamoro), Achille De Bassini (Gusmano).
Prima rappresentazione alla Scala: 16 gennaio.
- Don Pasquale di Gaetano Donizetti.[66]
- Lucrezia Borgia di Gaetano Donizetti.[66]
- Bianca Contarini di Lauro Rossi.[66]

Prima rappresentazione assoluta: 24 febbraio.
- Velleda di Carlo Boniforti.[66]

Fra gli interpreti: Eugenia Savorani-Tadolini (Velleda).
Prima rappresentazione assoluta: 19 marzo.
- Don Carlo di Pasquale Bona.[66]

Interpreti: Annetta De La Grange (Isabella de Valois), Carolina Zamperini (principessa Eboli), Marietta De Rosa Zambelli (marchesa Mondecar), Enrico Calzolari (Don Carlo), Antonio Palma, Angelo Zuliani (Fernando), Felice Varesi (marchese di Posa), Fulvio Rigo (Filippo II).
Prima rappresentazione assoluta: 23 marzo.
Stagione d'autunno
- Don Sebastiano di Gaetano Donizetti, 3ªversione, traduzione italiana di Giovanni Ruffini.[68]

Fra gli interpreti: Carlotta Gruitz (Zaida), Lodovico Graziani (Don Sebastiano), Eugenio Musich (Don Antonio/Don Enrico), Nicolas-Prosper Dérivis (Don Giovanni de Silva) e De Gironella.
Prima rappresentazione alla Scala: 14 agosto. 42 repliche.
- Linda di Chamounix (2ª versione) di Gaetano Donizetti.[68]

Fra gli interpreti: Giovanni Corsi (Antonio).
Prima rappresentazione: 18 settembre.
- I due Foscari di Giuseppe Verdi.[68]
- Agamennone di Giacomo Treves.[68]

Fra gli interpreti: Eugenio Musich.
Prima rappresentazione assoluta: 10 novembre.
- Mortedo di Vincenzo Capecolatro.[68]

Prima rappresentazione assoluta.
Stagione di Carnevale e Quaresima
- Orazi e Curiazi di Saverio Mercadante.[68]

Dirige il compositore.
Fra gli interpreti: Eugenia Savorani-Tadolini (Camilla).
Prima rappresentazione alla Scala: 26 dicembre.
1848
- Norma di Vincenzo Bellini.[68]
- L'elisir d'amore di Gaetano Donizetti.[68]
- Giovanna di Fiandra di Carlo Boniforti.[68]

Fra gli interpreti: Eugenia Savorani-Tadolini (Giovanna), Raffaele Mirate Consoli e Giovanni Corsi.
Prima rappresentazione assoluta: 8 febbraio.
Per la sera del 18 marzo era prevista la prima assoluta di Ubaldo di Valnera, di Paul Lacroix. L'attività della Scala viene interrotta a causa dei moti insurrezionali, scoppiati proprio quel giorno.
Stagione di Carnevale e Quaresima
- La schiava saracena di Saverio Mercadante.[70]

Dirige il compositore.
Fra gli interpreti: Giovanni Battista Cornago.
Prima rappresentazione assoluta: 26 dicembre.
1849
- I due Foscari di Giuseppe Verdi.[70]
- Ernani di Giuseppe Verdi.[70]
- Linda di Chamounix di Gaetano Donizetti.[70]
- Macbeth di Giuseppe Verdi.[70]
- I Capuleti e i Montecchi di Vincenzo Bellini.[70]

Stagione di Carnevale e Quaresima
- Attila di Giuseppe Verdi.[71]

fra gli interpreti: Sophie Crüwell.

#### 1850-59
1850
- Cellini a Parigi di Lauro Rossi.[71]
- Ernani di Giuseppe Verdi.[71]
- Nabucco di Giuseppe Verdi.[71]

Interpreti: Antonio Superchi e Sofia Cruvelli.
- La sonnambula di Vincenzo Bellini.[71]
- Il barbiere di Siviglia di Gioachino Rossini.[71]
- David Riccio di Vincenzo Capecelatro.[71]

Fra gli interpreti: Sofia Cruvelli (Maria Stuart) ed Antonio Superchi (Arrigo).
Prima rappresentazione assoluta: 9 marzo.
- Norma di Vincenzo Bellini.[71]

Stagione di Carnevale e Quaresima
- Gerusalemme, rifacimento de I Lombardi alla prima crociata, di Giuseppe Verdi.

Fra gli interpreti: Marietta Gazzaniga-Malaspina (Elena), Carlo Negrini (Gastone), Alessandro Trabattoni (conte di Tolosa), Alfredo Didot (Ruggero), Sonderegger (soldato/emiro di Ramla).
Dirige il primo violino Eugenio Cavallini.
Prima rappresentazione alla Scala: 26 dicembre.
1851
- Maria di Rohan di Gaetano Donizetti.[71]
- Il bravo di Saverio Mercadante.[71]
- Norma di Vincenzo Bellini.[71]
- Lucrezia Borgia di Gaetano Donizetti.[71]
- Poliuto di Gaetano Donizetti.[71]

Dopo i primi tre mesi il teatro chiude: le stagioni di primavera e autunno sono tenute alla Canobbiana.
Stagione di Carnevale e Quaresima
- Luisa Miller di Giuseppe Verdi.[73]

Prima rappresentazione: 26 dicembre.
1852
- Attila di Giuseppe Verdi.[73]
- Macbeth di Giuseppe Verdi.[73]
- La figlia del proscritto di Angelo Villanis.[73][74]

Prima rappresentazione assoluta.
- Le sabine di Lauro Rossi.[73]

Fra gli interpreti: Settimio Malvezzi (Talasio) e Gaetano Fiori.
Prima rappresentazione assoluta: 21 febbraio.
- Un'avventura di Scaramuccia di Luigi Ricci.[73]
- Carlo Magno di Eugenio Torriani.[73]

Prima rappresentazione assoluta: 13 marzo.
Stagione di Carnevale e Quaresima
- Luigi V, re di Francia di Alberto Mazzucato.[76]

Dirige il compositore.
Prima rappresentazione alla Scala: 26 dicembre.
1853
- Poliuto di Gaetano Donizetti.[76]
- Rigoletto di Giuseppe Verdi.[76]

Direttore: Eugenio Cavallini.
Interpreti: Amalia Anglès Fortuni (Gilda), Teresa Braggi (paggio), Gaetanina Brambilla-Marulli (Maddalena), Felicita De Bayllou Hilaret (Giovanna), Orsolina Bignami (contessa Ceprano/paggio), Emanuele Carion (duca di Mantova), Napoleone Marconi (conte di Ceprano), Giacomo Redaelli (Matteo Borsa), Giovanni Corsi (Rigoletto), Luigi Alessandrini (Monterone), Antonio Benciolini o Banciolini (Marullo), Agostino Rodas (Sparafucile) e Antonio Rera (usciere).
Scenografia: Filippo Peroni e L. Vimercati.
Prima rappresentazione alla Scala: 18 gennaio.
- Gusmano il buono di Gualtiero Sanelli.[76]

La prima rappresentazione assoluta, prevista per il 6 febbraio, salta a causa di una sommossa popolare.
L'attività riprende il 7 marzo.
- Il Cid di Giovanni Pacini.[76]

Interpreti: Marietta Gazzaniga-Malaspina (Chimene), Carlo Negrini (Don Rodrigo-Cid), Giovanni Corsi (Don Ferdinando), Agostino Rodas (Don Diego).
Prima rappresentazione assoluta: 12 marzo.
Stagione d'autunno
- Il trovatore di Giuseppe Verdi.[76]

Direttore: Eugenio Cavallini.
Fra gli interpreti: Rosalia Gariboldi Bassi (Leonora), Felicja Vestfali (Azucena), Geremia Bettini (Manrico), Leone Giraldoni (conte di Luna), Gian Carlo Nerini (Ferrando).
Scenografia: Filippo Peroni e L. Vimercati.
Prima rappresentazione alla Scala: 15 settembre.
- I masnadieri di Giuseppe Verdi.[76]

Prima rappresentazione alla Scala.
- Ernani di Giuseppe Verdi.[76]
- Bondelmonte di Giovanni Pacini.[76]

Prima rappresentazione alla Scala.
- Gelmina o Col fuoco non si scherza di Carlo Pedrotti.[76]

Dirige il compositore.
Prima rappresentazione assoluta: 3 novembre.
- L'assedio di Corinto, ripresa in italiano dell'opera francese di Gioachino Rossini.[78]

Stagione di Carnevale e Quaresima
- Il convito di Baldassarre di Antonio Buzzi.[78]

Fra gli interpreti: Emanuel Carrión e Hippolyte Brémond.
Prima rappresentazione assoluta: 26 dicembre.
1854
- Macbeth di Giuseppe Verdi.[78]
- Rigoletto di Giuseppe Verdi.[78]
- Ottavia di Gualtiero Sanelli.[78]

Prima rappresentazione assoluta: 11 febbraio.
- Mosè di Gioachino Rossini.[78]
- La Cenerentola di Gioachino Rossini.[78]
- La maschera di Cesare Dominiceti[78]

Prima rappresentazione assoluta: 2 marzo.
- Semiramide di Gioachino Rossini.[78]
- Genoveffa del Brabante di Carlo Pedrotti.[78]

Dirige il compositore.
Fra gli interpreti: Rosalia Gariboldi-Bassi (Genoveffa), Emanuel Carrión, Hippolyte Brémond.
Prima rappresentazione assoluta: 20 marzo.
L'attività termina alla fine di marzo.
Stagione di Carnevale e Quaresima
- Marco Visconti di Errico Petrella.[80]

Prima rappresentazione alla Scala: 26 dicembre.
1855
- Linda di Chamounix di Gaetano Donizetti.[80]
- Il trovatore di Giuseppe Verdi.[80]
- Il barbiere di Siviglia di Gioachino Rossini.[80]

Fra gli interpreti: Giulia Sanchioli (Berta) e Raffaele Scalese (Figaro).
Prima rappresentazione: 30 gennaio.
- La Vestale di Saverio Mercadante.[80]
- Ines di Mendozza di Francesco Chiaromonte.[80]

Interpreti: Augusta Albertini-Baucardé (Ines), Carlo Baucardé, Raffaele Mirate Consoli, Gaetano Ferri, Giuseppe Echeverria.
Prima rappresentazione assoluta: 14 febbraio.
- Nabucco di Giuseppe Verdi.[80]
- I Lombardi di Giuseppe Verdi.[80]

Stagione di primavera
- La sonnambula di Vincenzo Bellini.[80]
- I Lombardi di Giuseppe Verdi.[80]
- Il profeta di Giacomo Meyerbeer.[80]

Prima rappresentazione alla Scala.
Gli spettacoli terminano in giugno.
Stagione di Carnevale e Quaresima
- Leila di Granata, rifacimento de L'ebreo, di Giuseppe Apolloni.[82]

Fra gli interpreti: Lodovico Graziani (Boabdil-el-chic).
Prima rappresentazione alla Scala: 26 dicembre.
- Il profeta di Giacomo Meyerbeer.[82]
- Lucrezia Borgia di Gaetano Donizetti.[82]

Fra gli interpreti: Lodovico Graziani (Gennaro).
Prima rappresentazione: 29 dicembre.
1856
- Rigoletto di Giuseppe Verdi.[82]
- Giovanna de Guzman, versione censurata de I vespri siciliani, di Giuseppe Verdi, traduzione italiana di Eugenio Caimi e Arnaldo Fusinato.[82]

Fra gli interpreti: Marianna Barbieri-Nini (Giovanna-Elena), Leone Giraldoni (Enrico-Arrigo), Lodovico Graziani (Tello-Danieli), Cesare Nanni (Don Pedro-sire di Béthune).
Prima rappresentazione alla Scala: 4 febbraio.
- Giovanni Giscala di Giovanni Rossi.

Prima rappresentazione assoluta.
- Elnava o L’assedio di Leida di Errico Petrella.[82]

Fra gli interpreti: Enrichetta Weiser (Elnava), Lodovico Graziani (Armando Boasot), Achille Corsi (Valdès), Filippo Coletti (Ramiro), Giovanni Corsi (Diego de Guibo), Cesare Nanni (Giovanni).
Prima rappresentazione assoluta: 4 marzo.
- Marin Faliero di Gaetano Donizetti.[82]

L'attività termina alla fine di marzo.
Stagione di Carnevale e Quaresima
- Sordello di Antonio Buzzi (1ªversione).[84]

Fra gli interpreti: Antonio Giuglini (Sordello da Mantova).
Prima rappresentazione assoluta: 26 dicembre.
1857
- Ernani di Giuseppe Verdi.[84]
- Il trovatore di Giuseppe Verdi.[84]

Prima rappresentazione, in onore dell'imperatore Francesco Giuseppe I d'Austria e dell'imperatrice Elisabetta: 15 gennaio.
- L'elisir d'amore di Gaetano Donizetti.[84]
- Gli ugonotti di Giacomo Meyerbeer,[84] traduzione italiana di Marco Marcelliano Marcello e Callisto Bassi.

Prima rappresentazione: 15 febbraio.
- Semiramide di Gioachino Rossini.[84]
- Pergolese di Stefano Ronchetti-Monteviti.[84]

Prima rappresentazione assoluta: 16 marzo.
- I Lombardi di Giuseppe Verdi.[84]

Gli spettacoli terminano in marzo.
Stagione di Carnevale e Quaresima
- Giovanna de Guzman, versione censurata de I vespri siciliani, di Giuseppe Verdi.[86]
- Nabucco di Giuseppe Verdi.[86]

1858
- Jone di Errico Petrella.[86]

Interpreti: Augusta Albertini-Baucardé (Jone), Carmelina Poch (Nidia), Linda Fiorio (Dirce), Carlo Negrini (Glauco), Carlo Baucardé (Clodio), Giovanni Guicciardi (Arbace), Giuseppe Bernasconi (Sallustio) e Annibale Biacchi (Burbo).
Prima rappresentazione assoluta: 26 gennaio.
- Guglielmo Tell di Gioachino Rossini, traduzione italiana di Callisto Bassi.[86]

Fra gli interpreti: Pietro Mongini (Arnoldo).
Prima rappresentazione: 11 marzo.
- Giovanna d'Arco di Giuseppe Verdi.[86]
- Berengario d'Ivrea di Vincenzo Lutti.[86]

Prima rappresentazione assoluta: 22 marzo.
Stagione d'autunno
- Il trovatore di Giuseppe Verdi.[86]
- Otello di Gioachino Rossini.[86]
- Pelagio di Saverio Mercadante.[86]

Prima rappresentazione alla Scala.
- I due Foscari di Giuseppe Verdi.
- Macbeth di Giuseppe Verdi.[86]
- Norma di Vincenzo Bellini.[86]
- L'Uscocco, opera di Francesco Petrocini.[86]

Prima rappresentazione assoluta: 2 dicembre.
Stagione di Carnevale e Quaresima
- Vasconcello di Angelo Villanis.[88]

Prima rappresentazione assoluta.
- Semiramide di Gioachino Rossini.[88]

Fra gli interpreti: Barbara Marchisio e Carlotta Marchisio.
Prima rappresentazione: 26 dicembre.
1859
- Simon Boccanegra di Giuseppe Verdi.[88]

Prima rappresentazione alla Scala: 24 gennaio.
- Norma di Vincenzo Bellini.[88]

Fra gli interpreti: Carlotta Marchisio (Norma) e Barbara Marchisio (Adalgisa).
Prima rappresentazione: 29 gennaio.
- Maria de' Ricci di Francesco Asioli.[88]

Prima rappresentazione assoluta: 10 febbraio.
- Il crociato in Egitto di Giacomo Meyerbeer.[88]
- Il duca di Scilla di Errico Petrella.[88]

Interpreti: Carlotta Marchisio, Barbara Marchisio, Emilio Pancani (duca), Raffaele Laterza (Petraccio).
Prima rappresentazione assoluta: 24 marzo.
Dopo la seconda guerra d'indipendenza italiana, l'attività riprende con la stagione estiva:
- Il trovatore di Giuseppe Verdi (primo e quarto atto).

Prima rappresentazione: 14 giugno (alla presenza del re Vittorio Emanuele II).
- Lucia di Lammermoor di Gaetano Donizetti.[88]

Fra gli interpreti: Luigia Lesniewska, Emilio Naudin e Enrico Dalle Sedie.
Prima rappresentazione: 7 agosto. Alla recita del 9 agosto è presente il re.
Stagione d'autunno
- Il giuramento di Saverio Mercadante.[91]
- Rigoletto di Giuseppe Verdi.[91]
- Matilde di Shabran di Gioachino Rossini.[91]
- Lorenzino de’ Medici di Giovanni Pacini.[91]

Prima rappresentazione alla Scala.
- Riccardo III di Giovanni Battista Meiners.[91]

Prima rappresentazione assoluta: 12 novembre.
- Gli ugonotti di Giacomo Meyerbeer.[91]

Direttore: Eugenio Cavallini.
Interpreti: Angiolina Ortolani Tiberini (Margherita di Valois), Camillo Ferrara (Conte di Saint-Bris), Eufrosina Poinsot (Valentina), Enrico Crivelli (Conte di Nevers), Mario Tiberini (Raul De Nangis), Giuseppe Echevarria (Marcello), Luigia Pessina (Urbano), Felice Pozzo (Bois-Rosè), Antonio Rera (Maurevert).
Scenografo: Filippo Peroni.
Stagione di Carnevale e Quaresima
- La traviata di Giuseppe Verdi.[91]

Fra gli interpreti: Enrichetta Weiser (Violetta), Ernest Nicolini (Alfredo) e Mauro Zacchi (Giorgio Germont).
Direttore: Alberto Mazzucato.
Scenografia: Filippo Peroni.
Prima rappresentazione: 29 dicembre. 26 repliche.

#### 1860-69
1860
- Otello di Gioachino Rossini.[91]
- La favorita di Gaetano Donizetti.[91]
- I Lombardi di Giuseppe Verdi.[91]
- Corrado console di Milano di Paolo Giorza.[91]

Dirige il compositore.
Fra gli interpreti: Sofia Vera-Lorini.
Prima rappresentazione assoluta: 10 marzo.
- Cenerentola di Gioachino Rossini.[91]
- Il trovatore di Giuseppe Verdi.[91]
- Giuditta di Achille Peri.[91]

Dirige: Eugenio Cavalli.
Interpreti: Sofia Vera-Lorini (Giuditta), Teresina Mistral, Emilio Pancani, Giovanni Corsi (Oloferne), Cesare Dalla Costa.
Prima rappresentazione assoluta: 26 marzo.
- La sonnambula di Vincenzo Bellini.[91]

Stagione d'autunno
- L'assedio di Firenze di Giovanni Bottesini.[95]
- Guglielmo Tell di Gioachino Rossini.[95]
- Vittore Pisani di Achille Peri.[95]
- La sonnambula di Vincenzo Bellini.[95]
- Attila di Giuseppe Verdi.[95]

1861
Stagione di Carnevale e Quaresima
- Mosè di Gioachino Rossini.[96]
- Lucrezia Borgia di Gaetano Donizetti.[96]
- La favorita di Gaetano Donizetti.[96]
- Lucia di Lammermoor di Gaetano Donizetti.[96]
- L'espiazione di Achille Peri.[96]

Interpreti: Adelaide Borghi-Mamo, Mario Tiberini, Nicola Beneventano e Raffaele Laterza.
Prima rappresentazione assoluta: 7 febbraio.
- Nabucco di Giuseppe Verdi.[96]

Fra gli interpreti: Gottardo Aldighieri (Nabucodonosor).
Prima rappresentazione assoluta: 12 febbraio.
- Il barbiere di Siviglia di Gioachino Rossini.[96]
- Ernani di Giuseppe Verdi.[96]
- I Capuleti e i Montecchi di Vincenzo Bellini.[96]
- Norma di Vincenzo Bellini.[96]

Stagione d'autunno
- Poliuto di Gaetano Donizetti.[96]
- Roberto il diavolo di Giacomo Meyerbeer.[96]
- Don Sebastiano di Gaetano Donizetti.[96]
- La traviata di Giuseppe Verdi.[96]
- Saul di Antonio Buzzi.[96]
- I puritani di Vincenzo Bellini.[96]
- La battaglia di Legnano di Giuseppe Verdi.[96]

1862
Stagione di Carnevale e Quaresima
- Jone di Errico Petrella.[97]
- Un ballo in maschera di Giuseppe Verdi.[97]

Dirige: Alberto Mazzucato.
Interpreti: Rosa Csillag (Amelia), Luisa Arancio-Guerrini (Oscar), Carlotta Acs (Ulrica), Lodovico Graziani (Riccardo di Warwick), F. Morelli-Ponti (Renato), Augusto Fiorini (Samuel) e Francesco De Giovanni (Tom).
Scenografia: Filippo Peroni e Carlo Ferrario.
Prima rappresentazione: 8 gennaio.
- Mormile di Gaetano Braga.[97]

Fra gli interpreti: Giorgio Atry.
Prima rappresentazione assoluta: 4 febbraio.
- L'Uscocco di Francesco Petrocini.[97]
- Don Sebastiano di Gaetano Donizetti.[97]
- Morosina di Errico Petrella.[97]
- Poliuto di Gaetano Donizetti.[97]

Stagione di primavera
- Leone Isauro di Emilio Cianchi.[97]
- La Cenerentola di Gioachino Rossini.[97]
- Gemma di Vergy di Gaetano Donizetti.[97]
- Lucia di Lammermoor di Gaetano Donizetti.[97]

Stagione d'autunno
- Lucrezia Borgia di Gaetano Donizetti.[99]
- I masnadieri di Giuseppe Verdi.[99]
- Giuditta di Achille Peri.[99]
- La battaglia di Legnano di Giuseppe Verdi.
- Marta di Friedrich von Flotow, traduzione italiana di Achille De Lauzières-Thémines.[99]

Prima rappresentazione: 14 ottobre.
- Faust di Charles Gounod (2ª versione), traduzione italiana di Achille De Lauzières-Thémines[99]

Dirige: Alberto Mazzucato.
Interpreti: Teresa Boschetti (Margherita), Maria Gualtieri (Siebel), Prassede Dompieri (Marta), Giuseppe Morini (Faust), Luigi Colonnese (Valentino), Giorgio Atry (Mefistofele).
Scenografia: Filippo Peroni.
Prima rappresentazione: 11 novembre.
Stagione di Carnevale e Quaresima
- Rienzi di Achille Peri.

Interpreti: Adelaide Borghi-Mamo (Irene), Carlo Negrini (Cola di Rienzi), Giovanni Guicciardi (Stefano Colonna), Hippolyte Brémond (Paolo Orsini).
Prima rappresentazione assoluta: 26 dicembre.
1863
- Faust di Charles Gounod.
- I profughi fiamminghi di Franco Faccio.

Prima rappresentazione assoluta.
- Un ballo in maschera di Giuseppe Verdi.

27 repliche.
1864
- I vespri siciliani, di Giuseppe Verdi.

L'attività si interrompe in marzo.
1865
- Marta di Friedrich von Flotow.
- Faust di Charles Gounod.
- La Juive di Fromental Halévy.

31 repliche.
1866
- L'Africana di Giacomo Meyerbeer.
- Norma di Vincenzo Bellini.

1867
- Guglielmo Tell di Gioachino Rossini.

29 repliche.
- Un ballo in maschera di Giuseppe Verdi.

29 repliche.
- Romeo e Giulietta di Charles Gounod (traduzione italiana di Giuseppe Zaffira).

Dirige: Alberto Mazzucato.
Fra gli interpreti: Mario Tiberini e Mélanie Reboux.
Prima rappresentazione: 14 dicembre.
1868
- Mefistofele di Arrigo Boito.

Prima rappresentazione assoluta.
- Don Carlo di Giuseppe Verdi.

Dirige: Franco Faccio.
Fra gli interpreti: Teresa Stolz (Elisabetta di Valois).
Prima rappresentazione: 25 marzo.
- La Grande-Duchesse de Gérolstein di Jacques Offenbach.

Prima rappresentazione: 4 settembre
- Ripresa del Don Carlo di Giuseppe Verdi.

Prima rappresentazione: 26 dicembre.
1869
- La forza del destino di Giuseppe Verdi.

Fra gli interpreti: Teresa Stolz.

#### 1870-79
1870
- La Juive di Fromental Halévy.
- Il Guarany di Antônio Carlos Gomes.

1871
- Faust di Charles Gounod.
- Amleto di Franco Faccio.
- Don Giovanni di Wolfgang Amadeus Mozart.

1872
- La forza del destino di Giuseppe Verdi.
- Aida di Giuseppe Verdi.

Fra gli interpreti: Teresa Stolz e Maria Waldman.
Prima rappresentazione europea.
- Il franco cacciatore di Carl Maria von Weber.
- Ruy Blas di Filippo Marchetti.

Fra gli interpreti: Victor Maurel.
Prima rappresentazione: 26 dicembre.
1873
- Fosca di Antônio Carlos Gomes.

Direttore: Franco Faccio.
Interpreti: Gabrielle Krauss (Fosca) Cristina Lamare (Delia), Carlo Bulterini (Paolo), Vitctor Maurel (Cambro), Ormondo Maini (Gajolo), Angelo De Giuli (Michele Giotta) e Giovanni Tanzio (doge).
Prima rappresentazione assoluta: 16 febbraio.
- Lohengrin, traduzione italiana di Salvatore Marchesi de Castrone della Rajata, prima opera di Richard Wagner rappresentata alla Scala.

Direttore: Franco Faccio.
Interpreti: Gabrielle Krauss (Elsa), Philippine von Edelsberg (Ortruda), Italo Campanini (Lohengrin), Victor Maurel (Federico di Telramondo), Ludovico Buti (araldo), Gian Pietro Milesi (Enrico l'Uccellatore).
Regia di Gustav Böhm.
Prima rappresentazione alla Scala: 20 marzo, alla presenza di Antonio Smareglia (7 rappresentazioni).
- Viola Pisani di Edoardo Perelli.

Fra gli interpreti: Philippine von Edelsberg e Vincenzo Quintili-Leoni.
Prima rappresentazione assoluta: 8 aprile.
- Giovanna II regina di Napoli di Errico Petrella.

1874
- Seconda versione di Macbeth di Giuseppe Verdi.

Dirige: Franco Faccio.
Fra gli interpreti: Antonietta Fricci (Lady Macbeth), Francesco Pandolfini (Macbeth), Antonio Padovani (Banquo).
Prima rappresentazione assoluta: 28 gennaio.
- I Lituani di Amilcare Ponchielli.

Dirige: Franco Faccio.
Interpreti: Antonietta Fricci (Aldona), Maria Luisa Durand (Wilnio), Luigi Bolis (Walter/Corrado), Luigi Turco (araldo), Francesco Pandolfini (Arnoldo), Jules-Émile Petit (Albano) e Antonio Padovani (Vitoldo).
Prima rappresentazione assoluta: 7 marzo.
- Salvator Rosa di Antônio Carlos Gomes.
- I pezzenti di Luigi Canepa.

Prima rappresentazione assoluta: 20 settembre.
1875
- Il profeta di Giacomo Meyerbeer.

1876
- La Gioconda di Amilcare Ponchielli.

Fra gli interpreti: Julian Gayarre.
Prima rappresentazione assoluta.
- La favorita di Gaetano Donizetti.

Fra gli interpreti: Julian Gayarre.
- I puritani di Vincenzo Bellini.

Fra gli interpreti: Julian Gayarre.
1877
- Gli ugonotti di Giacomo Meyerbeer.

Fra gli interpreti: Julian Gayarre.
- La forza del destino di Giuseppe Verdi.

Fra gli interpreti: Julian Gayarre.
- La traviata di Giuseppe Verdi.

Fra gli interpreti: Adelina Patti e Leone Giraldoni.
- L'Africana di Giacomo Meyerbeer.

Fra gli interpreti: Francesco Tamagno.
Prima rappresentazione: 26 dicembre.
1878
- Saffo di Giovanni Pacini.
- La traviata di Giuseppe Verdi.

Fra gli interpreti: Adelina Patti.
- Aida di Giuseppe Verdi.

Fra gli interpreti: Adelina Patti.
- Don Carlo di Giuseppe Verdi.

Fra gli interpreti: Anna D’Angeri e Francesco Tamagno.
Prima rappresentazione: 26 dicembre.
1879
- Le Roi de Lahore di Jules Massenet.

Fra gli interpreti: Édouard de Reszke, Francesco Tamagno e Anna D’Angeri.

#### 1880-89
1880
- Nuova versione del La Gioconda di Amilcare Ponchielli.
- Aida di Giuseppe Verdi.

1881
- Edizione rinnovata del Simon Boccanegra di Giuseppe Verdi.

Fra gli interpreti: Victor Maurel, Édouard de Reszke, Francesco Tamagno e Anna D’Angeri.
10 repliche.
- Il figliuol prodigo di Amilcare Ponchielli.
- Semiramide di Gioachino Rossini.
- Il Guarany di Antônio Carlos Gomes.

1882
- Bianca di Cervia di Antonio Smareglia.

Prima rappresentazione assoluta.
- Guglielmo Tell di Gioachino Rossini.
- Gli ugonotti di Giacomo Meyerbeer.
- Erodiade di Jules Massenet.

1883
- Dejanice di Alfredo Catalani.

Prima rappresentazione assoluta.
- La stella del nord di Giacomo Meyerbeer.
- La Juive di Fromental Halévy.
- Faust di Charles Gounod.
- La Gioconda di Amilcare Ponchielli.

Fra gli interpreti: Francesco Navarrini.
1884
- Nuova versione in quattro atti del Don Carlo di Giuseppe Verdi.

Direttore: Franco Faccio.
Fra gli interpreti: Abigaille Bruschi-Chiatti (Elisabetta di Valois), Amelia Garten (Tebaldo), Giuseppina Pasqua (principessa Eboli), Francesco Tamagno (Don Carlo), Angelo Fiorentini (conte di Lerma/araldo), Paul Lhérie (Rodrigo di Posa), Alessandro Silvestri (Filippo II), Francesco Navarrini (Grande Inquisitore), Vittorio Navarrini e Leopoldo Cromberg (frate); mima Angelina Pirola (contessa Aremberg).
Scenografia di Giovanni Zuccarelli.
Prima rappresentazione: 10 gennaio (13 repliche).
- Gli ugonotti di Giacomo Meyerbeer.
- Mefistofele, nuova edizione dell'opera di Arrigo Boito.
- La Gioconda, edizione ulteriormente rinnovata, di Amilcare Ponchielli.

Fra gli interpreti: Romilda Pantaleoni.
Prima rappresentazione: 26 dicembre.
1885
- Marion Delorme di Amilcare Ponchielli.

Prima rappresentazione assoluta.
- Carmen di Georges Bizet (edizione in lingua italiana di Antonio de Lauzières).

Direttore: Franco Faccio.
Prima rappresentazione alla Scala: 26 dicembre (10 rappresentazioni).
1886
- Carmen di Georges Bizet (edizione in lingua italiana di Antonio de Lauzières).

Direttore: Rodolfo Ferrari.
Prima rappresentazione: 23 febbraio (2 rappresentazioni).
- I pescatori di perle di Georges Bizet.
- Roberto il diavolo di Giacomo Meyerbeer.

1887
- Otello di Giuseppe Verdi

Fra gli interpreti: Victor Maurel, Romilda Pantaleoni, Francesco Tamagno e Francesco Navarrini.
Direttore: Franco Faccio
Prima rappresentazione assoluta: 5 febbraio.
- Flora mirabilis di Spiro Samara.

Interpreti: Emma Calvé
- La regina di Saba di Karl Goldmark.

Prima rappresentazione: 26 dicembre.
1888
- Lohengrin di Richard Wagner (edizione in lingua italiana).

Direttore: Franco Faccio.
Interpreti: Mila Kupfer Berger (Elsa), Renée Vidal (Ortruda), Julian Gayarre (Lohengrin), Mattia Battistini (Federico di Telramondo), Abramo Abramov e Cornelio Sillich Alba (araldo), Francesco Navarrini (Enrico l'Uccellatore).
Direttore di scena: Rinaldo Rossi.
Prima rappresentazione: 8 marzo (6 rappresentazioni).
- La Juive di Fromental Halévy.

1889
- Lohengrin di Richard Wagner (edizione in lingua italiana).

Direttore: Franco Faccio.
Interpreti: Isabella Meyer (Elsa), Erina Borlinietto e Amelia Boriani (Ortruda), Francisco Vinas (Lohengrin), Antonio Magini Coletti (Federico di Telramondo), Enrico Stinco Palermini (araldo), Agostino Lanzoni (Enrico l'Uccellatore).
Prima rappresentazione: 6 marzo (17 rappresentazioni).
- Edgar di Giacomo Puccini.

Interpreti: Romilda Pantaleoni.
Direttore: Franco Faccio.
Prima rappresentazione assoluta: 21 aprile.
- Asrael di Alberto Franchetti.
- I maestri cantori di Norimberga di Richard Wagner.

Prima rappresentazione: 26 dicembre.

#### 1890-99

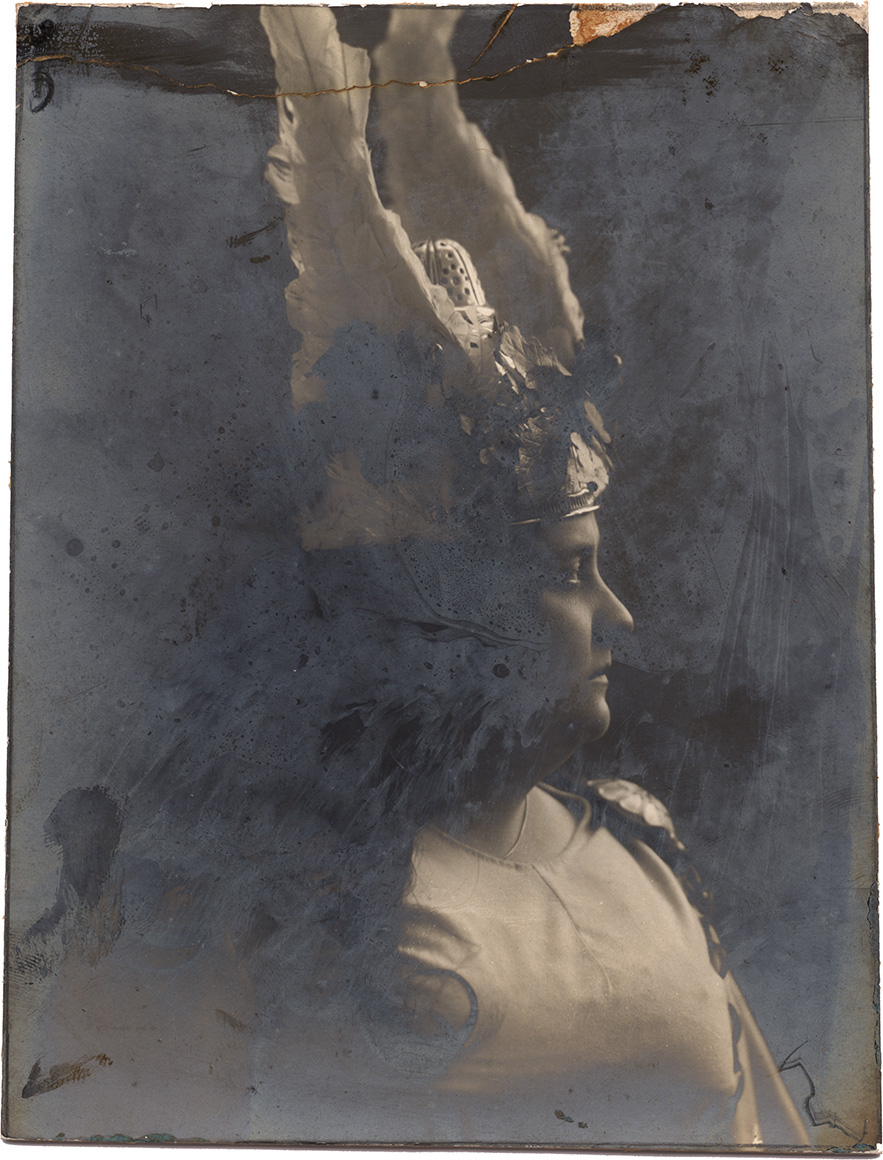
Elena Bianchini Cappelli nei panni di Brunilde

1890
- Simon Boccanegra di Giuseppe Verdi.
- Amleto di Ambroise Thomas.

Interpreti: Emma Calvé, Mattia Battistini e Francesco Navarrini
1891
- Condor di Antônio Carlos Gomes.

Prima rappresentazione assoluta: 21 febbraio.
- Lohengrin di Richard Wagner (edizione in lingua italiana).

Direttore: Leopoldo Mugnone.
Interpreti: Valentina Mendioroz (Elsa), Erina Borlinietto e Andreina Mazzoli Orsini (Ortruda), Francisco Vinas e Nicola Muller (Lohengrin), Scipione Tito Terzi e Giovanni Bianchi (Federico di Telramondo), Alfonso Mariani (araldo), Francesco Navarrini e Ettore Borrucchia (Enrico l'Uccellatore).
Prima rappresentazione: 18 marzo (11 rappresentazioni).
- Cavalleria rusticana di Pietro Mascagni.
- Lionella di Spiro Samara.
- Orfeo ed Euridice di Christoph Willibald Gluck nella revisione di Hector Berlioz.

Prima rappresentazione: 25 gennaio.
- Tannhäuser di Richard Wagner.

Fra gli interpreti: Hariclea Darclée.
Prima rappresentazione: 26 dicembre.
1892
- La Wally di Alfredo Catalani.

Fra gli interpreti: Hariclea Darclée.
Prima rappresentazione assoluta: 20 gennaio.
1893
- Falstaff di Giuseppe Verdi

Fra gli interpreti: Victor Maurel, Antonio Pini-Corsi, Edoardo Garbin, Emma Zilli, Adelina Stehle, Giuseppina Pasqua e Virginia Guerrini.
Direttore: Edoardo Mascheroni
Prima rappresentazione assoluta: 9 febbraio (22 rappresentazioni).
- Il vascello fantasma di Richard Wagner (edizione in lingua italiana, traduzione di Alberto Giovannini (giornalista)).

Prima rappresentazione alla Scala: 25 febbraio (8 rappresentazioni) con Ormondo Maini e Francesco Navarrini.
- La Valchiria di Richard Wagner.

Prima rappresentazione: 26 dicembre.
1894
- Manon Lescaut di Giacomo Puccini.

Direttore: Rodolfo Ferrari. Olga Olghine (Manon), Ida Rappina (musico), Giuseppe Cremonini (Des Grieux), Tieste Wilmant (Lescaut), Vittorio Arimondi (Geronte)
Prima rappresentazione: 7 febbraio.
- Loreley di Alfredo Catalani.
- Fior d’alpe di Alberto Franchetti.

Prima rappresentazione assoluta.
- Cristoforo Colombo di Alberto Franchetti.
- Sigurd di Ernest Reyer.

Prima rappresentazione: 26 dicembre.
1895
- Sansone e Dalila di Camille Saint-Saëns. Traduzione italiana di Angelo Zanardini.

Direttore: Rodolfo Ferrari.
Fra gli interpreti: Renata Vidal (Dalila), Emanuele Lafarge (Sansone), Eugenio Lorrain (Gran sacerdote), Michele Riera (vecchio ebreo).
Prima rappresentazione: 17 gennaio.
- Guglielmo Ratcliff di Pietro Mascagni.

Fra gli interpreti: Giovanni Battista De Negri (Guglielmo Ratcliff), Adelina Stehle (Maria), Giuseppe Pacini (Count Douglas).
Dirige il compositore.
Prima rappresentazione assoluta: 16 febbraio.
- Il Werther di Jules Massenet. Traduzione italiana e versione ritmica di Giovanni Targioni-Tozzetti e Guido Menasci.

Fra gli interpreti: Rosina Storchio (Sofia), Ada Adini (Carlotta), Fernando Valero (Werther e Schmidt), Michele Wigley (Alberto e Giovanni), Eugenio Lorrain (borgomastro).
Prima rappresentazione: 20 marzo.
- Silvano di Pietro Mascagni.

Direttore: Rodolfo Ferrari.
Fra gli interpreti: Fernando De Lucia (Silvano), Adelina Stehle (Matilde), Leonilde Ponzano / Laura Frandin (Rosa), Giuseppe Pacini (Renzo).
Prima rappresentazione assoluta: 25 marzo.
- I Medici di Ruggero Leoncavallo.
- Henry VIII di Camille Saint-Saëns. Traduzione italiana di Achille De Lauzières-Thémines.

Direttore: Rodolfo Ferrari.
Fra gli interpreti: Félia Vasiljevna Litvinne (Caterina d'Aragona e Lady Clarence), Armida Parsi Pettinella (Anna Bolena), Ignazio Varela (Don Gomèz, conte Surrey, Garter e ufficiale), Mario Sammarco (Enrico VIII).
Prima rappresentazione: 26 dicembre.
1896
- La dannazione di Faust di Hector Berlioz. Traduzione italiana di Ettore Gentili.

Fra gli interpreti: Mario Sammarco (Mefistofele).
Prima rappresentazione: 8 gennaio.
- La Navarraise di Jules Massenet. Traduzione italiana di Amintore Galli.

Fra gli interpreti: Elisa "Lison" Frandin (Anita), Alfonso Garulli (Araquil), Enrico Giordani (Ramon e soldato), Enrico Broggi-Muttini (Bustamante), Michele Wigley (Remigio), Gaetano Roveri (Garrido).
Direttore: Rodolfo Ferrari.
Prima rappresentazione: 6 febbraio.
- Zanetto di Pietro Mascagni.

Fra gli interpreti: Maria Pizzigalli (Silvia), Stefania Collamarini (Zanetto).
Dirige il compositore.
Prima rappresentazione: 18 marzo.
- Andrea Chénier di Umberto Giordano.

Direttore: Rodolfo Ferrari.
Fra gli interpreti: Giuseppe Brogratti (Andrea Chénier), Evelina Carrera (Maddalena), Della Rogers (contessa di Coigny e Madelon), Maddalena Ticci (mulatta Bersi), Enrico Giordani (Incredibile e abate), Michele Wigley (sanculotto Mathieu) Mario Sammarco (Carlo Gérard), Gaetano Roveri (Roucher e Fléville), Ettore Brancaleone (Fouquier-Tinville) e Raffaele Terzi (maestro di casa, Schmidt e Dumas).
Prima rappresentazione assoluta: 28 marzo.
- Il crepuscolo degli dei di Richard Wagner.

Direttore: Vittorio Vanzo.
Prima rappresentazione: 26 dicembre.
1897
- I puritani di Vincenzo Bellini.

Fra gli interpreti: Alessandro Bonci (Lord Arturo Talbo-Arthur Talbot)
Prima rappresentazione: 18 febbraio.
- Lakmé di Léo Delibes
- La bohème di Giacomo Puccini.

Direttore: Leopoldo Mugnone.
Fra gli interpreti: Fernando De Lucia (Rodolfo e Parpignol), Angelica Pandolfini (Mimì), Camilla Pasini (Musetta), Edoardo Camera (Marcello), Ruggero Galli (Schaunard), Gennaro Berezone (Colline), Arcangelo Rossi (Benoît/Alcindoro e sergente/doganiere)
Prima rappresentazione: 15 marzo.
- Il signor di Pourceaugnac di Alberto Franchetti.

Direttore: Leopoldo Mugnone.
Fra gli interpreti: Regina Pinkert (Giulia), Teresa Arkel e Beduschi (Nerina), Maria Corti (Lucietta), Alessandro Bonci (Eraste), Cesare De Rossi (Fleurant), Guglielmo Caruson (Sbrigani), Edoardo Sottolana-Titri (Pourceaugnac), Arcangelo Rossi (Argante), Giulio Rossi.
Prima rappresentazione assoluta: 10 aprile.
- Andrea Chénier di Umberto Giordano.

Il 1º luglio la stagione viene interrotta per difficoltà economiche. Il 7 dicembre chiudono il teatro e le annesse scuole di canto e ballo.
1898
Il teatro riapre il 21 giugno.
- I maestri cantori di Norimberga di Richard Wagner. Traduzione italiana di Angelo Zanardini.

Fra gli interpreti: Angelica Pandolfini (Eva), Emilio De Marchi (Walther von Stolzing), Gaetano Pini-Corsi (David), Antonio Scotti (Hans Sachs), Gabriel Soulacroix (Beckmesser), Francesco Navarrini (Veit Pogner).
Direttore: Arturo Toscanini.
Scenografia: Carlo Ferrario.
Prima rappresentazione: 26 dicembre.
1899
- Iris di Pietro Mascagni.

Fra gli interpreti: Hariclea Darclée (Iris), Cesira Pagnoni (geisha), Fernando De Lucia (Osaka), Celso Bertecchini (merciaiolo), Riccardo Silingardi (cenciaiolo), Carlo Buti (Kyoto), Giuseppe Tisci-Rubini (cieco).
Direttore: Arturo Toscanini.
Scenografia: Adolf Hohenstein.
Prima rappresentazione: 19 gennaio.
- Falstaff di Giuseppe Verdi.

Fra gli interpreti: Angelica Pandolfini (Alice Ford), Antonio Scott (Falstaff e Ford).
Direttore: Arturo Toscanini.
Prima rappresentazione: 11 marzo (10 rappresentazioni).
- Gli ugonotti di Giacomo Meyerbeer.
- Sigfrido di Richard Wagner. Traduzione italiana di Angelo Zanardini.

Fra gli interpreti: Giuseppe Borgatti (Sigfrido), Elena Bianchini Cappelli (Brunilde e uccellino del bosco), Elisa Bruno (Erda), Gaetano Pini-Corsi (Mime), Tieste Wilmant (Alberico), Alessandro Arcangeli (viandante/Wotan) e Leopoldo Spivacchini (Fafner).
Direttore: Arturo Toscanini.
Prima rappresentazione: 26 dicembre.
- Otello di Giuseppe Verdi.

Fra gli interpreti: Emma Carelli (Desdemona), Francesco Tamagno (Otello).
Direttore: Arturo Toscanini.
Prima rappresentazione: 27 dicembre.

### XX secolo

#### 1900-09
1900
- Lohengrin di Richard Wagner (edizione in lingua italiana).

Direttore: Leopoldo Mugnone.
Interpreti: Emma Carelli e Giulia De Micheli (Elsa), Elisa Bruno (Ortruda), Pietro Zeni (Lohengrin), Alessandro Arcangeli (Federico di Telramondo), Leopoldo Spivacchini/Giovanni Giani/Alfonso Mariani (araldo), Oreste Luppi (Enrico l'Uccellatore).
Direttore di Scena: Rinaldo Rossi.
Prima rappresentazione: 27 gennaio (15 rappresentazioni).
- Anton di Cesare Galeotti.

Direttore: Arturo Toscanini.
Interpreti: Elena Bianchini-Cappelli, Emma Carelli, Giuseppe Borgatti (Anton), Carlo Ragni, Riccardo Silingardi, Delfino Menotti, Alessandro Arcangeli, Oreste Luppi, Michele Wigley.
Prima rappresentazione assoluta: 17 febbraio.
- Tosca di Giacomo Puccini.

Direttore: Luigi Mancinelli.
Fra gli interpreti: Hariclea Darclée (Tosca), Giuseppe Borgatti (Mario Cavaradossi), Eugenio Giraldoni (Scarpia).
Prima rappresentazione: 17 marzo.
- Eugenio Onegin (seconda versione di Evgenij Onjeghin) di Pëtr Il'ič Čajkovskij, traduzione italiana di Virgilio Narducci.

Direttore: Arturo Toscanini.
Interpreti: Emma Carelli (Tatiana), Elisa Bruno (Olga), Annita Torretta (niania Filipevna), Paolina Bertossi (Larina), Pietro Zeni (Lenskij), Carlo Ragni (Triquet), Eugenio Giraldoni (Eugenio Onegin), Oreste Luppi (principe Gremin), Michele Wigley (capitano Rotnij).
Scenografia di Angelo Parravicini, Vittorio Rota, Luigi Sala e C. Songa.
Prima rappresentazione: 7 aprile.
- La bohème di Giacomo Puccini.

Direttore: Arturo Toscanini.
Fra gli interpreti: Enrico Caruso (Rodolfo).
Prima rappresentazione: 26 dicembre.
- Tristano e Isotta (Tristano e Isotta) di Richard Wagner, traduzione italiana di Arrigo Boito e Angelo Zanardini.

Direttore: Arturo Toscanini.
Fra gli interpreti: Amelia Pinto (Isotta), Edwige Ghibaudo (Brangania), Giuseppe Borgatti (Tristano), Antonio Magini-Coletti (Kurvenaldo), Mansueto Gaudio (re Marke).
Scenografia di Angelo Parravicini, Vittorio Rota, Luigi Sala e C. Songa.
Prima rappresentazione: 29 dicembre.
1901
- Le maschere di Pietro Mascagni

Direttore: Arturo Toscanini.
Fra gli interpreti: Emma Carelli ed Enrico Caruso
Prima rappresentazione: 17 gennaio
Il 25 gennaio il teatro chiude in segno di rispetto per l'agonia di Giuseppe Verdi. Riaprirà il 31, dopo la morte del compositore, per un concerto commemorativo.
- Mefistofele (4° versione definitiva) di Arrigo Boito.

Direttore: Arturo Toscanini.
Fra gli interpreti: Emma Carelli (Margherita), Amelia Pinto (Elena), Enrico Caruso (Faust), Fëdor Ivanovič Šaljapin (Mefistofele).
Scenografie: Angelo Parravicini, Vittorio Rota, Luigi Sala e C. Songa.
Prima rappresentazione: 16 marzo.
1902
- Germania (opera) di Alberto Franchetti.

Direttore: Arturo Toscanini.
Fra gli interpreti: Enrico Caruso ed Amelia Pinto.
Prima rappresentazione assoluta: 11 marzo.
- Euryanthe di Carl Maria von Weber.

Direttore: Arturo Toscanini.
Fra gli interpreti: Rosina Storchio.
Prima rappresentazione: 2 aprile.
- L'oro del Reno di Richard Wagner.

Prima rappresentazione: 26 dicembre.
1903
- Oceàna di Antonio Smareglia.

Direttore: Arturo Toscanini.
Interpreti: Amelia Karola (Nersa), Giovanni Zenatello (Init), Rodolfo Angelini Fornari (Ers), Nestore Della Torre (Vadar), Michele Wigley (Hareb), Oreste Luppi (Uls).
Prima rappresentazione assoluta: 22 gennaio (alla presenza di Gabriele D'Annunzio).
1904
- Madama Butterfly di Giacomo Puccini.

Interpreti: Rosina Storchio, Giovanni Zenatello e Giuseppe De Luca
Direttore: Cleofonte Campanini
Prima rappresentazione assoluta: 17 febbraio.
Scenografia: Vittorio Rota e Carlo Songa
1905
- Il barbiere di Siviglia di Gioachino Rossini.

Fra gli interpreti: Fernando De Lucia, Maria Barrientos, Giuseppe De Luca.
1906
- Falstaff di Giuseppe Verdi.

Direttore: Leopoldo Mugnone.
Prima rappresentazione: 5 maggio (3 rappresentazioni).
- Carmen di Georges Bizet (edizione in lingua italiana di Antonio de Lauzières).

Direttore: Arturo Toscanini (dal 27 gennaio 1907 sostituito da Pietro Sormani).
Prima rappresentazione: 19 dicembre (14 rappresentazioni).
- Salomè (opera) di Richard Strauss.

Direttore: Arturo Toscanini con Giuseppe Borgatti (Erode) ed Angelo Badà (Narraboth).
Prima rappresentazione: 26 dicembre
1907
- Gloria (opera) di Francesco Cilea.

Direttore: Arturo Toscanini con Nazzareno De Angelis, Pasquale Amato e Giovanni Zenatello.
Prima rappresentazione assoluta: 15 aprile.
- Il crepuscolo degli dei di Richard Wagner.

Prima rappresentazione: 26 dicembre.
1908
- Pelléas et Mélisande (opera) "Pelleas e Melisanda" di Claude Debussy nella traduzione italiana di Carlo Zangarini.

Direttore: Arturo Toscanini con Cesira Ferrani (Melisanda), Fiorello Giraud (Pelleas) e Pasquale Amato (Golaud)
Prima rappresentazione: 2 aprile.
- La Vestale di Gaspare Spontini.

Prima rappresentazione: 26 dicembre.
1909
- Elettra (Strauss) di Richard Strauss nella traduzione italiana di Ottone Schanzer alla presenza del compositore.

Direttore: Edoardo Vitale con Salomea Krusceniski (Elettra).
Prima rappresentazione: 6 aprile.
- La Valchiria di Richard Wagner.

Prima rappresentazione: 26 dicembre.

#### 1910-18
1910
- Sigfrido di Richard Wagner.

Prima rappresentazione: 26 dicembre.
1911
- Il cavaliere della rosa di Richard Strauss, nella traduzione italiana di Ottone Schanzer.

Direttore: Tullio Serafin.
Fra gli interpreti: Adelina Agostinelli-Quiroli (Marescialla), Ines Maria Ferraris (Sofia), Lucrezia Bori (Ottaviano), Armando Marescotti (cantante italiano/maggiordomo di Faninal), Adolfo Pacini (Faninal) e Pavel Ludikar (barone Ochs).
Scene: Alfred Roller.
Prima rappresentazione: 1º marzo.
- Fior di Neve di Lorenzo Filiasi.

Direttore: Tullio Serafin.
Fra gli interpreti: Rosa Garavaglia (Fior di Neve) e Giuseppe Quinzi-Tapergi.
Prima rappresentazione assoluta: 1º aprile.
- Arianna e Barbablù di Paul Dukas, nella traduzione italiana di Giovanni Pozza.

Direttore: Tullio Serafin.
Interpreti: Eugenia Emanuelli (Igrana), Mabel Nelma (Melisanda), Luisa Pierrick (Arianna), Rosa Garavaglia (Berengaria), Linda Montanari (Selisetta), Ninì Frascani (nutrice), Costantino Thos (2°contadino), Pavel Ludikar (Barbablù), Cesare Spadoni (vecchio contadino) e Enrico Vettese (3°contadino); mima Olga Préobrajenska (Alladina).
Prima rappresentazione: 17 aprile.
- Figli di re (Die Königskinder) di Engelbert Humperdinck.

Direttore: Tullio Serafin.
Fra gli interpreti: Lucrezia Bori (guardiana d'oche e figlia del fabbricante), Zelmira Battaggi (strega e sguattera), Giuseppe Armanini (figlio del re), Taurino Parvis (violinista).
Prima rappresentazione: 26 dicembre.
1912
- La fanciulla di Pskov e La boiarda Vera Šeloga di Nikolaj Andreevič Rimskij-Korsakov, nella traduzione italiana di Mikhail Osipovich.

Direttore: Tullio Serafin.
Fra gli interpreti: Ida Cattorini (Olga/Vera Sheloga), Bernardo De Muro (Mikhail Tutcha e guardiano), Fjodor Ivanovich Scialjapin (Ivan il Terribile/Ivan Sheloga).
Prima rappresentazione: 11 aprile.
- Feuersnot di Richard Strauss, traduzione italiana di Ottone Schanzer.

Direttore: Tullio Serafin.
Fra gli interpreti: Linda Cannetti (Dietmut), Giordano Paltrinieri (Schweiker), Taurino Parvis (Kunrad e Hämerlein), Enrico Vannuccini (Ortolf Sentlinger).
Prima rappresentazione: 16 novembre.
- Lohengrin di Richard Wagner (edizione in lingua italiana).

Direttore: Tullio Serafin.
Interpreti: Linda Cannetti e Luisa Villani (Elsa), Luisa Garibaldi e Giuseppina Bertazzoli (Ortruda), Ettore Cesa-Bianchi e Pietro Navia (Lohengrin), Carlo Galeffi (Federico di Telramondo), Enrico Molinari e Ercole FIlippini (araldo), Nazzareno De Angelis e Mansueto Gaudio (Enrico l'Uccellatore).
Scene di Vittorio Rota.
Prima rappresentazione: 3 dicembre (24 rappresentazioni).
- La habanera di Raoul Laparra.

Direttore: Tullio Serafin.
Fra gli interpreti: Carmen Toschi (Pilar), Vrabiesco (Ramon), Jean Bourbon (vecchio).
Prima rappresentazione: 12 dicembre.
- Seconda versione de La fanciulla del West di Giacomo Puccini.

Direttore: Tullio Serafin.
Interpreti: Tina Poli-Randaccio (Minnie), Rosa Garavaglia (Wowkle), Giovanni Martinelli (Dick Johnson), Adrasto Simonti (Joe), Umberto De Villi (Harry), Lodovico Olivieri (Trin) e Michele Olivieri (postiglione), Carlo Galeffi (Jack Rance), Rizzardo De Ferrara (Sonora), Giovanni Novelli (Bello), Costantino Thos (Sid), Tommaso Nascimbene (Happy), Berardo Berardi (Jake Wallace), Marcello Govoni (Larkens), Amleto Galli (Ashby), Edoardo Nicolicchia (Billy Jackrabbit) e Luigi Baldassarri (José Castro).:Scenografia: Angelo Parravicini.
Prima rappresentazione: 19 dicembre.
1913
- Carmen di Georges Bizet (edizione in lingua italiana di Antonio de Lauzières).

Direttore: Tullio Serafin.
Prima rappresentazione: 27 marzo (10 rappresentazioni).
- Falstaff di Giuseppe Verdi.

Direttore: Arturo Toscanini/Riccardo Dell'Era.
Prima rappresentazione: 21 ottobre (9 rappresentazioni).
1914
- L'oro del Reno di Richard Wagner.

Prima rappresentazione: 26 dicembre.
1915
- Il principe Igor di Alexander Porfievic Borodin.

Prima rappresentazione: 26 dicembre.
1916
- Aida di Giuseppe Verdi.

Direttore: Gino Marinuzzi.
Fra gli interpreti: Rosa Raisa (Aida), Elvira Casazza (Amneris), Alessandro Dolci (Radames).
Prima rappresentazione: 5 gennaio.
- La battaglia di Legnano di Giuseppe Verdi.

Direttore: Gino Marinuzzi.
Fra gli interpreti: Rosa Raisa (Lida), Giulio Crimi (Arrigo), Giuseppe Danise (Rolando) e Giulio Cirino (Barbarossa).
Prima rappresentazione: 19 gennaio.
- Francesca da Rimini di Riccardo Zandonai.

Direttore: Gino Marinuzzi.
Fra gli interpreti: Rosa Raisa (Francesca), Toti Dal Monte (Biancofiore), Aureliano Pertile (Paolo), Giordano Paltrinieri (Malatestino), Giuseppe Danise (Gianciotto).
Prima rappresentazione: 22 febbraio.
- Fernando Cortez o la conquista del Messico di Gaspare Spontini. Revisione di Marie-Emmanuel-Guillaume Théaulon de Lambert, traduzione italiana di Angelo Zanardini.

Direttore: Ettore Panizza.
Interpreti: Ester Mazzoleni (Amazily), Icilio Calleja (Fernando Cortez), Antonio Merli (Alvaro), Rodolfo Longone (marinaro), Giuseppe Curti (ufficiale), Jaroslavo Tarnava (2°prigioniero), Giuseppe Danise (Telasco), Mansueto Gaudio (Gran sacerdote), Teofilo Dentale (Montezuma), Attilio Muzio (Moralez), Antonio Porconi (1°prigioniero).
Scenografia: Antonio Rovescalli e Angelo Parravicini.
Prima rappresentazione: 26 dicembre.
- Mignon di Ambroise Thomas.

Direttore: Ettore Panizza.
Fra gli interpreti: Giuliana Marchal (Filina), Rosina Storchio (Mignon), Alice Gentle (Federico), Charles Hackett (Guglielmo), Ernesto Badini (Laerte), Angelo Scandiani (Lotario).
Prima rappresentazione: 30 dicembre.
1917
- I doni di Natale di Xavier Léroux.

Direttore: Georg Schnéevoigt.
Interpreti: Ninon Vallin (Clara), Mathilde Saiman (Emma), Jeanne Calas (piccolo Louis), Henri Albers (papà Giovanni).
Prima rappresentazione assoluta: 28 febbraio.
- Maruf di Henri Rabaud, nella traduzione italiana di Carlo Clausetti.

Direttore: Ettore Panizza.
Fra gli interpreti: Ninon Vallin-Pardo (Saamsceddina), Anita Giacomucci (Fattumà), Umberto Macnez (Maruf), Giordano Paltrinieri (fellah/1°commerciante), Berardo Berardi (Sultano), Gaetano Azzolini (Visir), Teofilo Dentale (Alì).
Prima rappresentazione: 24 marzo.
- Il macigno di Victor De Sabata.

Dirige il compositore.
Interpreti: Carmen Melis, Anita Giacomucci, Ulisse Lappas, Giuseppe Danise, Teofilo Dentale.
Prima rappresentazione assoluta: 31 marzo.
- Ghismonda di Renzo Bianchi.

Dirige il compositore.
Prima rappresentazione assoluta: 5 giugno.
1918
- Mosè di Gioachino Rossini, traduzione italiana di Callisto Bassi.

Direttore: Tullio Serafin.
Interpreti: Giannina Russ (Anaide), Francisca Solari (Sinaide), De Rivalta (Maria), Francesco Merli (Elisero), Alessandro Dolci (Amenofi), Amedeo Rossi (Aufide), Fade Lahoz (voce misteriosa-interna), Nazzareno De Angelis (Mosè), Pietro Ricci (Faraone) e Felice Belli (Osiride).
Scenografia di: Antonio Rovescalli.
Prima rappresentazione: 12 settembre.
- La nave di Italo Montemezzi.

Direttore: Tullio Serafin.
Fra gli interpreti: Elena Rakowska (Basiliola), Dora Di Giovanni (Marco Gratico), Edoardo Di Giovanni (Gauro Pietro Orseolo), Francesco Cigada (Sergio Gratico), Giulio Cirino (Orso Faledro), Oreste Carozzi (Zosimo).
Scenografia di: Vittorio Rota.
Prima rappresentazione assoluta: 19 settembre.
- Mefistofele di Arrigo Boito.

Direttore: Arturo Toscanini.
Fra gli interpreti: Linda Cannetti (Margherita/Elena), Beniamino Gigli (Faust) e Nazzareno De Angelis (Mefistofele).
Prima rappresentazione: 19 novembre.
- Urania di Alberto Favara Mistretta.

Fra gli interpreti: Nelda Garrone e Francesco Merli (Fausto).
Prima rappresentazione assoluta: 9 dicembre.

#### 1921-29
1921
- Falstaff di Giuseppe Verdi.

Direttore: Arturo Toscanini.
Fra gli interpreti: Nera Marmora (Nannetta), Ganetti (Alice Ford), Elvira Casazza (Mrs.Quickly), Alessio De Paolis (Fenton), Mariano Stabile (Falstaff) e Ernesto Badini (Ford).
Prima rappresentazione: 26 dicembre (9 rappresentazioni).
1922
Stagione lirica
- Gianni Schicchi di Giacomo Puccini.

Direttore: Ettore Panizza.
Interpreti: Cesira Ferrari (Nella), Carlo Galeffi (Gianni Schicchi), Ernesto Badini (Amantio) e Giuseppe Nessi (Gherardo).
Prima rappresentazione: 29 gennaio.
- Suor Angelica di Puccini

Direttore Panizza.
Prima rappresentazione: 29 gennaio
- Il tabarro di Puccini

Direttore: Panizza
Interpreti: Giuseppe Nessi (Tinca) e Carlo Galeffi (Michele).
Prima rappresentazione: 29 gennaio.
- Falstaff di Giuseppe Verdi.

Direttore: Arturo Toscanini.
Prima rappresentazione: 2 dicembre (8 rappresentazioni).
- Lohengrin di Richard Wagner (edizione in lingua italiana).

Direttore: Antonio Guarnieri.
Interpreti: Maria Carena (Elsa), Maria Capuana e Elvira Casazza (Ortruda), Aureliano Pertile e Francesco Merli (Lohengrin), Carlo Galeffi e Umberto Urbano (Federico di Telramondo), Luigi Nocenti e Aristide Baracchi (araldo), Ezio Pinza (Enrico l'Uccellatore).
Scene di Vittorio Rota.
Prima rappresentazione: 3 dicembre (13 rappresentazioni).
- Debora e Jaele di Ildebrando Pizzetti.

Direttore: Arturo Toscanini.
Interpreti: Elvira Casazza, Ezio Pinza, Aristide Baracchi e Giuseppe Nessi.
Prima rappresentazione assoluta: 16 dicembre.
- Manon Lescaut di Giacomo Puccini.

Prima rappresentazione: 26 dicembre.
1923
- Belfagor di Ottorino Respighi.

Prima rappresentazione assoluta: 26 aprile.
- Tristano e Isotta di Richard Wagner.

Prima rappresentazione: 26 dicembre.
1924
- Falstaff di Giuseppe Verdi.

Direttore: Arturo Toscanini.
Prima rappresentazione: 6 febbraio (8 rappresentazioni).
- Carmen di Georges Bizet (edizione in lingua italiana di Antonio de Lauzières).

Direttore: Vittorio Gui.
Prima rappresentazione: 23 febbraio (5 rappresentazioni).
- Lohengrin di Richard Wagner (edizione in lingua italiana).

Direttore: Vittorio Gui.
Interpreti: Maria Carena (Elsa), Elvira Casazza (Ortruda), Aureliano Pertile (Lohengrin), Carlo Galeffi (Federico di Telramondo), Aristide Baracchi (araldo), Ezio Pinza (Enrico l'Uccellatore).
Scene di Vittorio Rota.
Prima rappresentazione: 18 marzo (6 rappresentazioni).
- Nerone di Arrigo Boito.

Direttore: Arturo Toscanini.
Interpreti: Aureliano Pertile, Marcel Journet, Carlo Galeffi, Rosa Raisa, Ezio Pinza e Giuseppe Nessi.
Prima rappresentazione assoluta: 1º maggio.
- Carmen di Georges Bizet (edizione in lingua italiana di Antonio de Lauzières).

Direttore: Vittorio Gui.
Prima rappresentazione: 4 dicembre (8 rappresentazioni).
- La cena delle beffe (opera) di Umberto Giordano.

Direttore: Arturo Toscanini.
Interpreti: Benvenuto Franci, Aristide Baracchi, Francesco Dominici, Ernesto Badini, Carmen Melis e Cesira Ferrani.
Prima rappresentazione assoluta: 20 dicembre.
1925
- Falstaff di Giuseppe Verdi.

Direttore: Arturo Toscanini.
Prima rappresentazione: 25 aprile (5 rappresentazioni).
- I cavalieri di Ekebù di Riccardo Zandonai.

Direttore: Arturo Toscanini.
Scene: Giovanni Grandi.
Regia: Giovacchino Forzano.
Prima rappresentazione assoluta: 7 marzo.
- Lohengrin di Richard Wagner (edizione in lingua italiana).

Direttore: Ettore Panizza.
Interpreti: Maria Zamboni (Elsa), Elvira Casazza (Ortruda), Aureliano Pertile (Lohengrin), Enrico Molinari (Federico di Telramondo), Aristide Baracchi (araldo), Antonio Righetti (Enrico l'Uccellatore).
Scene di Vittorio Rota.
Prima rappresentazione: 13 maggio (3 rappresentazioni).
1926
- Carmen di Georges Bizet (edizione in lingua italiana di Antonio de Lauzières).

Direttore: Gabriele Santini.
Prima rappresentazione: 1º gennaio (6 rappresentazioni).
- Turandot di Giacomo Puccini.

Direttore: Arturo Toscanini.
Interpreti: Rosa Raisa (Turandot), Maria Zamboni (Liù), Miguel Fleta/Franco Lo Giudice (Calaf), Francesco Dominici (Altoum), Giuseppe Nessi (Pong), Emilio Venturini (Pang), Giacomo Rimini (Ping), Aristide Baracchi (mandarino), Carlo Walter (Timur).
Scenografia di Galileo Chini.
Regia di Giovacchino Forzano.
Prima rappresentazione assoluta: 25 aprile (Toscanini interruppe l'esecuzione alla "morte di Liù", prima della fine del III atto, pronunciando la celebre frase: Qui finisce l'opera, rimasta incompiuta per la morte del Maestro), 8 rappresentazioni.
- Falstaff di Giuseppe Verdi.

Direttore: Ettore Panizza.
Prima rappresentazione: 1º maggio (4 rappresentazioni).
- Lohengrin di Richard Wagner (edizione in lingua italiana).

Direttore: Ettore Panizza.
Interpreti: Ofelia Nieto (Elsa), Elvira Casazza (Ortruda), Aureliano Pertile (Lohengrin), Carlo Galeffi (Federico di Telramondo), Basilio Prodan/Aristide Baracchi/Leone Paci (araldo), Antonio Righetti (Enrico l'Uccellatore).
Scene di Vittorio Rota.
Prima rappresentazione: 17 novembre (5 rappresentazioni).
- Turandot di Giacomo Puccini.

Direttore: Ettore Panizza.
Interpreti: Bianca Scacciati e Maria Llacer Casali (Turandot), Maria Zamboni e Rosetta Pampanini (Liù), Franco Lo Giudice/Francesco Merli/Antonio Melandri (Calaf), Palmiro Domenichetti (Altoum), Giuseppe Nessi (Pong), Emilio Venturini (Pang), Taurino Parvis e Gino Vanelli (Ping), Aristide Baracchi (mandarino), Carlo Walter (Timur).
Scenografia di Galileo Chini.
Regia di Giovacchino Forzano.
Prima rappresentazione: 24 novembre (14 rappresentazioni).
1927
- Carmen di Georges Bizet (edizione in lingua italiana di Antonio de Lauzières).

Direttore: Gabriele Santini.
Prima rappresentazione: 3 febbraio (6 rappresentazioni).
- Falstaff di Giuseppe Verdi.

Direttore: Arturo Toscanini.
Prima rappresentazione: 30 aprile (5 rappresentazioni).
- Sly, ovvero la leggenda del dormiente svegliato di Ermanno Wolf-Ferrari.

Prima rappresentazione assoluta: 29 dicembre.
1928
- Turandot di Giacomo Puccini.

Direttore: Ettore Panizza.
Interpreti: Bianca Scacciati (Turandot), Rosetta Pampanini (Liù), Francesco Merli/Jan Kiepura (Calaf), Palmiro Domenichetti (Altoum), Giuseppe Nessi (Pong), Emilio Venturini (Pang), Taurino Parvis e Gino Vanelli (Ping), Aristide Baracchi (mandarino), Carlo Walter (Timur).
Scenografia di Galileo Chini.
Regia di Giovacchino Forzano.
Prima rappresentazione: 18 gennaio (5 rappresentazioni).
- Falstaff di Giuseppe Verdi.

Direttore: Arturo Toscanini.
Prima rappresentazione: 15 aprile (4 rappresentazioni).
- Fra Gherardo di Ildebrando Pizzetti.

Direttore: Arturo Toscanini.
Interpreti: Aristide Baracchi, Giuseppe Nessi, Salvatore Baccaloni e Bruna Castagna.
Prima rappresentazione assoluta: 16 maggio.
1929
- Lohengrin di Richard Wagner (edizione in lingua italiana).

Direttore: Ettore Panizza.
Interpreti: Rosetta Pampanini e Mafalda Favero (Elsa), Ebe Stignani e Irene Minghini Cattaneo (Ortruda), Aureliano Pertile (Lohengrin), Carlo Galeffi (Federico di Telramondo), Aristide Baracchi (araldo), Antonio Righetti (Enrico l'Uccellatore).
Scene di Vittorio Rota.
Prima rappresentazione: 1º gennaio (6 rappresentazioni).
- Carmen di Georges Bizet (edizione in lingua italiana di Antonio de Lauzières).

Direttore: Gabriele Santini.
Prima rappresentazione: 2 gennaio (4 rappresentazioni).
- Il re (opera) di Umberto Giordano.

Direttore: Arturo Toscanini.
Interpreti: Toti Dal Monte, Enzo De Muro Lomanto, Tancredi Pasero, Giuseppe Nessi ed Aristide Baracchi.
Prima rappresentazione assoluta: 12 gennaio.
- Turandot di Giacomo Puccini.

Direttore: Ettore Panizza.
Interpreti: Bianca Scacciati/Anna Roselle/Eva Turner (Turandot), Mafalda Favero/Cesarina Valobra (Liù), Georges Thill/Antonio Melandri (Calaf), Palmiro Domenichetti (Altoum), Giuseppe Nessi (Pong), Emilio Venturini (Pang), Gino Vanelli (Ping), Aristide Baracchi (mandarino), Carlo Walter/Salvatore Baccaloni (Timur).
Scenografia di Galileo Chini.
Regia di Giovacchino Forzano.
Prima rappresentazione: 2 marzo (7 rappresentazioni).
- Falstaff di Giuseppe Verdi.

Direttore: Arturo Toscanini.
Prima rappresentazione: 5 maggio (4 rappresentazioni).
- Le preziose ridicole di Felice Lattuada

Direttore: Gabriele Santini.
Interpreti: Mafalda Favero, Ebe Stignani, Jan Kiepura, Baracchi e Salvatore Baccaloni.

#### 1930-39
1930
- Turandot di Giacomo Puccini.

Direttore: Giuseppe Del Campo.
Interpreti: Bianca Scacciati/Clara Jacobo/Mária Németh (Turandot), Adelaide Saraceni/Assunta Gargiulo/Maria Polla Puecher/Iris Adami Corradetti (Liù), Georges Thill/Antonio Melandri/Franco Lo Giudice (Calaf), Palmiro Domenichetti (Altoum), Giuseppe Nessi (Pong), Emilio Venturini (Pang), Gino Vanelli/Aristide Baracchi (Ping), Aristide Baracchi/Natale Villa (mandarino), Carlo Walter (Timur).
Scenografia di Galileo Chini.
Regia di Giovacchino Forzano.
Prima rappresentazione: 1º gennaio (9 rappresentazioni).
- La Sagredo di Franco Vittadini

Direttore: Antonio Guarnieri
Fra gli interpreti: Iris Adami Corradetti, Antonio Melandri e Luigi Rossi Morelli.
Prima rappresentazione assoluta.
- La fanciulla del West di Giacomo Puccini.

Prima rappresentazione: 26 dicembre.
1931
- Il vascello fantasma di Richard Wagner (edizione in lingua italiana, traduzione di Alberto Giovannini).

Direttore: Ettore Panizza.
Prima rappresentazione: 1º aprile (4 rappresentazioni).
- Falstaff di Giuseppe Verdi.

Direttore: Ettore Panizza.
Prima rappresentazione: 18 aprile (2 rappresentazioni).
- La Notte di Zoraima di Montemezzi

Fra gli interpreti: Giuseppina Cobelli, Iris Adami Corradetti, Maria Caniglia, Giuseppe Nessi e Aristide Baracchi.
Prima rappresentazione assoluta.
- Norma di Vincenzo Bellini.

Prima rappresentazione: 26 dicembre.
1932
- Turandot di Giacomo Puccini.

Direttore: Victor de Sabata.
Interpreti: Clara Jacobo (Turandot), Maria Caniglia (Liù), Antonio Bagnariol (Calaf), Palmiro Domenichetti (Altoum), Giuseppe Nessi (Pong), Emilio Venturini (Pang), Emilio Ghirardini (Ping), Aristide Baracchi (mandarino), Corrado Zambelli (Timur).
Scenografia di Galileo Chini.
Regia di Mario Frigerio.
Prima rappresentazione: 30 aprile (3 rappresentazioni).
- La Jura di Gavino Gabriel.
- Il crepuscolo degli dei di Richard Wagner.

Prima rappresentazione: 26 dicembre.
1933
- Lohengrin di Richard Wagner (edizione in lingua italiana).

Direttore: Sergio Failoni.
Interpreti: Maria Caniglia (Elsa), Ebe Stignani e Irene Minghini Cattaneo (Ortruda), Aureliano Pertile (Lohengrin), Gaetano Viviani (Federico di Telramondo), Fabio Ronchi (araldo), Nazzareno De Angelis (Enrico l'Uccellatore).
Ragia: Mario Frigerio.
Scene di Vittorio Rota.
Prima rappresentazione: 28 gennaio (6 rappresentazioni).
1934
- L'alba della rinascita di Nino Cattozzo.

Prima rappresentazione assoluta: 24 gennaio.
- La vida breve di Manuel de Falla, nella traduzione italiana di Otello Andolfi.

Direttore: Antonino Votto.
Fra gli interpreti: Gilda Dalla Rizza (Salud), Ebe Ticozzi (nonna), Bruna Castagna-Fullin (Carmela), Galliano Masini (Paco), Filippo Romito (zio Salvador).
Prima rappresentazione: 30 gennaio.
- Il Dibuk di Lodovico Rocca.

Direttore: Franco Ghione.
Interpreti: Augusta Oltrabella (Leah), Aurora Rettore (Gitel), Ebe Ticozzi (1°donna), Olga De Franco-Arduini (2°donna), Vittoria Palombini (cieca), Bruna Castagna-Fullin (Frade), Margherita De Cartosio (Basia), Silvio Costa Lo Giudice (Hanan), Alessandro Wesselovsky (messaggero/cantore/Ascher/1°talmudista), Giuseppe Nessi (1°Batlon), Leone Paci (Reb Sender), Bruno Carmassi (Michael), Fabio Ronchi (Maier), Tony Corcione (Nachmann/voce di Nissen), Salvatore Baccaloni (3°talmudista), Vincenzo Bettoni (Reb Ezrizl), Carlo Scattola (2°Batlon) e Duilio Baronti (2°talmudista).
Regia: Lothar Wallerstein.
Prima rappresentazione assoluta: 24 marzo.
1935
- Falstaff di Giuseppe Verdi.

Direttore: Victor De Sabata.
Prima rappresentazione: 20 febbraio (5 rappresentazioni).
- La sposa venduta ("Prodaná nevesta") di Bedřich Smetana.

Direttore: Franco Ghione con Tancredi Pasero (Kecal) nella traduzione di Ghione.
Prima rappresentazione: 27 febbraio.
- Carmen di Georges Bizet (edizione in lingua italiana di Antonio de Lauzières).

Direttore: Franco Ghione.
Prima rappresentazione: 4 aprile (6 rappresentazioni).
- Turandot di Giacomo Puccini.

Direttore: Gino Marinuzzi.
Interpreti: Gina Cigna (Turandot), Mafalda Favero (Liù), Giacomo Lauri Volpi (Calaf), Giuseppe Marchesi (Altoum), Giuseppe Nessi (Pong), Emilio Venturini (Pang), Emilio Ghirardini/Gino Vanelli (Ping), Aristide Baracchi/Giuseppe Menni (mandarino), Franco Zaccarini/Eraldo Coda (Timur).
Scenografia di Galileo Chini.
Regia di Mario Frigerio.
Prima rappresentazione: 12 aprile (5 rappresentazioni).
- Lohengrin di Richard Wagner (edizione in lingua italiana).

Direttore: Giuseppe Del Campo.
Interpreti: Maria Caniglia e Pia Tassinari (Elsa), Ebe Stignani (Ortruda), Ettore Parmeggiani (Lohengrin), Carlo Tagliabue (Federico di Telramondo), Iginio Zangheri e Aristide Baracchi (araldo), Tancredi Pasero (Enrico l'Uccellatore).
Ragia: Mario Frigerio.
Scene di Vittorio Rota.
Prima rappresentazione: 28 dicembre (6 rappresentazioni).
1936
- Il campiello di Ermanno Wolf-Ferrari.

Direttore: Gino Marinuzzi.
Interpreti: Mafalda Favero (Gasparina), Iris Adami-Corradetti (Lucieta), Margherita Carosio (Gnese), Giulia Tess (Orsola), Luigi Nardi (Dona Cate Panciana), Giuseppe Nessi (Dona Pasqua Polegana), Luigi Fort (Zorzeto), Salvatore Baccaloni (Il cavalier Astolfi), Ferdinando Autori (Anzoleto), Franco Zaccarini (Fabrizio dei Ritorti).
Prima rappresentazione assoluta: 11 febbraio.
- Falstaff di Giuseppe Verdi.

Direttore: Victor De Sabata.
Prima rappresentazione: 26 dicembre (6 rappresentazioni).
1937
- Lucrezia di Ottorino Respighi (completata da Elsa Respighi e Ennio Porrino).

Direttore: Gino Marinuzzi.
Interpreti: Maria Caniglia (Lucrezia), Renata Villani (Venilia), Ebe Stignani (voce), Maria Marcucci (Servia), Pablo Civil (Collatino), Ettore Parmeggiani (Bruto), Gaetano Viviani (Sesto Tarquinio), Leone Paci (Tito), Aristide Baracchi (Valerio), Eraldo Coda (Arunte) e Bruno Carmassi (Spurio Lucrezio).
Regia: Mario Frigerio.
Scenografia: Pietro Aschieri.
Prima rappresentazione assoluta: 24 febbraio.
- Ifigenia in Tauride di Christoph Willibald Gluck (traduzione italiana di Lorenzo Da Ponte, revisione di Lothar Wallerstein).

Direttore: Victor De Sabata.
Interpreti: Maria Caniglia (Ifigenia), Vittoria Palombini (Diana/Artemide), Amelia Armolli (1°sacerdotessa), Maria Marcucci (donna greca/Elisa/3°sacerdotessa), Maria Rubini (2°sacerdotessa), Ettore Parmeggiani (Pilade), Armando Borgioli (Oreste), Aristide Baracchi (scita), Eraldo Coda (ministro del Tempio).
Regia: Lothar Wallerstein.
Scenografia: Giovanni Grandin.
Prima rappresentazione: 11 marzo.
- La morte di Frine ossia Un tramonto di Lodovico Rocca.

Direttore: Giuseppe Antonicelli.
Fra gli interpreti: Augusta Oltrabella (Frine), Giulietta Simionato (Antide), Pablo Civil (sconosciuto) e Carlo Tagliabue (Timocle).
Prima rappresentazione: 24 aprile.
- Goyescas di Enrique Granados.

Interpreti: Maria Carbone (Rosario), Cloe Elmo (Pepa), Pablo Civil (Fernando), Afro Poli (Paquito).
Prima rappresentazione: 28 dicembre.
1938
- Carmen di Georges Bizet (edizione in lingua italiana di Antonio de Lauzières).

Direttore: Franco Capuana.
Prima rappresentazione: 19 gennaio (5 rappresentazioni).
1939
- Turandot di Giacomo Puccini.

Direttore: Gino Marinuzzi.
Interpreti: Gina Cigna/Iva Pacetti (Turandot), Gabriella Gatti/Ilde Brunazzi/Adriana Perris (Liù), Giuseppe Lugo/Francesco Battaglia (Calaf), Ugo Cantelmo (Altoum), Gino Del Signore/Giuseppe Nessi (Pong), Emilio Venturini (Pang), Gino Vanelli (Ping), Domenico Malatesta (mandarino), Duilio Baronti (Timur).
Regia di Colomanno Nadasdy.
Prima rappresentazione: 28 gennaio (5 rappresentazioni).

#### 1940-49
1940
- La donna senz'ombra di Richard Strauss, traduzione italiana di Rinaldo Küfferle.

Direttore: Gino Marinuzzi.
Fra gli interpreti: Stella Roman (imperatrice), Iva Pacetti (moglie di Barak), Clara Bucci Rossi (voce del falco), Maria Concetta Zama (custode della soglia), Hilde Monti (nutrice), Giovanni Voyer (imperatore), Gaetano Fanelli (gobbo), Angelo Mercuriali (apparizione d'un ragazzo), Massimiliano Serra (messaggero degli spiriti), Benvenuto Franci (Barak il tintore), Leone Paci (orbo), Eraldo Coda (monco).
Scenografia: Nicola Benois.
Regia: Mario Frigerio.
Prima rappresentazione: 6 gennaio.
- La rondine di Giacomo Puccini.

Direttore: Gino Marinuzzi.
Interpreti: Mafalda Favero (Magda de Civry), Dina Fiumana (Yvette), Maria Varetti (Bianca), Liana Cortini (Lisette), Lina Zinetti (Suzy), Giovanni Malipiero (Ruggero), Gino Del Signore (Prunier), Angelo Mercuriali (Gobin), Leone Paci (Rambaldo), Eraldo Coda (Périchaud), Dario Caselli (Crebillon).
Prima rappresentazione: 24 gennaio.
- Lohengrin di Richard Wagner, traduzione italiana di S. de Marchesi.

Direttore: Gino Marinuzzi.
Interpreti: Maria Caniglia e Elisa Gatti Porcinai (Elsa), Maria Benedetti/Elena Nicolai/Ebe Stignani (Ortruda), Norberto Ardelli e Alf Rauch (Lohengrin), Ettore Nava (Federico di Telramondo), Umberto Di Lelio/Iginio Zangheri/Armando Dadò (araldo), Tancredi Pasero e Duilio Baronti (Enrico l'Uccellatore).
Ragia: Mario Frigerio.
Scene di Vittorio Rota.
Prima rappresentazione: 31 gennaio (5 rappresentazioni).
- Ghirlino di Luigi Ferrari Trecate.

Direttore: Umberto Berrettoni.
Fra gli interpreti: Tatiana Menotti (Lumetta), Piera Soracco (Ghirlino), Giuseppina Zinetti (mamma), Nino Bertelli (Cuorcontento), Vincenzo Bettoni (Cuordisasso).
Prima rappresentazione assoluta: 4 febbraio.
- Zazà di Ruggero Leoncavallo.

Direttore: Franco Ghione
Fra gli interpreti: Mafalda Favero (Zazà), Adriana Perris (Natalia), Elvira Mari-Casazza (Anaide), Beniamino Gigli (Milio Dufresne), Gino Bechi (Cascart).
Scenografia: Nicola Benois.
Regia: Mario Frigerio.
Prima rappresentazione: 10 aprile.
- Cavalleria rusticana ed estratti da altre opere di Pietro Mascagni.

Dirige il compositore.
Fra gli interpreti: Lina Bruna Rasa (Santuzza), Maria Marcucci (Lola), Galliano Masini (Turiddu), Antenore Reali (Alfio).
Prima rappresentazione: 12 aprile.
1941
1942
- Falstaff di Giuseppe Verdi.

Direttore: Victor de Sabata.
Prima rappresentazione: 26 dicembre (5 rappresentazioni).
1943
- Il ritorno di Ulisse in patria di Claudio Monteverdi, trascrizione di Luigi Dallapiccola.

Direttore: Mario Rossi.
Interpreti: Jolanda Magnoni (Minerva/Giunone), Cloe Elmo (Penelope), en travesti Fedora Barbieri (Telemaco), Anna Maria Canali (Ericlea), Emilia Vidali (Melanto), Fiorenzo Tasso (prologo), Giovanni Voyer (Ulisse), Adelio Zagonara (Giove/Pisandro), Alberto Lotti Camici (Eurimaco), Ubaldo Toffanetti (Iro), Piero Pauli (Eumete), Alfredo Tedeschi/Alfio Tedesco (Anfinomo), Tancredi Pasero (Nettuno) e Bruno Sbalchiero (Antinoo).
Prima rappresentazione: 13 gennaio.
- La sonnambula di Vincenzo Bellini.

Fra gli interpreti: Margherita Carosio (Amina), Ferruccio Tagliavini (Elvino), Tancredi Pasero (conte Rodolfo/Alessio).
Direttore: Gino Marinuzzi.
Regia di Mario Frigerio.
Scenografia di Nicola Benois.
Prima rappresentazione: 28 gennaio.
- Carmen di Georges Bizet (edizione in lingua italiana di Antonio de Lauzières).

Direttore: Antonio Guarnieri (l'ultima replica è diretta da Nino Sanzogno.
Prima rappresentazione: 30 gennaio (5 rappresentazioni).
- La fanciulla del West di Giacomo Puccini.

Direttore: Alberto Erede.
Fra gli interpreti: Maria Carbone (Minnie), Giacomo Lauri-Volpi (Dick Johnson), Antenore Reali (Jack Rance).
Prima rappresentazione: 25 aprile.
Nella notte tra il 15 ed il 16 agosto il Teatro alla Scala è distrutto da un bombardamento.
1944
- Falstaff di Giuseppe Verdi.

Direttore: Giuseppe Del Campo.
Prima rappresentazione: 27 febbraio (5 rappresentazioni).
1946
Stagione Lirica Estiva al Palazzo dello Sport di Milano:
- Lohengrin di Richard Wagner (edizione in lingua italiana).

Direttore: Sergio Failoni.
Interpreti: Onelia Fineschi e Renata Tebaldi (Elsa), Elena Nicolai (Ortruda), Renzo Pigni (Lohengrin), Carlo Tagliabue e Giovanni Inghlilleri (Federico di Telramondo), Enrico Campi (araldo), Tancredi Pasero (Enrico l'Uccellatore).
Ragia: Lothar Wallerstein.
Scene di Giovanni Grandi.
Prima rappresentazione: 25 agosto (3 rappresentazioni).
- Carmen di Georges Bizet (edizione in lingua italiana di Antonio de Lauzières).

Direttore: Gabriele Santini.
Ragia: Lothar Wallerstein.
Scene di Savino Labò.
Prima rappresentazione: 31 agosto (4 rappresentazioni).
La normale programmazione nella sala ricostruita ricomincia con:
- Nabucco di Giuseppe Verdi.

Direttore: Tullio Serafin.
Fra gli interpreti: Maria Pedrini (Abigaille), Maria Teresa Bertasi (Anna), Fedora Barbieri (Fenena), Mario Binci (Ismaele), Luigi Nardi (Abdallo), Gino Bechi (Nabucodonosor), Cesare Siepi (Zaccaria) e Carlo Forti (Gran sacerdote).
Prima rappresentazione: 26 dicembre.
Regia: Alessandro Sanine.
Scenografia: Guido Marussig.
Prima rappresentazione: 26 dicembre.
- La Cenerentola di Gioachino Rossini.

Direttore: Tullio Serafin.
Fra gli interpreti: Dolores Ottani (Clorinda), Fedora Barbieri (Cenerentola), Anna Maria Canali (Tisbe), Luigi Infantino (Ramiro), Carmelo Maugeri (Dandini), Eraldo Coda (Alidoro), Italo Tajo (Don Magnifico).
Regia: Giulia Tess.
Scenografia: Gino Carlo Sensani.
Prima rappresentazione: 28 dicembre.
1947
- L'oro di Ildebrando Pizzetti.

Dirige il compositore
Interpreti: Mercedes Fortunati (Cristina), Ivana Perdoni (bambino), Lina Zanetti/Anna Maria Canali (Teresa), Antonio Annaloro (Giovanni), Abelardo Martelli/Ferdinando Delle Fornaci (Morello), Erminio Benatti (1°rettore), Giuseppe Nessi (calvo), Ugo Savarese (Silvestro), Carmelo Maugeri (dottore), Carlo Ulivi (3°rettore), Attilio Rossi/Aldo Russo (1°cercatore), Eraldo Coda/Bruno Sbalchiero (Martino), Cesare Siepi (Innocenzo), Italo Tajo (Lazzaro), Giuseppe Modesti/Sesto Bruscantini (Antonio), Enrico Campi (Pietro), Giuseppe Menni (2°rettore), Luigi Genovesi (2°cercatore).
Regia: Alessandro Sanine.
Scenografia: Mario Vellani Marchi.
Prima rappresentazione assoluta: 2 gennaio.
- Der Rosenkavalier di Richard Strauss, nella traduzione ritmica italiana di Ottone Schanzer.

Dirige: Ettore Panizza.
Interpreti: Adriana Guerrini (Marescialla), Liana Cortini (Sofia), Ornella Rovero (Marianna), Renata Villani (2°orfana), Laura Alberti (modista), Elsa Cavelti (Ottavio), Anna Maria Canali (Annina), Mafalda Chiorboli-Gasperi (1°orfana-Zephyra), Ebe Ticozzi (3°orfana), Giuseppe Nessi (Valzacchi), Amerigo Gentilini (cantante italiano), Erminio Benatti (maggiordomo di Faninal), Luigi Nardi (oste), Abelardo Martelli (1°lacchè), Marcello Zocca (venditore d'animali), Luigi Spartaco Marchi (Faninal), Mario Bianchi (1°cameriere), Italo Tajo (barone Ochs), Eraldo Coda (commissario polizia), Giuseppe Menni (3°lacchè), Carlo Ulivi (4°lacchè), Eduardo Taliana [Edoardo Taliani] (2°lacchè), Luigi Genovesi (2°cameriere), Giuseppe Beretta (3°cameriere), Luigi Rossi (4°cameriere) e Aristide Baracchi (notaio).
Regia: Friedrich Schramm.
Scenografia: Aldo Calvo.
Prima rappresentazione: 5 gennaio.
- Lucia di Lammermoor di Gaetano Donizetti.

Dirige: Ettore Panizza.
Interpreti: Lina Pagliughi (Lucia), Ebe Ticozzi (Alisa), Gino Del Signore (Arturo Buklaw), Beniamino Gigli/Giovanni Malipiero (Edgardo), Erminio Benatti (Normanno), Ugo Savarese/Antonio Magini-Coletti (Enrico Ashton), Cesare Siepi (Raimondo).
Regia: Mario Frigerio.
Scenografia: Alexandre Benois.
Prima rappresentazione: 15 gennaio.
- La dannazione di Faust (La damnation de Faust) di Hector Berlioz (nell'adattamento scenico di Raoul Gunsbourg, traduzione italiana di Ettore Gentili).

Dirige: Tullio Serafin.
Interpreti: Gabriella Gatti (Margherita), Mario Binci (Faust), Tito Gobbi (Mefistofele) e Carlo Forti (Brander).
Regia: Alessandro Sanine.
Coreografia: Aurelio Milloss.
Scenografia: Camillo Parravicini.
Prima rappresentazione: 18 gennaio.
- Andrea Chénier di Umberto Giordano.

Dirige: Tullio Serafin.
Interpreti: Germana Di Giulio (Maddalena), Maria Teresa Bertasi (mulatta Bersi), Ebe Ticozzi (contessa Coigny), Xenia Cindro (Madelon), Beniamino Gigli (Andrea Chénier), Giuseppe Nessi (Incredibile), Luigi Nardi (abate), Carlo Tagliabue (Carlo Gérard), Enrico Campi (Roucher), Michele Cazzato (Fouquier-Tinville), Carmelo Maugeri (sanculotto Mathieu), Giuseppe Menni (romanziere/Dumas), Aristide Baracchi (Fléville), Carlo Ulivi (maestro di casa) e Carlo Forti (Schmidt).
Regia: Alessandro Sanine.
Scenografia: Camillo Parravicini.
Prima rappresentazione: 22 gennaio.
- Sansone e Dalila (Samson et Dalila) di Camille Saint-Saëns, traduzione italiana di Angelo Zanardini.

Dirige: Jonel Perlea.
Interpreti: Ebe Stignani (Dalila), Fiorenzo Tasso (Sansone), Abelardo Martelli (messaggero), Erminio Benatti (1°filisteo), Ugo Savarese (Sommo sacerdote), Carlo Forti (Abimelecco), Cesare Siepi (vecchio ebreo) e Giuseppe Menni (2°filisteo); ballerini Luciana Novaro e Gino Pessina.
Regia: Mario Frigerio.
Coreografia: Rosa Piovella Ansaldo.
Scenografia: Camillo Parravicini.
Prima rappresentazione: 29 gennaio.
- Haensel e Gretel (Hänsel und Gretel) di Engelbert Humperdinck (3° versione, traduzione ritmica di Gustavo Macchi).

Dirige: Antonio Guarnieri.
Interpreti: Tatiana Menotti (Gretel), Bianca Baessato (Sabbiolino-Uomo Nero), Rina De Ferrari (fata Rugiada-Rugiadoso), Lina Zanetti (Haensel), Ebe Ticozzi (Geltrude), Angelica Cravcenco (strega Marzapane), Mario Borriello (Pietro).
Regia: Giuseppe Marchioro.
Scenografia: Mario Zampini.
Prima rappresentazione: 15 febbraio.
- L'amico Fritz di Pietro Mascagni.

Dirige: Antonio Guarnieri.
Interpreti: Fiorella Carmen Forti (Suzel), Laura Alberti (Caterina), Lina Zanetti (Beppe), Giovanni Malipiero/Giacinto Prandelli (Fritz Kobus), Giuseppe Nessi (Federico), Mario Borriello (David), Aristide Baracchi (Hanezò).
Regia: Oscar Saxida Sassi.
Scenografia: Luigi Brilli.
Prima rappresentazione: 20 febbraio.
- Tristan und Isolde di Richard Wagner.

Dirige: Victor de Sabata.
Interpreti: Kirsten Flagstad (Isolde), Elsa Cavelti (Brangäne), Einar Beyron (Tristan), Marcello Cortis (Melot), Gino Del Signore (Seemann), buffo Luigi Nardi (Hirt), Paul Schöffler (Kurwenal), Ferdinand Frantz (König Marke), Eraldo Coda (Steuermann).
Regia: Hans Zimmermann.
Scenografia: Mario Sironi.
Prima rappresentazione: 26 febbraio.
- La traviata di Giuseppe Verdi (2ª versione).

Dirige: Tullio Serafin.
Interpreti: Margherita Carosio (Violetta), Lia Origoni (Flora), Ebe Ticozzi (Annina), Giovanni Malipiero (Alfredo), Gino Del Signore (Gastone), Erminio Benatti (Giuseppe), Ugo Savarese (Giorgio Germont), Michele Mainardi (Douphol), Eraldo Coda (d'Obigny) e Carlo Ulivi (Grenvil/commissionario).
Regia: Giorgio Strehler.
Scenografia: Gianni Ratto.
Coreografia: Aurelio Milloss.
Prima rappresentazione: 6 marzo.
- Peter Grimes di Benjamin Britten, traduzione italiana di Massimo Mila.

Dirige: Tullio Serafin.
Interpreti: Suzanne Danco (Ellen Orford), Ornella Rovero (1°nipote), Rina De Ferrari (2°nipote), Laura Alberti (donna dei pescatori), Ebe Ticozzi (Auntie), Amalia Bertola (sig.ra Sedley), Giacinto Prandelli (Peter Grimes), Gino Del Signore (Bob Boles), Luigi Nardi (rev.Horace Adams), Erminio Benatti (1°pescatore), Scipione Colombo (cap.Balstrode), Mario Borriello (Ned Keene), Abelardo Martelli (2°pescatore), Carlo Ulivi (4°pescatore), Enrico Campi (Swallow), Eraldo Coda (Hobson), Giuseppe Menni (3°pescatore).
Regia: Hanz Zimmermann.
Scenografia: Caspar Neher.
Prima rappresentazione: 11 marzo.
- Manon di Jules Massenet, traduzione italiana di Angelo Zanardini.

Dirige: Antonio Guarnieri.
Interpreti: Mafalda Favero (Manon), Aurora Rettore (Javotte), Renata Villani (Poussette), Laura Alberti (fantesca), Mafalda Chiorboli-Gasperi (Rosette), Giuseppe Di Stefano (cavaliere Des Grieux), Giuseppe Nessi (Guillot), Abelardo Martelli (1°guardia/1º giocatore), Erminio Benatti (oste/2°guardia/2º giocatore), Mario Borriello (sergente Lescaut), Michele Mainardi (De Brétigny), Cesare Siepi (conte Des Grieux).
Regia: Oscar Saxida Sassi.
Scenografia: Giovanni Grandi.
Prima rappresentazione: 15 marzo.
- Don Carlo di Giuseppe Verdi (3ªversione definitiva), traduzione italiana di Achille de Lauzières-Thémines e Angelo Zanardini, adattamento di Antonio Ghislanzoni.

Dirige: Fernando Previtali.
Interpreti: Maria Pedrini (Elisabetta di Valois), Bianca Baessato (voce celeste), Loretta Di Lelio (Tebaldo), Elena Nicolai (principessa Eboli), Teodoro Mazaroff (Don Carlos), Erminio Benatti (conte di Lerma), Abelardo Martelli (araldo), Carlo Tagliabue (Rodrigo di Posa), Tancredi Pasero (Filippo II), Cesare Siepi (Grande Inquisitore) e Eraldo Coda (frate).
Regia: Alessandro Sanine.
Scenografia: Cipriano Efisio Oppo.
Prima rappresentazione: 29 marzo.
- Otello di Giuseppe Verdi (2ª versione).

Dirige: Victor de Sabata.
Interpreti: Maria Caniglia (Desdemona), Anna Maria Canali (Emilia), Ramón Vinay (Otello), Cesare Masini-Sperti (Roderigo), Mario Carlin (Cassio), Gino Bechi (Jago), Aristide Baracchi (Montano), Giuseppe Modesti (Lodovico) e Aldo Bacci (araldo).
Regia: Carlo Piccinato.
Scenografia: Nicola Benois.
Prima rappresentazione: 26 dicembre.
1948
- Luisa di Gustave Charpentier.

Direttore: Franco Capuana.
Prima rappresentazione: 19 settembre.
- Il trovatore di Giuseppe Verdi.

Direttore: Victor De Sabata.
Prima rappresentazione: 26 dicembre.
1949
- La favorita di Gaetano Donizetti, traduzione italiana e revisione di Callisto Bassi.

Direttore: Franco Capuana
Interpreti: Disma De Cecco (Inez), Ebe Stignani (Leonora), Gianni Poggi/Giovanni Malipiero (Fernando), Mariano Carus (Don Gasparo), Paolo Silveri (Alfonso XI), Cesare Siepi (Baldassarre); ballerina Olga Amati.
Regia di Mario Frigerio.
Coreografia di Ugo Dell'Ara.
Scenografia di Alexandre Benois.
Prima rappresentazione: 18 gennaio.
- Manon Lescaut di Giacomo Puccini.

Direttore: Antonino Votto
Interpreti: Elisabetta Barbato (Manon), Maria Montorfano (musico), Mario Del Monaco (Des Grieux), Mariano Caruso (Edmondo), Giuseppe Nessi (maestro di ballo), Mario Carlin (lampionaio), Scipione Colombo (Lescaut), Eraldo Coda (Geronte), Cristiano Dallamangas (oste), Attilio Barbesi (sergente) e Enrico Campi (comandante di marina); mimo Ermanno Savarè (parrucchiere).
Regia di Mario Frigerio.
Scenografia di Giovanni Grandi.
Prima rappresentazione: 21 gennaio.
- Fidelio di Ludwig van Beethoven, revisione di Georg Friedrich Treitschke (edizione in lingua italiana).

Direttore: Jonel Perlea.
Interpreti: Delia Rigal (Leonora-Fidelio), Hilde Güden (Marcellina), Mirto Picchi (Florestano), Angelo Mercuriali (Giacchino), Giuseppe Taddei (Don Pizarro), Boris Christoff (Rocco) e Dario Caselli (Don Fernando).
Regia di Oscar Fritz Schuh.
Scenografia di Felice Casorati.
Prima rappresentazione: 31 gennaio.
- Otello di Giuseppe Verdi.

Direttore: Victor de Sabata.
Interpreti: Renata Tebaldi (Desdemona), Anna Maria Canali (Emilia), Ramón Vinay (Otello), Gino Penno/Cesare Masini-Sperti (Roderigo), Mariano Caruso/Mario Carlin (Cassio), Gino Bechi/Paolo Silveri (Jago), Enrico Campi/Aristide Baracchi (Montano), Giuseppe Modesti (Lodovico) e Attilio Barbesi/Aldo Bacci (araldo).
Regia di Carlo Piccinato.
Scenografia di Nicola Benois.
Prima rappresentazione: 5 febbraio.
- Kovancina di Modest Petrovič Musorgskij (revisione, orchestrazione e completamento di Nikolaj Andreevič Rimskij-Korsakov; traduzione italiana di Rinaldo Küfferle).

Direzione e regia di Issay Dobrowen.
Interpreti: Silvana Zanolli (Emma), Fedora Barbieri (Marfa), Francesco Albanese (Andrea Kovanskij), Pablo Civil (Basilio Golitzyn), Giuseppe Nessi (scrivano/Stresnev/confidente), Giovanni Inghilleri/Scipione Colombo (boiardo Shvaklovitij), Nicola Rossi-Lemeni (Ivan Kovanskij), Boris Christoff (Dositeo), Cristiano Dalamangas (Varsonovjev), Enrico Campi (Kuska), Dario Caselli (1°strelez), Attilio Barbesi (2°strelez) e Eraldo Coda (3°strelez/pastore).
Scenografia di Nicola Benois.
Prima rappresentazione: 9 febbraio.
- Carmen di Georges Bizet (edizione in lingua italiana di Antonio de Lauzières).

Direttore: Antonino Votto.
Interpreti: Fedora Barbieri (Carmen), Vera C. Montanari (Micaëla), Nerina Ferrari (Frasquita), Ebe Ticozzi (Mercédès), Ramón Vinay (Don José), Giuseppe Nessi (Remendado), Paolo Silveri (Escamillo), Eraldo Coda (Zuniga), Enrico Campi (Dancaïre), Attilio Barbesi (Moralès); ballerine Luciana Novaro, Vera Colombo e Gilda Maiocchi, ballerini Giovanni Brinati, Ugo Dell'Ara, Gino Pessina e Walter Venditti.
Regia e scenografia di Gustav Olah.
Coreografia di Léonide Massine.
Prima rappresentazione: 25 febbraio (5 rappresentazioni).
- Hansel e Gretel di Engelbert Humperdinck (traduzione italiana di Gustavo Macchi).

Direttore: Nino Sanzogno.
Interpreti: Tatiana Menotti (Gretel), Rina De Ferrari (fata Rugiada-nano Rugiadoso), Bianca Baessato (mago Sabbiolino-Uomo Nero), Giulietta Simionato (Hansel), Ebe Ticozzi (Geltrude), Angelica Cravcenco (strega Marzapane), Mario Borriello (Pietro).
Scenografia di Mario Zampini.
Prima rappresentazione: 5 marzo.
- Andrea Chénier di Umberto Giordano.

Direttore: Victor de Sabata.
Interpreti: Renata Tebaldi (Maddalena), Silvana Zanolli (mulatta Bersi), Ebe Ticozzi (contessa di Coigny), Fedora Barbieri (Madelon), Mario Del Monaco (Andrea Chénier), Mariano Caruso (Incredibile), Giuseppe Nessi (abate), Paolo Silveri (Carlo Gérard), Carmelo Maugeri (sanculotto Mathieu), Giuseppe Modesti (Roucher), Attilio Barbesi (Fléville), Eraldo Coda (Fouquier-Tinville), Enrico Campi (Schmidt), Carlo Ulivi (maestro di casa) e Giuseppe Menni (Dumas).
Regia di Mario Frigerio.
Scenografia di Alexandre Benois.
Prima rappresentazione: 6 marzo.
- Lucia di Lammermoor di Gaetano Donizetti.

Direttore: Franco Capuana.
Interpreti: Margherita Carosio (Lucia), Ebe Ticozzi (Alisa), Gino Del Signore (Arturo Buklaw), Gianni Poggi (Edgardo), Gino Penno (Normanno), Paolo Silveri (Enrico Ashton), Marco Stefanoni (Raimondo).
Regia di Mario Frigerio.
Scenografia di Alexandre Benois.
Prima rappresentazione: 12 marzo.
- Regina Uliva di Giulio Cesare Sonzogno.

Direttore: Franco Capuana.
Interpreti: Delia Rigal (Uliva), Anna Maria Marcucci (vecchia), Bianca Baessato (1°donna), Greta Rapisardi (2°donna), Jolanda Gardino (madre del re), Silvana Zanolli (damigella), Ebe Ticozzi (badessa), Nerina Ferrari (ostessa), Francesco Albanese (re di Castiglia), Mario Carlin (oste), Gino Penno (cavaliere/guerriero), Mario Bernuzzi (cacciatore), Giuseppe Taddei (sconosciuto), Carlo Ulivi (2°ministro), Attilio Barbesi (sgherro/cancelliere), Giuseppe Modesti (imperatore), Eraldo Coda (Gruffagna), Enrico Campi (Rinaldo) e Dario Caselli (1°ministro).
Regia di Giuseppe Marchioro.
Scenografia di Mario Vellani Marchi.
Prima rappresentazione assoluta: 17 marzo.
- Il matrimonio segreto di Domenico Cimarosa.

Direttore: Mario Rossi.
Interpreti: Hilde Güden (Elisetta), Alda Noni (Carolina), Fedora Barbieri (Fidalma), Tito Schipa (Paolino), Boris Christoff (conte Robinson) e Sesto Bruscantini (Geronimo).
Scenografia di Gianni Ratto.
Prima rappresentazione: 22 marzo.
- La forza del destino di Giuseppe Verdi (traduzione italiana di Andrea Maffei, rielaborato da Antonio Ghislanzoni).

Direttore: Victor de Sabata
Interpreti: Elisabetta Barbato (Leonora), Giulietta Simionato (Preziosilla), Ebe Ticozzi (Curra), Mario Filippeschi (Don Alvaro), Giuseppe Nessi (mastro Trabuco), Paolo Silveri (Don Carlo di Vargas), Saturno Meletti (fra Melitone), Dario Caselli (marchese Calatrava), Boris Christoff (padre guardiano), Enrico Campi (alcalde) e Carlo Ulivi (chirurgo); ballerini Dora Ricci e Gino Pessina.
Regia di Carlo Piccinato.
Coreografia di Ugo Dell'Ara.
Scenografia di Nicola Benois.
Prima rappresentazione: 30 marzo.
- Pelléas et Mélisande di Claude Debussy.

Interpreti: Géori Boué (Mélisande), Jacqueline Cellier (Yniold), Solange Michel (Geneviève), Roger Bourdin (Pelléas), Gabriel Marc Jullia (médecin), Henri-Bertrand Etcheverry (Golaud), Henri Médus (Arkël).
Prima rappresentazione: 7 aprile.
- Londra di Avon (The Household Musician) di Inglis Gundry.

Prima rappresentazione assoluta: 11 aprile.
- I puritani di Vincenzo Bellini (prima versione).

Direttore: Franco Capuana.
Interpreti: Margherita Carosio (Elvira Valton), Ebe Ticozzi (Enrichetta di Villa Forte-Henriette de France), Eugene Conley (Lord Arturo Talbo-Arthur Talbot), Cesare Masini-Sperti (Sir Bruno Robertson), Carlo Tagliabue (Sir Riccardo-Richard Forth), Dario Caselli (Lord Gualtiero Valton-Walter Walton) e Cesare Siepi (Sir Giorgio-George Valton).
Regia di Carlo Piccinato.
Scenografia di Nicola Benois.
Prima rappresentazione: 12 aprile (alla presenza del Presidente della Repubblica Luigi Einaudi).
- La valchiria di Richard Wagner.

Direttore: Victor de Sabata.
Interpreti: Maria Reining (Sieglinde), Kirsten Flagstad (Brünnhilde), Vera Mansinger (Gerhilde), Karen Marie Cerkal (Ortlinde), Jarmila Barton (Helmwige), Leni Munch (Grimgerde), Ria Höckh (Siegrune), Elisabeth Höngen (Fricka), Waltraute Demmer (Waltraute), Friedel Kurz (Schwertleite), Kathleen Kersting (Rossweise), Max Lorenz (Siegmund), Emanuel List (Hunding) e Ferdinand Frantz (Wotan).
Scenografia di Nicola Benois.
Prima rappresentazione: 21 aprile.
- I racconti di Hoffmann di Jacques Offenbach.

Direttore: Nino Sanzogno.
Interpreti: Tatiana Menotti (Olimpia), Hilde Güden (Antonia), Mafalda Favero (Giulietta), Anna Maria Canali (Nicklausse/madre), Maria Amadini (voce/fantasma), Giovanni Malipiero (Hoffmann), Mario Carlin (Nathanael), Gino Del Signore (Spalanzani), Giuseppe Nessi (Andrea/Cocciniglia/Pitichinacchio/Franz), Giuseppe Taddei (Lindorf/Coppelio/Dappertutto/dr.Miracolo), Enrico Campi (Hermann), Attilio Barbesi (Schlemil/Guglielmo/vagabondo), Eraldo Coda (Crespel), Mario Bernuzzi (mastro Lutero); ballerina Olga Osciurkova (Stella).
Regia di Guido Salvini.
Scenografia di Alberto Savinio.
Prima rappresentazione alla Scala: 6 maggio (4 rappresentazioni).
- Il cordovano di Goffredo Petrassi (su libretto di Eugenio Montale).

Direttore: Nino Sanzogno.
Interpreti: Emma Tegani (Lorenza), Dora Gatta (Cristina), Jolanda Gardino (Hortigosa), Vladimiro Badiali (compare), Mario Carlin (musico), Enrico Campi (guardia) e Fernando Corena (Cannizares).
Regia di Giorgio Strehler.
Coreografia di Ugo Dell'Ara.
Scenografia di Giulio Coltellacci.
Prima rappresentazione assoluta: 12 maggio.
e
Le pauvre matelot di Darius Milhaud.
Direttore: Nino Sanzogno.
Interpreti: Mafalda Favero (femme), Giovanni Malipiero (matelot), Giovanni Inghilleri (ami), Augusto Beuf (beau-père).
Regia di Alessandro Brissoni.
Scenografia di Carlo Ighina.
- La bohème di Giacomo Puccini.

Direttore: Victor de Sabata.
Interpreti: Margherita Carosio (Mimì), Alda Noni (Musetta), Gianni Poggi (Rodolfo), Mario Carlin (Parpignol), Paolo Silveri (Marcello), Attilio Barbesi (Schaunard), Cesare Siepi (Colline), Eraldo Coda (Benoît), Fernando Corena (Alcindoro), Carlo Ulivi (sergente) e Giuseppe Menni (doganiere).
Regia di Giovacchino Forzano.
Scenografia di Nicola Benois.
Prima rappresentazione: 26 dicembre.
- Boris Godunov di Modest Petrovič Musorgskij (terza versione, traduzione italiana di Mikhail Osipovich ed Enrico Palermi).

Direzione e regia di Issay Dobrowen.
Interpreti: Disma De Cecco (Xenia), Ebe Ticozzi (nutrice), Fedora Barbieri (Marina), Mafalda Masini (Teodoro), Angelica Cravcenco (ostessa), Aleksandr Vesselovskij (Vassili Sciuisky), Mirto Picchi (Grigori-Dimitri), Giuseppe Nessi (Missail), Giulio Scarinci (boiardo), Angelo Mercuriali (innocente), Giovanni Fabbri (Andrea Celkalov), Aristide Baracchi (Lovitzki), Erminio Benatti (Krutsciov), Attilio Barbesi (Cernikovskij/Nikitich), Boris Christoff (Boris Godunov), Giuseppe Modesti (Pimen/Rangoni), Raffaele Ariè (Varlaam) e Eraldo Coda (guardia frontiera/voce interna/Mitjuscia).
Scenografia di Nicola Benois.
Prima rappresentazione: 31 dicembre.

#### 1950-59
1950
- Falstaff di Giuseppe Verdi.

Direttore: Victor de Sabata.
Prima rappresentazione: 6 gennaio (7 rappresentazioni).
- Aida di Giuseppe Verdi.

Direttore: Antonino Votto.
Prima rappresentazione: 12 febbraio (10 rappresentazioni).
- Arianna a Nasso di Richard Strauss.

Direttore: Issay Dobrowen con Victoria de los Ángeles, Alda Noni, Gino Penno, Gino Del Signore, Angelo Mercuriali, Enrico Campi ed Edoardo Toniolo.
Prima rappresentazione: 27 maggio.
- Otello di Giuseppe Verdi.

Direttore: Victor de Sabata.
Prima rappresentazione: 26 dicembre (4 rappresentazioni).
- Tannhäuser di Richard Wagner.

Direttore e regista: Herbert von Karajan.
Prima rappresentazione: 27 dicembre (5 rappresentazioni).
1951
- Andrea Chénier di Umberto Giordano.

Direttore: Victor de Sabata.
Interpreti: Maria Caniglia (Maddalena), Bruna Ronchini-Senni (Madelon), Simona Dall'Argine (contessa Coigny), Silvana Zanolli (mulatta Bersi), Mario Del Monaco (Andrea Chénier), Mariano Caruso (Incredibile), Mario Carlin (abate), Giuseppe Taddei (Carlo Gérard), Giuseppe Modesti (Roucher), Enrico Campi (Fouquier-Tinville), Michele Cazzato (sanculotto Mathieu), Dario Caselli (Fléville), Giuseppe Menni (maestro di casa) e Carlo Ulivi (Schmidt/romanziere/Dumas)
Regia di Mario Frigerio.
Scenografia di Alexandre Benois.
Prima rappresentazione: 4 gennaio (4 rappresentazioni).
- Don Giovanni di Wolfgang Amadeus Mozart.

Direttore e regista: Herbert von Karajan.
Prima rappresentazione: 15 gennaio (5 rappresentazioni).
- Il console di Gian Carlo Menotti.

Direttore: Nino Sanzogno
regista: Gian Carlo Menotti.
Prima rappresentazione: 22 gennaio (4 rappresentazioni).
- La traviata di Giuseppe Verdi.

Direttore: Victor de Sabata.
Prima rappresentazione: 3 febbraio (7 rappresentazioni).
- Oberto, Conte di San Bonifacio di Giuseppe Verdi.

Direttore: Franco Capuana.
Prima rappresentazione: 13 febbraio (5 rappresentazioni).
- Aida di Giuseppe Verdi.

Direttore: Victor de Sabata.
Prima rappresentazione: 20 febbraio (6 rappresentazioni).
- La Cecchina ossia La buona figliuola di Niccolò Piccinni.

Direttore e regista: Franco Capuana.
Prima rappresentazione: 24 febbraio (4 rappresentazioni).
- Il combattimento di Tancredi e Clorinda di Claudio Monteverdi e L'elisir d'amore di Gaetano Donizetti.

Direttore: Argeo Quadri.
Prima rappresentazione: 9 marzo (7 rappresentazioni).
- La leggenda dell'invisibile città di Kitež e della fanciulla Fevronija di Nikolaj Andreevič Rimskij-Korsakov.

Direttore e regista: Issay Dobrowen.
Prima rappresentazione: 17 marzo (5 rappresentazioni).
- Parsifal di Richard Wagner.

Direttore e regista: Wilhelm Furtwängler con Josef Greindl (Gurnemanz).
Prima rappresentazione: 24 marzo (4 rappresentazioni).
- Orfeo ed Euridice di Christoph Willibald Gluck.

Direttore e regista: Wilhelm Furtwängler.
Prima rappresentazione: 7 aprile (4 rappresentazioni).
- Lucrezia Borgia di Gaetano Donizetti.

Direttore e regista: Franco Capuana.
Prima rappresentazione: 12 aprile (4 rappresentazioni).
- Werther di Jules Massenet.

Direttore e regista: Franco Capuana.
Prima rappresentazione: 18 aprile (6 rappresentazioni).
- Falstaff di Giuseppe Verdi.

Direttore: Victor de Sabata.
Prima rappresentazione: 5 giugno (2 rappresentazioni).
- I vespri siciliani di Giuseppe Verdi.

Direttore: Victor de Sabata.
Interpreti: Maria Callas (duchessa Elena), Mafalda Masini (Ninetta), Eugenio Conley (Arrigo), Luciano Della Pergola (Danieli), Vittorio Pandano (Tebaldo) Gino Del Signore (Manfredo), Enzo Mascherini (Guido di Monforte), Giovanni Fabbri (sire di Bethune), Luigi Sgarro (conte Vaudemont), Boris Christoff (Giovanni da Procida) Enrico Campi (Roberto).
Regia di Herbert Graf.
Coreografia di Aurelio Milloss.
Scenografia di Nicola Benois.
Prima rappresentazione: 7 dicembre.
1952

(elenco incompleto)
- Falstaff di Giuseppe Verdi.

Direttore: Victor de Sabata.
Prima rappresentazione: 26 maggio (3 rappresentazioni).
- Macbeth di Giuseppe Verdi.

Direttore: Victor de Sabata.
Prima rappresentazione: 7 dicembre.
1953

(elenco incompleto)
- Lohengrin di Richard Wagner (per la prima volta in lingua originale).

Direttore: Herbert von Karajan.
Interpreti: Elisabeth Schwarzkopf (Elsa), Martha Mödl (Ortrud), Wolfgang Windgassen (Lohengrin), Gustav Neidlinger (Telramund) Enrico Campi e John Metternich (Heerrufer), Otto Edelmann (Heinrich der Vogler),
Regia di Herbert von Karajan.
Scenografia di Emil Preetorius.
Prima rappresentazione: 10 gennaio (6 rappresentazioni).
- La Wally di Alfredo Catalani.

Direttore: Carlo Maria Giulini.
Prima rappresentazione: 7 dicembre.
1954

(elenco incompleto)
- La Vestale di Gaspare Spontini.

Fra gli interpreti: Maria Callas.
Direttore: Victor de Sabata.
Regia: Luchino Visconti.
Prima rappresentazione: 7 dicembre.
1955

(elenco incompleto)
- Carmen di Georges Bizet (edizione in lingua originale).

Direttore: Herbert von Karajan.
Prima rappresentazione: 18 gennaio (6 rappresentazioni).
- La Traviata di Giuseppe Verdi.

Fra gli interpreti: Maria Callas (Violetta) Giuseppe Di Stefano (Alfredo) ed Ettore Bastianini (Germont).
Direttore: Carlo Maria Giulini.
Regia: Luchino Visconti.
Scene e costumi: Lila de Nobili.
Prima rappresentazione: 28 maggio.
- Norma di Vincenzo Bellini.

Prima rappresentazione: 7 dicembre.
1956

(elenco incompleto)
- La Traviata di Giuseppe Verdi.

Fra gli interpreti: Maria Callas (Violetta).
Direttore: Carlo Maria Giulini.
Regia: Luchino Visconti.
Scene e costumi: Lila de Nobili.
- Aida di Giuseppe Verdi.

Direttore: Antonino Votto
Prima rappresentazione: 7 dicembre.
1957

(elenco incompleto)
- I dialoghi delle Carmelitane di Francis Poulenc.

Prima rappresentazione assoluta: 26 gennaio.
- Falstaff di Giuseppe Verdi.

Direttore: Herbert von Karajan/Antonio Tonini.
Prima rappresentazione: 11 marzo (5 rappresentazioni).
- Louise (opera) di Gustave Charpentier.

Direttore: André Cluytens
Fra gli interpreti: Nicola Rossi-Lemeni e Fiorenza Cossotto.
Prima rappresentazione: 16 maggio
- Un ballo in maschera di Giuseppe Verdi.

Direttore: Gianandrea Gavazzeni;
Prima rappresentazione: 7 dicembre.
1958

(elenco incompleto)
- L'Heure espagnole di Maurice Ravel.

Direttore: Nino Sanzogno.
Prima rappresentazione: 31 gennaio.
- Turandot di Giacomo Puccini.

Direttore: Antonino Votto.
Regia di Margherita Wallmann.
Prima rappresentazione: 7 dicembre.
1959

(elenco incompleto)
- Der fliegende Holländer di Richard Wagner.

Direttore: Hans Knappertsbusch.
Prima rappresentazione: 12 febbraio (5 rappresentazioni).
- Carmen di Georges Bizet (edizione in lingua italiana di Antonio de Lauzières).

Direttore: Nino Sanzogno (le rappresentazioni di luglio, nell'ambito della Stagione lirica estiva, sono dirette da Lovro von Matačić e Antonio Tonini).
Prima rappresentazione: 9 aprile (12 rappresentazioni).
- Otello di Giuseppe Verdi;

Prima rappresentazione: 7 dicembre.

#### 1960-69
1960
- Carmen di Georges Bizet (edizione in lingua italiana di Antonio de Lauzières).

Direttore: Nino Sanzogno.
Prima rappresentazione: 1º febbraio (16 rappresentazioni).
- Poliuto di Gaetano Donizetti.

Direttore: Antonino Votto.
Regia di Herbert Graf
Prima rappresentazione: 7 dicembre.
1961
- I racconti di Hoffmann di Jacques Offenbach (seconda versione, completata da Ernest Guiraud, traduzione italiana di Angelo Zanardini).

Direttore: Nino Sanzogno.
Interpreti: Nicola Filacuridi (Hoffmann), Virginia Zeani (Stella/Olimpia/Antonia/Giulietta), Olga Gherardi (Musa), Anna Maria Rota (Nicklausse), Clara Foti (madre/musa/voce fantasma), Walter Gullino (Nathanael), Renato Ercolani (Andrea/Cocciniglia/Franz/Pitichinacchio), Piero De Palma (Spalanzani), Giuseppe Morresi (Crespel), Nicola Rossi-Lemeni (Lindorf/Coppelius/dr.Miracolo/Dappertutto), Antonio Cassinelli (Hermann), Carlo Forti (Schlemil/Guglielmo/vagabondo), Franco Calabrese (mastro Lutero).
Regia di Herbert Graf.
Coreografia di Giulio Perugini.
Scenografia di Veniero Colasanti e John Moore.
Prima rappresentazione: 3 maggio (4 rappresentazioni).
- La battaglia di Legnano di Giuseppe Verdi.

Direttore: Gianandrea Gavazzeni.
Interpreti: Antonietta Stella (Lida), Aurora Cattelani (Imelda), Franco Corelli (Arrigo), Rinaldo Pelizzoni (scudiero/araldo), Ettore Bastianini (Rolando), Virgilio Carbonari (Marcovaldo), Marco Stefanoni (Barbarossa), Antonio Zerbin (podestà di Como), Agostino Ferrin (2°console) e Silvio Maionica (1°console).
Regia di Margherita Wallmann.
Scenografia di Luciano Damiani.
Prima rappresentazione: 7 dicembre.
- Falstaff di Giuseppe Verdi.

Direttore: Antonino Votto.
Prima rappresentazione: 22 dicembre (8 rappresentazioni).
1962
- Il trovatore di Giuseppe Verdi.

Direttore: Gianandrea Gavazzeni.
Regia: Giorgio De Lullo.
Prima rappresentazione: 7 dicembre.
1963
- Carmen di Georges Bizet (edizione in lingua italiana di Antonio de Lauzières).

Direttore: Nino Sanzogno.
Prima rappresentazione: 14 marzo (9 rappresentazioni).
- Falstaff di Giuseppe Verdi.

Direttore: Nino Sanzogno.
Prima rappresentazione: 11 aprile (4 rappresentazioni).
- Era proibito di Luciano Chailly.

Prima rappresentazione assoluta.
- Donna Rosita nubile di Renzo Rossellini.

Prima rappresentazione assoluta.
- Passaggio di Luciano Berio.

Prima rappresentazione assoluta.
- Mutazioni di Vittorio Fellegara.

Prima rappresentazione assoluta.
- Cavalleria rusticana-L'amico Fritz di Pietro Mascagni.

Direttore: Gianandrea Gavazzeni.
Regia: Franco Enriquez.
Prima rappresentazione: 7 dicembre.
1964
- Turandot di Giacomo Puccini.

Direttore: Gianandrea Gavazzeni.
Regia di Margherita Wallmann.
Prima rappresentazione: 7 dicembre.
- La traviata di Giuseppe Verdi.

Direttore: Herbert von Karajan.
Fra gli interpreti: Mirella Freni (Violetta).
Regia: Franco Zeffirelli.
Prima rappresentazione: 17 dicembre.
1965
- Lohengrin di Richard Wagner.

Direttore: Wolfgang Sawallisch.
Interpreti: Ingrid Bjoner (Elsa), Astrid Varnay (Ortrud), Jess Thomas (Lohengrin), Gustav Neidlinger (Telramund), Tom Krause (Heerrufer), Franz Crass (Heinrich der Vogler).
Regia di Peter Lehmann.
Scenografia di Bernard Daydé.
Prima rappresentazione: 18 marzo (3 rappresentazioni).
- La forza del destino di Giuseppe Verdi.

Direttore: Gianandrea Gavazzeni.
Prima rappresentazione: 7 dicembre.
1966
- Der fliegende Holländer di Richard Wagner.

Direttore: Wolfgang Sawallisch.
Prima rappresentazione: 3 febbraio (5 rappresentazioni).
- Nabucco di Giuseppe Verdi.

Prima rappresentazione: 7 dicembre.
1967
- Falstaff di Giuseppe Verdi.

Direttore: Antonino Votto.
Prima rappresentazione: 15 maggio (6 rappresentazioni).
Stagione lirica, 379ª dalla fondazione del teatro
- Lucia di Lammermoor di Gaetano Donizetti.

Direttore: Claudio Abbado.
Prima rappresentazione: 7 dicembre.
1968
Stagione lirica, 380ª dalla fondazione del teatro
- Don Carlo di Giuseppe Verdi.

Direttore: Claudio Abbado.
Prima rappresentazione: 7 dicembre.
1969
Stagione lirica, 381ª dalla fondazione del teatro
- Ernani di Giuseppe Verdi.

Direttore: Antonino Votto.
Prima rappresentazione: 7 dicembre.

#### 1970-79
1970
Stagione lirica, 382ª dalla fondazione del teatro
- I vespri siciliani di Giuseppe Verdi.

Direttore: Gianandrea Gavazzeni.
Prima rappresentazione: 7 dicembre.
1971
Stagione lirica, 383ª dalla fondazione del teatro
- Simon Boccanegra di Giuseppe Verdi.

Direttore: Claudio Abbado.
Regia di Giorgio Strehler.
Prima rappresentazione: 7 dicembre.
1972
- Carmen di Georges Bizet (edizione in lingua originale).

Direttore: Georges Prêtre.
Prima rappresentazione: 17 gennaio (16 rappresentazioni).
Stagione d'opera e balletto, 384ª dalla fondazione del teatro
- Un ballo in maschera di Giuseppe Verdi.

Direttore: Gianandrea Gavazzeni.
Prima rappresentazione: 7 dicembre.
1973
Stagione d'opera e balletto, 385ª dalla fondazione del teatro
- L'italiana in Algeri di Gioachino Rossini.

Prima rappresentazione: 7 dicembre.
1974
- Carmen di Georges Bizet.

Direttore: Georges Prêtre.
Prima rappresentazione: 29 aprile (8 rappresentazioni).
Stagione d'opera e balletto, 386ª dalla fondazione del teatro
- Fidelio di Ludwig van Beethoven.

Prima rappresentazione: 7 dicembre.
1975
Stagione d'opera e balletto, 387ª dalla fondazione del teatro
- Macbeth di Giuseppe Verdi.

Direttore: Claudio Abbado.
Prima rappresentazione: 7 dicembre.
1976
Stagione d'opera e balletto, 388ª dalla fondazione del teatro
- Otello di Giuseppe Verdi.

Direttore: Carlos Kleiber.
Regia: Franco Zeffirelli.
Prima rappresentazione: 7 dicembre.
1977
Stagione del bicentenario, 389ª dalla fondazione del teatro
- Don Carlo di Giuseppe Verdi.

Direttore: Claudio Abbado.
Regia: Luca Ronconi.
Prima rappresentazione: 7 dicembre.
1978
Stagione del bicentenario, 390ª dalla fondazione del teatro
- Simon Boccanegra di Giuseppe Verdi.

Direttore: Claudio Abbado.
Prima rappresentazione: 7 dicembre.
1979
Stagione d'opera e balletto, 391ª dalla fondazione del teatro
- Boris Godunov di Modest Mussorgskij.

Direttore: Claudio Abbado.
Prima rappresentazione: 7 dicembre.

#### 1980-89
1980
Stagione d'opera e balletto, 392ª dalla fondazione del teatro
- Falstaff di Giuseppe Verdi.

Direttore: Lorin Maazel.
Regia: Giorgio Strehler.
Prima rappresentazione: 7 dicembre.
1981
Stagione d'opera e balletto, 393ª dalla fondazione del teatro
- Lohengrin di Richard Wagner.

Direttore: Claudio Abbado.
Interpreti: Anna Tomowa-Sintow (Elsa), Elizabeth Connell (Ortrud), René Kollo (Lohengrin), Siegmund Nimsgern (Telramund), Hartmut Welker (Heerrufer), Aage Haugland (Heinrich der Vogler).
Regia di Giorgio Strehler.
Coreografia di Marise Flach.
Scenografia di Ezio Frigerio.
Prima rappresentazione: 7 dicembre (8 rappresentazioni).
Trasmesso in diretta alle 19,30 da Rai Radio3
1982
- Falstaff di Giuseppe Verdi.

Direttore: Lorin Maazel.
Prima rappresentazione: 8 gennaio (4 rappresentazioni).
Stagione d'opera e balletto, 394ª dalla fondazione del teatro
- Ernani di Giuseppe Verdi.

Direttore: Riccardo Muti.
Prima rappresentazione: 7 dicembre.
- Andrea Chénier di Umberto Giordano.

Direttore: Riccardo Chailly.
Prima rappresentazione: 23 dicembre (11 rappresentazioni).
1983
- Lohengrin di Richard Wagner.

Direttore: Claudio Abbado.
Interpreti: Sabine Hass (Elsa), Eva Randová (Ortrud), Peter Hofmann (Lohengrin), Franz Ferdinand Nentwig (Telramund), Hartmut Welker (Heerrufer), Hans Sotin (Heinrich der Vogler).
Regia di Giorgio Strehler ripresa da Carlo Battistoni.
Coreografia di Marise Flach.
Scenografia di Ezio Frigerio.
Prima rappresentazione: 14 aprile (5 rappresentazioni).
Stagione d'opera e balletto, 395ª dalla fondazione del teatro
- Turandot di Giacomo Puccini.

Direttore: Lorin Maazel.
Prima rappresentazione: 7 dicembre.
1984
- Samstag aus Licht di Karlheinz Stockhausen.

Prima rappresentazione assoluta.
Stagione d'opera e balletto, 396ª dalla fondazione del teatro
- Carmen di Georges Bizet.

Direttore: Claudio Abbado.
Prima rappresentazione: 7 dicembre (10 rappresentazioni).
Trasmesso in diretta alle 19,50 da Raiuno.
1985
Stagione d'opera e balletto, 397ª dalla fondazione del teatro
- Aida di Giuseppe Verdi.

Direttore: Lorin Maazel.
Regia: Luca Ronconi.
Prima rappresentazione: 7 dicembre.
Trasmesso in diretta alle 19,55 su Raidue e su Rai Radio 3
1986
Stagione d'opera e balletto, 398ª dalla fondazione del teatro
- Nabucco di Giuseppe Verdi.

Direttore: Riccardo Muti.
Prima rappresentazione: 7 dicembre.
Trasmesso in diretta alle 19,45 su Raitre e Rai Radio 3
1987
Stagione d'opera e balletto, 399ª dalla fondazione del teatro
- Don Giovanni di Wolfgang Amadeus Mozart.

Direttore: Riccardo Muti.
Regia di Giorgio Strehler.
Prima rappresentazione: 7 dicembre.
Trasmesso in diretta alle 19,55 su Rai Radio 3
1988
- Der fliegende Holländer di Richard Wagner.

Direttore: Riccardo Muti/Walter Weller.
Prima rappresentazione: 22 marzo (9 rappresentazioni).
- Montag aus Licht di Karlheinz Stockhausen.

Prima rappresentazione assoluta: 7 maggio.
Stagione d'opera e balletto, 400ª dalla fondazione del teatro
- Guglielmo Tell di Gioachino Rossini.

Direttore: Riccardo Muti.
Regia: Luca Ronconi.
Prima rappresentazione: 7 dicembre.
Trasmesso in diretta alle 18,55 su Rai Radio 3
1989
- Falstaff di Giuseppe Verdi.

Direttore: Richard Armstrong.
Prima rappresentazione: 20 maggio (3 rappresentazioni).
Stagione d'opera e balletto, 401ª dalla fondazione del teatro
- I vespri siciliani di Giuseppe Verdi.

Direttore: Riccardo Muti.
Prima rappresentazione: 7 dicembre.
Trasmesso in diretta alle 19,25 su Rai Radio 3

#### 1990-99
1990
- La traviata di Giuseppe Verdi.

Direttore: Riccardo Muti.
Fra gli interpreti: Tiziana Fabbricini (Violetta).
Regia: Liliana Cavani.
Prima rappresentazione: 21 aprile.
Stagione d'opera e balletto, 402ª dalla fondazione del teatro
- Idomeneo di Wolfgang Amadeus Mozart.

Direttore: Riccardo Muti.
Prima rappresentazione: 7 dicembre.
1991
Stagione d'opera e balletto, 403ª dalla fondazione del teatro
- Parsifal di Richard Wagner.

Direttore: Riccardo Muti.
Prima rappresentazione: 7 dicembre.
1992
- Fra Diavolo di Daniel-François-Esprit Auber (recitativi cantati di Berardi, revisione del compositore, traduzione italiana di Manfredo Maggioni).

Direttore: Bruno Campanella.
Interpreti: Luciana Serra/Sumi Jo (Zerlina), Martha Senn/Francesca Franci (Lady Pamela), Giuseppe Sabbatini/Luca Canonici (Fra Diavolo), Sergio Bertocchi (Beppo), Francesco Piccoli/Aldo Bertolo (Lorenzo), Ernesto Gavazzi/Silvestro Sammaritano (paesano/soldato), Alessandro Corbelli/Bruno Praticò (Lord Rochburg), Luigi Roni/Ernesto Panariello (Matteo), Gianluca Valenti (Francesco), Mario Luperi/Aldo Bramante (Giacomo); ballerini Alessandro Grillo e Massimiliano Volpe.
Regia: Jérome Savary.
Coreografia: Giuseppe Urbani e Anna Maria Prina.
Scenografia: Jacques Schmidt.
Prima rappresentazione: 15 gennaio.
- Arabella di Richard Strauss (seconda versione).

Direttore: Wolfgang Sawallisch.
Interpreti: Felicity Lott/Nancy Gustafson (Arabella), Julie Kaufmann/Angela Maria Blasi (Zdenka), Patrizia Dordi (Kartenaufschlägerin), Ulrike Steinsky/Fernanda Costa (Fiakermilli), Margarete Hintermeier/Gertrude Jahn (Adelaide), Markus Haddok/David Keubler (Matteo), Kenneth Garrison/Ezio Di Cesare (Graf Elemer), Roberto Lun (Jankel), Bobby Boe (Djura) e Walter Gullino (Zimmerkellner), Bernd Weivil/Alan Titus (Mandryka), Alfred Kuhn (Graf Waldner), Vincenzo Manno (Welko), lirico Enzo Capuano (Graf Dominik), Piero Guarnera (Graf Lamoral), Aldo Bramante (1°Spieler), Ernesto Panariello (2°Spieler) e Silvestro Sammaritano (3°Spieler).
Regia: Helmut Lehberger (da Peter Beauvais).
Scenografia: Jürgen Rose.
Prima rappresentazione: 1º febbraio.
Stagione d'opera e balletto, 404ª dalla fondazione del teatro
- Don Carlo di Giuseppe Verdi.

Direttore: Riccardo Muti.
Interpreti: Daniela Dessì (Elisabetta di Valois), Nuccia Focile (voce celeste), Marilena Laurenza (Tebaldo), Luciana d'Intino (principessa Eboli), Luciano Pavarotti (Don Carlos), Orfeo Zanetti (conte di Lerma), Mario Bolognesi (araldo), Paolo Coni (Rodrigo di Posa), Samuel Ramey (Filippo II), Alexander Anisimov (Grande Inquisitore), Georg Emil Crasnaru (frate), Aldo Bramante (1°deputato fiammingo/inquisitore), Giorgio Giuseppini (2°deputato/inquisitore), Ernesto Panariello (3°deputato/inquisitore), Giacomo Prestia (4°deputato/inquisitore), Silvestro Sammaritano (5°deputato/inquisitore) e Enrico Turco (6°deputato/inquisitore).
Regia: Franco Zeffirelli.
Prima rappresentazione: 7 dicembre.
1993
- Falstaff di Giuseppe Verdi.

Direttore: Riccardo Muti.
Prima rappresentazione: 21 giugno (7 rappresentazioni).
Stagione d'opera e balletto, 405ª dalla fondazione del teatro
- La Vestale di Gaspare Spontini.

Direttore: Riccardo Muti.
Prima rappresentazione: 7 dicembre.
1994
Stagione d'opera e balletto, 406ª dalla fondazione del teatro
- Die Walkure di Richard Wagner.

Direttore: Riccardo Muti.
Prima rappresentazione: 7 dicembre.
1995
- I racconti di Hoffmann di Jacques Offenbach (seconda versione, completata da Ernest Guiraud).

Direttore: Riccardo Chailly.
Interpreti: Neil Shicoff (Hoffmann), Natalie Dessay (Olimpia), Christina Gallardo Domas (Antonia), Denyce Graves (Giulietta), Susanne Mentzer (Nicklausse/Musa), Anna Catarci (Stella), Mariana Pentcheva (voce della madre/fantasma), Renzo Casellato (Andrès/Cochenille/Pitichinacchio/Frantz), Sergio Bertocchi (Spalanzani), Oslavio Di Credico (Nathanaël), Boris Martinovic (Crespel), Ernesto Panariello (Luther), José Fardilha (Wolfram/Schlemil), Tiziano Mietto (Wilhelm/clochard), Samuel Ramey (Lindorf/Coppélius/Dappertutto/Miracolo) e Silvestro Sammaritano (Hermann).
Regia di Alfredo Arias.
Prima rappresentazione: 3 maggio (9 rappresentazioni).
- Falstaff di Giuseppe Verdi.

Direttore: Riccardo Muti.
Prima rappresentazione: 11 giugno (7 rappresentazioni).
Stagione d'opera e balletto, 407ª dalla fondazione del teatro
- Die Zauberflote di Wolfgang Amadeus Mozart.

Direttore: Riccardo Muti.
Interpreti: Andrea Rost (Pamina), Paul Groves (Tamino), Viktorija Luk"janec' (Königin der Nacht), Simon Keenlyside (Papageno), Lisa Larsson (Papagena), Adina Nitescu (1°Dame), Petra Lang (2°Dame), Lioba Braun (3°Dame), Sergio Bertocchi (Monostatos), Christian Baumgörtel (2°Priester), Roman Kollmer (3°Priester/2°Sklave), Carlo Alemanno (1°Geharnischter), nthony Michaels-Moore (1°Priester/Sprecher), Matthias Hölle (Sarastro), Michael Thomas (1°Sklave) e Marek Gasztecki (2°Geharnischter).
Scenografia di Mauro Carosi.
Regia di Roberto De Simone.
Prima rappresentazione: 7 dicembre.
1996
Stagione d'opera e balletto, 408ª dalla fondazione del teatro
- Armide di Christoph Willibald Gluck.

Direttore: Riccardo Muti.
Prima rappresentazione: 7 dicembre.
1997
- Falstaff di Giuseppe Verdi.

Direttore: Riccardo Muti.
Prima rappresentazione: 7 ottobre (4 rappresentazioni).
Stagione d'opera e balletto, 409ª dalla fondazione del teatro
- Macbeth di Giuseppe Verdi.

Direttore: Riccardo Muti.
Regia di Graham Vick.
Prima rappresentazione: 7 dicembre.
1998
Stagione d'opera e balletto, 410ª dalla fondazione del teatro
- Il crepuscolo degli dei di Richard Wagner.

Direttore: Riccardo Muti.
Prima rappresentazione: 7 dicembre.
1999
Stagione d'opera e balletto, 411ª dalla fondazione del teatro
- Fidelio di Ludwig van Beethoven.

Direttore: Riccardo Muti.
Regia di Werner Herzog.
Prima rappresentazione: 7 dicembre.

### XXI secolo

#### 2000-09
2000
Stagione d'opera e balletto, 412ª dalla fondazione del teatro
- Il trovatore di Giuseppe Verdi.

Direttore: Riccardo Muti.
Regia di Hugo de Ana.
Prima rappresentazione: 7 dicembre.
2001
- Falstaff di Giuseppe Verdi.

Direttore: Riccardo Muti.
Prima rappresentazione: 29 marzo (3 rappresentazioni).
- Falstaff di Giuseppe Verdi.

Direttore: Riccardo Muti.
Rappresentazione al Teatro Verdi di Busseto, nell'ambito delle celebrazioni per il Centenario Verdiano, trasmessa all'interno del Teatro alla Scala: 10 aprile (2 rappresentazioni).
Stagione d'opera e balletto, 413ª dalla fondazione del teatro
- Otello di Giuseppe Verdi.

Direttore: Riccardo Muti.
Regia di Graham Vick.
Prima rappresentazione: 7 dicembre.
2002
Stagione d'opera e balletto, 414ª dalla fondazione del teatro
- Iphigénie en Aulide di Christoph Willibald Gluck.

Direttore: Riccardo Muti.
Prima rappresentazione: 7 dicembre.
2003
La stagione è trasferita al Teatro degli Arcimboldi:
Stagione d'opera e balletto, 415ª dalla fondazione del teatro
- Moïse et Pharaon di Gioachino Rossini.

Direttore: Riccardo Muti.
Regia: Luigi Ronconi.
Prima rappresentazione: 7 dicembre.
2004
- Der fliegende Holländer di Richard Wagner.

Direttore: Gennadij Rozhdestvenskij.
Prima rappresentazione: 6 aprile (6 rappresentazioni).
- Falstaff di Giuseppe Verdi.

Direttore: Riccardo Muti.
Prima rappresentazione: 2 maggio (7 rappresentazioni).
- Carmen di Georges Bizet.

Direttore: Michael Plasson.
Prima rappresentazione: 10 giugno (13 rappresentazioni).
- I racconti di Hoffmann di Jacques Offenbach.

Direttore: Gary Bertini.
Prima rappresentazione: 18 ottobre (7 rappresentazioni).
La nuova Stagione d'opera e balletto, 416ª dalla fondazione del teatro, viene inaugurata, nella sala restaurata del Teatro alla Scala, con:
- Europa riconosciuta di Antonio Salieri.

Direttore: Riccardo Muti.
Regia: Luca Ronconi.
Prima rappresentazione: 7 dicembre.
2005
Stagione d'opera e balletto, 417ª dalla fondazione del teatro
- Idomeneo di Wolfgang Amadeus Mozart.

Direttore: Daniel Harding.
Prima rappresentazione: 7 dicembre.
2006
Stagione d'opera e balletto, 418ª dalla fondazione del teatro
- Aida di Giuseppe Verdi.

Direttore: Riccardo Chailly.
Regia: Franco Zeffirelli.
Prima rappresentazione: 7 dicembre.
2007
- Lohengrin di Richard Wagner.

Direttore: Daniele Gatti.
Interpreti: Anne Schwanewilms e Solveig Kringelborn (Elsa), Waltraud Meier e Linda Watson (Ortrud), Robert Dean Smith e Klaus Florian Vogt (Lohengrin), Tom Fox e Jurngen Erich Limn (Telramund), Detlef Roth e Ernesto Panariello (Heerrufer), Hans Peter Konig e Ronnie Johansen (Heinrich der Vogler).
Regia: Nikolaus Lehnohoff.
Scenografia: Stephan Braunfels.
Prima rappresentazione: 17 gennaio (8 rappresentazioni).
- Teneke di Fabio Vacchi.

Prima rappresentazione assoluta.
Stagione d'opera e balletto, 419ª dalla fondazione del teatro
- Tristano e Isotta di Richard Wagner.

Direttore: Daniel Barenboim.
Regia di Patrice Chereau.
Prima rappresentazione: 7 dicembre.
2008
Stagione d'opera e balletto, 420ª dalla fondazione del teatro
- Don Carlo di Giuseppe Verdi.

Direttore: Daniele Gatti.
Regia: Stéphane Braunschweig.
Prima rappresentazione: 7 dicembre; anteprima: 4 dicembre.
2009
- L'affare Makropulos di Leoš Janáček.

Prima rappresentazione: 16 gennaio (8 rappresentazioni).
Stagione d'opera e balletto, 421ª dalla fondazione del teatro
- Carmen di Georges Bizet.

Direttore: Daniel Barenboim.
Regia e costumi di Emma Dante.
Prima rappresentazione: 7 dicembre; anteprima: 4 dicembre (8 rappresentazioni).

#### 2010-19
2010
- Carmen di Georges Bizet.

Direttore: Gustavo Dudamel.
Regia e costumi di Emma Dante.
Prima rappresentazione: 29 ottobre (9 rappresentazioni).
Stagione d'opera e balletto, 422ª dalla fondazione del teatro
- Die Walkure di Richard Wagner.

Direttore: Daniel Barenboim.
Interpreti: Simon O'Neill (Siegmund), John Tomlinson (Hunding), Vitalij Kowaljow (Wotan), Waltraud Meier (Sieglinde), Nina Stemme (Brünnhilde), Ekaterina Gubanova (Fricka), Danielle Halbwachs (Gerhilde), Carola Höhn (Ortlinde), Ivonne Fuchs 8Waltraute), Anaik Morel (Schwertleite), Susan Foster (Helmwige), Leann Sandel-Pantaleo (Siegrune), Nicole Piccolomini (Gringerde), Simone Schröder (Rossweisse).
Regia di Guy Cassiers.
Scene: Guy Cassiers e Enrico Bagnoli.
Costumi: Tim van Steenbergen.
Prima rappresentazione: 7 dicembre; anteprima: 4 dicembre (8 rappresentazioni).
2011
- Pagliacci di Ruggero Leoncavallo e Cavalleria rusticana di Pietro Mascagni.

Direttore: Daniel Harding.
Interpreti: Oksana Dyka/Kristine Opolais (Nedda), José Cura/Antonello Palombi (Canio), Ambrogio Maestri/Alberto Mastromarino (Tonio), Celso Albelo (Beppe/Arlecchino), Mario Cassi/Gabriele Viviani (Silvio). Luciana D'Intino/Marianne Cornetti (Santuzza), Giuseppina Piunti (Lola), Salvatore Licitra/Yonghoon Lee/Francesco Anile (Turiddu), Claudio Sgura/Ivan Inverardi (Alfio), Elena Zilio (Mamma Lucia).
Regia: Mario Martone.
Scene: Sergio Tramonti.
Costumi: Ursula Patzak.
Prima rappresentazione: 18 gennaio (8 rappresentazioni).
- Tosca di Giacomo Puccini.

Direttore: Omer Meir Wellber.
Interpreti: Oksana Dyka/Sondra Radvanovsky (Tosca), Jonas Kaufmann/Marco Berti/Aleksandrs Antonenko/Carlo Ventre (Cavaradossi), Zeljko Lucic/Bryn Terfel (Scarpia), Deyan Vatchkov/Alexander Tsymbalyuk (Angelotti), Filippo Morace/Renato Girolami (Sagrestano), Luca Casalin (Spoletta), Davide Pelissero/Alessandro Calamai (Sciarrone), Ernesto Panariello (Carceriere).
Regia: Luc Bondy.
Scene: Richard Peduzzi.
Costumi: Milena Canonero.
Prima rappresentazione: 15 febbraio (11 rappresentazioni).
- Death in Venice di Benjamin Britten.

Direttore: Edward Gardner.
Interpreti: John Graham-Hall (Gustav von Aschenbach), Iestyn Davies (The Traveller/The Elderly Fop/The Voice of Dionysius), Peter Coleman-WrightThe Voice of Apollo), Anja Grubic (The Polish Mother), Alberto Terribile (Tadzio, her son), Camilla Esposito e Arianna Spagnuolo (Her two daughters), Marinella Crespi (Their governess), Jacopo Giarda (Jaschiu, Tadzio's friend), Peter Van Hulle (Hotel porter), Anna Dennis (Strawberry-seller), Charles Johnston (Guide), Anna Dennis e Donal Byrne (Strolling players), Jonathan Gunthorpe (English clerk), Richard Edgar-Wilson (The Glass maker), Constance Novis (Lace seller), Madeleine Shaw (Beggar woman), Benoit De Leersnyder (Restaurant waiter).
Regia: Deborah Warner.
Scene: Tom Pye.
Costumi: Chloe Obolensky.
Prima rappresentazione: 5 marzo (6 rappresentazioni).
- Die Zauberflöte di Wolfgang Amadeus Mozart.

Direttore: Roland Böer.
Interpreti: Günther Groissböck (Sarastro), Saimir Pirgu/Steve Davislim (Tamino), Detlef Roth (Sprecher/I Priester), Roman Sadnik (II Priester), Albina Shagimuratova (Königin der Nacht), Genia Kühmeier (Pamina), Aga Mikolaj (I Dame), Heike Grötzinger (II Dame), Maria Radner (III Dame), Ailish Tynan (Papagena), Alex Esposito (Papageno), Peter Bronder (Monostatos), Roman Sadnik (I Geharnischter Mann), Simon Lim (II Geharnischter Mann), Barbara Massaro (Erster Knabe), Elena Caccamo (Zweiter Knabe), Eleonora De Prez (Dritter Knabe).
Regia: William Kentridge.
Scene: William Kentridge e Sabine Theunissen.
Costumi: Greta Goiris.
Prima rappresentazione: 20 marzo (7 rappresentazioni).
- Turandot di Giacomo Puccini.

Direttore: Valery Gergiev/Daniele Callegari.
Interpreti: Maria Guleghina/Lise Lindstrom (Turandot), Marco Spotti (Timur), Marco Berti/Stuart Neill (Calaf), Ekaterina Scherbachenko/Maija Kovalevska (Liù), Angelo Veccia (Ping), Luca Casalin (Pang), Carlo Bosi (Pong), Ernesto Panariello (Mandarino), Jaeheui Kwon (Principe di Persia).
Regia: Giorgio Barberio Corsetti.
Scene e costumi: Giorgio Barberio Corsetti e Cristian Taraborrelli.
Prima rappresentazione: 10 aprile (11 rappresentazioni).
- Quartett di Luca Francesconi.

Direttore: Susanna Mälkki.
Interpreti: Allison Cook/Sinead Mulhern (Marquise de Merteuil), Robin Adams (Vicomte de Valmont).
Regia: Àlex Ollé.
Scene: Alfons Flores.
Costumi: Lluc Castells.
Prima rappresentazione assoluta: 26 aprile (6 rappresentazioni).
- Roméo et Juliette di Charles Gounod.

Direttore: Yannick Nézet-Séguin.
Interpreti: Nino Machaidze/Maria Alejandres (Juliette), Vittorio Grigolo/Fernando Portari (Roméo), Alexander VinogradovMercutioRussell Braun (Frère Laurent), Cora Burggraaf (Stéphano), Franck Ferrari (Le Comte Capulet), Juan Francisco Gatell (Tybalt), Susanne Resmark (Gertrude), Olivier Lallouette (Le Comte Paris), Ronan Nédélec (Grégorio), Jaeheui Kwon (Benvolio), Simon Lim (Le Duc).
Regia: Bartlett Sher.
Scene: Michael Yeargan.
Costumi: Catherine Zuber.
Prima rappresentazione: 6 giugno (7 rappresentazioni).
- Attila di Giuseppe Verdi.

Direttore: Nicola Luisotti.
Interpreti: Orlin Anastassov/Michele Pertusi (Attila), Marco Vratogna/Leo Nucci (Ezio), Elena Pankratova/Lucrecia Garcia (Odabella), Fabio Sartori (Foresto), Gianluca Floris (Uldino), Ernesto Panariello (Leone).
Regia: Gabriele Lavia.
Scene: Alessandro Camera.
Costumi: Andrea Viotti.
Prima rappresentazione: 20 giugno (7 rappresentazioni).
- L'italiana in Algeri di Gioachino Rossini.[149]

Direttore: Antonello Allemandi.
Interpreti: Michele Pertusi/Simon Lim (Mustafà), Pretty Yende/Linda Jung (Elvira), Valeria Tornatore/Kleopatra Papathelogou (Zulma), Filippo Polinelli/Valeri Turmanov (Haly), Lawrence Brownlee/Enrico Iviglia (Lindoro), Anita Rachvelishvili/Silvia Tro Santafé (Isabella), Vincenzo Taormina/Filippo Fontana (Taddeo).
Regia, scene e costumi: Jean-Pierre Ponnelle (ripresa da Lorenza Cantini)
Prima rappresentazione: 30 giugno (8 rappresentazioni).
- Fidelio di Ludwig Van Beethoven.[150]

Direttore: Franz Welser-Möst.
Interpreti: Markus Marquardt (Don Fernando), Albert Dohmen (Don Pizarro), Peter Seiffert (Florestan), Nina Stemme (Leonore), Hans-Peter König (Rocco), Anita Hartig (Marzelline), Norbert Ernst (Jaquino).
Orchestra e Coro della Staatsoper di Vienna.
Prima rappresentazione: 9 settembre (1 rappresentazione).
- Il ritorno di Ulisse in patria di Claudio Monteverdi.

Direttore: Rinaldo Alessandrini.
Interpreti: Andrea Arrivabene (L'humana fragilità/Primo Feacio), Luigi De Donato (Il Tempo/Nettuno), Monica Bacelli (La Fortuna/Melanto), Anna Maria Panzarella (Amore/Minerva), Sara Mingardo (Penelope), Marianna Pizzolato (Ericlea), Mirko Guadagnini (Eurimaco/Secondo Feacio), Emanuele D'Aguanno (Giove/Anfinomo), Salvo Vitale (Terzo Feacio/Antinoo), Furio Zanasi (Ulisse), Luca Dordolo (Eumete), Gianpaolo Fagotto (Iro), Leonardo Cortellazzi (Telemaco), Krystian Adam (Pisandro), Raffaella Milanesi (Giunone).
Regia e scene: Robert Wilson.
Costumi: Jacques Reynaud.
Prima rappresentazione: 19 settembre (6 rappresentazioni).
- Der Rosenkavalier di Richard Strauss.

Direttore: Philippe Jordan.
Interpreti: Anne Schwanewilms (Die Feldmarschallin), Peter Rose (Der Baron Ochs), Joyce DiDonato (Octavian), Hans-Joachim Ketelsen (Herr von Faninal), Jane Archibald (Sophie), Ingrid Kaiserfeld (Jungfer Marianne Leitmetzerin), Peter Bronder (Valzacchi), Helene Schneidermann (Annina), Alessandro Guerzoni (Ein Polizeikommissär), Alexander Kaimbacher (Der Haushofmeister bei der Feldmarschallin), Kurt Azesberger (Der Haushofmeister bei Faninal), Martin Snell (Ein Notar), Kurt Azesberger (Ein Wirt), Marcelo Álvarez/Francesco Meli (Ein Sänger), Susanne Braunsteffer (Eine Modistin), Jihan Shin (Ein Tierhandler), Ernesto Panariello (Ein Hausknecht).
Regia, scene e costumi: Herbert Wernicke (ripresa da Alejandro Stadler).
Prima rappresentazione: 1º ottobre (7 rappresentazioni).
- La donna del lago di Gioachino Rossini.

Direttore: Roberto Abbado.
Interpreti: Juan Diego Flórez (Giacomo V), Simon Orfila/Bálint Szabo (Douglas D'Angus), John Osborn/Michael Spyres (Rodrigo di Dhu), Joyce DiDonato (Elena), Daniela Barcellona (Malcolm Groeme), José Maria Lo Monaco (Albina), Jaeheui Kwon (Serano), Jihan Shin (Bertram).
Regia: Lluis Pasqual.
Scene: Ezio Frigerio.
Costumi: Franca Squarciapino.
Prima rappresentazione: 26 ottobre (7 rappresentazioni).
Stagione d'opera e balletto, 423ª dalla fondazione del teatro
- Don Giovanni di Wolfgang Amadeus Mozart.

Direttore: Daniel Barenboim/Karl Heinz Steffens.
Interpreti: Peter Mattei/Ildebrando D'Arcangelo (Don Giovanni), Kwangchul Youn/Alexander Tsymbalyuk (Il Commendatore), Anna Netrebko/Tamar Iveri (Donna Anna), Giuseppe Filianoti/John Osborn (Don Ottavio) Barbara Frittoli/Maria Agresta (Donna Elvira), Bryn Terfel/Ildebrando D'Arcangelo (Leporello) Anna Prohaska/Ekaterina Sadovnikova (Zerlina), Štefan Kocán/Kostas Smoriginas (Masetto).
Regia di Robert Carsen.
Scene: Michael Levine.
Costumi: Brigitte Reiffenstuel.
Prima rappresentazione: 7 dicembre; anteprima: 4 dicembre (12 rappresentazioni).
2012
- Les contes d'Hoffmann di Jacques Offenbach.

Direttore: Marko Letonja.
Fra gli interpreti: Ramón Vargas e Arturo Chacón-Cruz (Hoffmann), Ekaterina Gubanova e Daniela Sindram (Nicklausse, La Muse), Rachele Gilmore e Vassiliki Karayanni (Olympia), Genia Kühmeier e Ellie Dehn (Antonia), Veronica Simeoni (Giulietta).
Regia di Robert Carsen (produzione Opéra National de Paris).
Scene e costumi: Michael Levine.
Prima rappresentazione: 15 gennaio (9 rappresentazioni).
- Aida di Giuseppe Verdi.

Direttore: Omer Meir Wellber
Regia: Franco Zeffirelli (produzione Teatro alla Scala, 1963).
Scene e costumi: Lila De Nobili.
Prima rappresentazione: 14 febbraio (9 rappresentazioni).
- Die Frau ohne Schatten di Richard Strauss.

Direttore: Marc Albrecht.
Interpreti: Johan Botha (Der Kaiser), Emily Magee (Die Kaiserin), Michaela Schuster (Die Amme), Samuel Youn (Der Geisterbote), Mandy Fredrich (Ein Hüter der Schwelle des Tempels), Peter Sonn (Erscheinung eines Jünglings), Talia Or (Die Stimme des Falken), Maria Radner (Eine Stimme von oben), Falk Struckmann (Barak, der Färber), Elena Pankratova (Die Färberin), Christian Miedl (Der Einäugige), Alexander Vassiliev (Der Einarmige), Roman Sadnik (Der Bucklige), Mikheil Kiria (Ein Wächter), Lucia Ellis Bertini, Alla Utyanova e Stefania Gianni (Dienerinnen).
Regia: Claus Guth.
Scene e costumi: Christian Schmidt.
Prima rappresentazione: 11 marzo (6 rappresentazioni).
- Le nozze di Figaro di Wolfgang Amadeus Mozart.

Direttore: Andrea Battistoni.
Interpreti: Fabio Capitanucci e Pietro Spagnoli (Il Conte d'Almaviva), Dorothea Röschmann (La Contessa d'Almaviva), Aleksandra Kurzak (Susanna), Nicola Ulivieri (in sostituzione di Ildebrando D'Arcangelo) e Ildar Abdrazakov (Figaro) Katija Dragojevic (Cherubino), Natalia Gavrilan (Marcellina), Maurizio Muraro (Bartolo), Carlo Bosi e Leonardo Cortellazzi (Basilio), Emanuele Giannino (Don Curzio), Pretty Yende (Barbarina), Davide Pelissero (Antonio).
Regia: Giorgio Strehler (ripresa da Marina Bianchi).
Scene: Ezio Frigerio.
Prima rappresentazione: 23 marzo (8 rappresentazioni).
- Tosca di Giacomo Puccini.

Direttore: Nicola Luisotti.
Interpreti: Martina Serafin e Oksana Dyka (Tosca) Marcelo Álvarez e Aleksandrs Antonenko (Cavaradossi), George Gagnidze e Marco Vratogna (Scarpia), Deyan Vatchkov (Angelotti), Alessandro Paliaga (Sagrestano), Massimiliano Chiarolla (Spoletta), Davide Pelissero (Sciarrone), Ernesto Panariello (Carceriere).
Regia: Luc Bondy.
Scene: Richard Peduzzi.
Costumi: Milena Canonero.
Prima rappresentazione: 22 aprile (9 rappresentazioni).
- Peter Grimes di Benjamin Britten.

Direttore: Robin Ticciati.
Interpreti: John Graham-Hall (Peter Grimes), Susan Gritton (Ellen Orford), Christopher Purves (Captain Balstrode), Felicity Palmer (Auntie), Ida Falk Winland (First Niece), Simona Mihai (Second Niece), Peter Hoare (Bob Boles), Daniel Okulitch (Swallow), Catherine Wyn-Rogers (Mrs. Sedley), Christopher Gillett (Rev. Adams), George Von Bergen (Ned Keen), Stephen Richardson (Hobson), Luca Di Gioia (A Lawyer), Annalisa Forlani (A Fisherwoman).
Regia: Richard Jones.
Scene e costumi: Stewart Laing.
Prima rappresentazione: 19 maggio (7 rappresentazioni).
- Luisa Miller di Giuseppe Verdi.

Direttore: Gianandrea Noseda/Daniele Rustioni.
Interpreti: Vitalij Kowaljow/Orlin Anastassov (Il conte di Walter), Marcelo Álvarez/Piero Pretti (Rodolfo), Daniela Barcellona/Barbara Di Castri (Federica), Kwangchul Youn/Marco Spotti (Wurm), Leo Nucci/Vitaliy Bilyy (Miller), Elena Mosuc/Tamar Iveri (Luisa), Valeria Tornatore (Laura) e Jihan Shin (Un contadino).
Regia: Mario Martone.
Scene: Sergio Tramonti.
Costumi: Ursula Patzak.
Prima rappresentazione: 6 giugno (9 rappresentazioni).
- Manon di Jules Massenet.

Direttore: Fabio Luisi.
Interpreti: Ermonela Jaho (Manon Lescaut), Simona Mihai (Poussette), Louise Innes (Javotte), Brenda Patterson (Rosette), Matthew Polenzani (Le Chevalier Des Grieux), Russell Braun (Lescaut), Jean-Philippe Lafont (Le Comte Des Grieux), Christophe Mortagne (Guillot de Morfontaine), William Shimell (De Brétigny), Dario Russo (Hôtelier).
Regia e costumi: Laurent Pelly.
Scene: Chantal Thomas.
Prima rappresentazione: 19 giugno (7 rappresentazioni).
- Don Pasquale di Gaetano Donizetti.[149]

Direttore: Enrique Mazzola.
Interpreti: Michele Pertusi/Nicola Alaimo (Don Pasquale), Christian Senn/Filippo Polinelli (Malatesta), Celso Albelo/Leonardo Cortellazzi/Shalva Mukeria (Ernesto), Pretty Yende/Ludmilla Bauerfeldt/Letitia Nicoleta Vitelaru (Norina), Mikeil Kiria (Un notaro).
Regia: Jonathan Miller.
Scene e costumi: Isabella Bywater.
Prima rappresentazione: 30 giugno (9 rappresentazioni).
- La bohème di Giacomo Puccini.

Direttore: Daniele Rustioni.
Interpreti: Piotr Beczala/Vittorio Grigolo (Rodolfo), Massimo Cavalletti (Schaunard), Domenico Colaianni (Benoît), Angela Gheorghiu/Anna Netrebko/Maria Agresta/Anita Hartig (Mimì), Fabio Capitanucci/Mario Cassi (Marcello), Marco Spotti/Marco Vinco (Colline), Matteo Peirone (Alcindoro), Ellie Dehn/Pretty Yende (Musetta) Cristiano Cremonini (Parpignol), Ernesto Panariello (Sergente dei doganieri),Roberto Lorenzi (Un doganiere), Marco Voleri (Un venditore ambulante).
Regia e scene: Franco Zeffirelli.
Costumi: Piero Tosi.
Prima rappresentazione: 26 settembre (11 rappresentazioni).
- Siegfried di Richard Wagner.

Direttore: Daniel Barenboim.
Interpreti: Lance Ryan (Siegfried), Peter Bronder (Mime), Terje Stensvold (Der Wanderer), Johannes Martin Kränzle (Alberich), Alexander Tsymbalyuk (Fafner), Anna Larsson (Erda), Nina Stemme/Iréne Theorin (Brünnhilde), Rinnat Moriah (Stimme des Waldvogels).
Regia: Guy Cassiers.
Scene: Guy Cassiers e Enrico Bagnoli.
Costumi: Tim van Steenbergen.
Prima rappresentazione: 23 ottobre (5 rappresentazioni).
Stagione d'opera e balletto, 424ª dalla fondazione del teatro
- Lohengrin di Richard Wagner.

Direttore: Daniel Barenboim.
Interpreti: René Pape (Heinrich der Vogler), Jonas Kaufmann (Lohengrin), Anja Harteros, Annette Dasch e Ann Petersen (Elsa von Brabant), Tómas Tómasson (Friedrich von Telramund), Evelyn Herlitzius (Ortrud), Zeljko Lucic (Der Heerrufer des Königs).
Regia di Claus Guth.
Prima rappresentazione: 7 dicembre; anteprima: 4 dicembre (7 rappresentazioni).
2013
- Falstaff di Giuseppe Verdi

Direttore: Daniel Harding.
Interpreti: Ambrogio Maestri/Elia Fabbian/Bryn Terfel (Sir John Falstaff), Fabio Capitanucci/Massimo Cavalletti (Ford), Francesco Demuro/Antonio Poli (Fenton), Carlo Bosi (Dr. Cajus), Riccardo Botta (Bardolfo), Alessandro Guerzoni (Pistola), Carmen Giannattasio (Mrs. Alice), Irina Lungu/Ekaterina Sadovnikova (Nannetta), Laura Polverelli/Manuela Custer (Mrs. Meg), Daniela Barcellona/Marie-Nicole Lemieux (Mrs. Quickly).
Regia: Robert Carsen.
Scene: Paul Steinberg.
Costumi: Brigitte Reiffenstuel.
Luci: Robert Carsen e Peter Van Praet.
Prima rappresentazione: 15 gennaio (10 rappresentazioni).
- Nabucco di Giuseppe Verdi.

Direttore: Nicola Luisotti.
Interpreti: Leo Nucci (Nabucco), Aleksandrs Antonenko (Ismaele), Vitalij Kowaljow/Dmitry Beloselskiy (Zaccaria), Liudmyla Monastyrska/Lucrecia Garcia/Maria Guleghina (Abigaille), Veronica Simeoni/Nino Surguladze (Fenena), Giuseppe Veneziano (Abdallo), Tatyana Ryaguzova/Silvia Della Benetta (Anna), Ernesto Panariello (Il gran Sacerdote).
Regia: Daniele Abbado.
Scene e Costumi: Alison Chitty.
Luci: Alessandro Carletti.
Prima rappresentazione: 1º febbraio (9 rappresentazioni).
- Der fliegende Holländer di Richard Wagner.

Direttore: Hartmut Haenchen.
Interpreti: Ain Anger (Daland), Anja Kampe (Senta), Klaus Florian Vogt/Marco Jentzsch (Erik), Rosalind Plowright (Mary), Dominik Wortig (Steuermann), Bryn Terfel (Holländer).
Regia: Andreas Homoki.
Scene e Costumi: Wolfgang Gussmann.
Luci: Franck Evin.
Prima rappresentazione: 28 febbraio (6 rappresentazioni).
- Cuore di cane (Sobač'e serdce) di Alexander Raskatov.

Direttore: Martyn Brabbins.
Regia: Simon McBurney.
Scene: Michael Levine.
Costumi: Christina Cunningham.
Prima rappresentazione italiana: 16 marzo (4 rappresentazioni).
Stagione d'opera e balletto, 425ª dalla fondazione del teatro
- La traviata di Giuseppe Verdi.

Direttore: Daniele Gatti.
Regia e scene: Dimitri Tcherniakov.
Prima rappresentazione: 7 dicembre; anteprima: 4 dicembre (9 rappresentazioni).
2014
- Cavalleria rusticana di Pietro Mascagni.[155]

Direttore: Daniel Harding.
Regia: Mario Martone.
Scene: Sergio Tramonti.
Costumi: Ursula Patzak.
Prima rappresentazione: 12 gennaio (9 rappresentazioni).
- Lucia di Lammermoor di Gaetano DOnizetti.

Prima rappresentazione: 1 febbraio (9 rappresentazioni).
- Il trovatore di Giuseppe Verdi.

Prima rappresentazione: 15 febbraio (9 rappresentazioni).
- La sposa dello zar (Carskaja Nevesta) di Nikolaj Rimskij-Korsakov.

Prima rappresentazione: 2 marzo (5 rappresentazioni).
- Les Troyens di Hector Berlioz.

Prima rappresentazione: 8 aprile (6 rappresentazioni).
- Elektra di Richard Strauss.

Prima rappresentazione: 18 maggio (6 rappresentazioni).
- Così fan tutte di Wolfgang Amadeus Mozart.

Prima rappresentazione: 19 giugno (12 rappresentazioni).
- Le Comte Ory di Gioachino Rossini.

Prima rappresentazione: 4 luglio (8 rappresentazioni).
- Simon Boccanegra di Giuseppe Verdi.

Prima rappresentazione: 31 ottobre (9 rappresentazioni).
Stagione d'opera e balletto, 426ª dalla fondazione del teatro
- Fidelio di Ludwig van Beethoven.

Direttore: Daniel Barenboim.
Prima rappresentazione: 7 dicembre; anteprima: 4 dicembre (7 rappresentazioni).
2015
- Die Soldaten di Bernd Alois Zimmermann.

Prima rappresentazione: 17 gennaio (6 rappresentazioni).
- L'incoronazione di Poppea di Claudio Monteverdi.

Prima rappresentazione: 1 febbraio (8 rappresentazioni).
- Aida di Giuseppe Verdi.

Prima rappresentazione: 15 febbraio (7 rappresentazioni).
- Lucio Silla di Wolfgang Amadeus Mozart.

Prima rappresentazione: 26 febbraio (6 rappresentazioni).
- Carmen di Georges Bizet.

Prima rappresentazione: 22 marzo (8 rappresentazioni).
- Turandot di Giacomo Puccini.

Prima rappresentazione: 1 maggio (8 rappresentazioni).
- CO2 di Giorgio Battistelli.

Prima rappresentazione assoluta: 16 maggio.
- Lucia di Lammermoor di Gaetano Donizetti.

Prima rappresentazione: 28 maggio (6 rappresentazioni).
- Cavalleria rusticana di Pietro Mascagni e Pagliacci di Ruggero Leoncavallo.

Prima rappresentazione: 12 giugno (5 rappresentazioni).
- Tosca di Giacomo Puccini.

Prima rappresentazione: 22 giugno (7 rappresentazioni).
- Otello, ossia Il moro di Venezia di Gioachino Rossini.

Prima rappresentazione: 4 luglio (7 rappresentazioni).
- Il barbiere di Siviglia di Gioachino Rossini.

Prima rappresentazione: 27 luglio (8 rappresentazioni).
- La bohème di Giacomo Puccini.

Prima rappresentazione: 19 agosto (8 rappresentazioni).
- L'elisir d'amore di Gaetano Donizetti.

Prima rappresentazione: 18 settembre (9 rappresentazioni).
- Falstaff di Giuseppe Verdi.

Prima rappresentazione: 14 ottobre (8 rappresentazioni).
- Wozzeck di Alban Berg.

Prima rappresentazione: 29 ottobre (7 rappresentazioni).
Stagione d'opera e balletto, 427ª dalla fondazione del teatro
- Giovanna d'Arco di Giuseppe Verdi.

Direttore: Riccardo Chailly.
Prima rappresentazione: 7 dicembre; anteprima: 4 dicembre (9 rappresentazioni).

2016
- Madama Butterfly di Giacomo Puccini Direttore: Riccardo Chailly; Regia: Alvis Hermanis  Prima rappresentazione: 7 dicembre; anteprima: 4 dicembre (9 rappresentazioni)
- Don Carlo di Giuseppe Verdi

Direttore: Myung-Whun Chung; Regia: Peter Stein
Prima rappresentazione: 17 gennaio (8 rappresentazioni)
2017
- Andrea Chènier di Umberto Giordano Direttore: Riccardo Chailly 7 dicembre

2018
- Attila di Giuseppe Verdi Direttore: Riccardo Chailly 7 dicembre

2019
- Tosca di Giacomo Puccini Direttore: Riccardo Chailly 7 dicembre

2020
- La stagione 2020-2021, funestata dalla pandemia di CoViD-19 così come la precedente 2019-2020, si aprì con uno spettacolo a porte chiuse e in diretta televisiva, intitolato "... a riveder le stelle", diretto da Riccardo Chailly con la regia di Davide Livermore.[159]

2021
- La Cenerentola per i bambini di Gioachino Rossini. Prima rappresentazione: 5 dicembre Direttore: Pietro Mainiti  Regia: Ulrich Peter
- Macbeth di Giuseppe Verdi. Prima rappresentazione: 4 dicembre Direttore: Riccardo Chailly Regia: Davide Livermore

2022
- I Capuleti e i Montecchi di Vincenzo Bellini. Prima rappresentazione: 18 gennaio Regia: Adrian Noble
- Thais di Jules Massenet. Prima rappresentazione: 10 febbraio Direttore: Lorenzo Viotti Regia: Olivier Py
- Pikovaja Dama di Pëtr Il'ič Čajkovskij. Prima rappresentazione: 23 febbraio Direttore: Timur Zangiev Regia: Matthias Hartmann
- Adriana Lecouvreur di Francesco Cilea. Prima rappresentazione: 4 marzo Direttore: Giampaolo Bisanti Regia: David William Mcvicar
- Don Giovanni di W.A. Mozart. Prima rappresentazione: 27 marzo Direttore: Pablo Heras-Casado Regia: Robert Carsen
- Ariadne Auf Naxos di Richard Strauss. Prima rappresentazione: 15 aprile Direttore: Michael Boder Regia: Sven-Eric Bechtolf
- Un ballo in maschera di Giuseppe Verdi. Prima rappresentazione: 4 maggio Direttore: Giampaolo Bisanti Regia: Marco Arturo Marelli
- La gioconda di Amilcare Ponchielli. Prima rappresentazione: 7 giugno Direttore: Frédéric Chaslin Regia: Davide Livermore
- Rigoletto di Giuseppe Verdi. Prima rappresentazione: 20 giugno Direttore: Michele Gamba Regia: Mario Martone
- Il Matrimonio segreto di Domenico Cimarosa. Prima rappresentazione: 5 settembre Direttore: Ottavio Dantone Regia: Irina Brook
- Fedora di Umberto Giordano. Prima rappresentazione: 15 ottobre Direttore: Marco Armiliato Regia: Mario Martone

- The Tempest di Luigi Boccherini. Prima rappresentazione: 5 novembre Direttore: Thomas Adès Regia: Robert Lepage

- Boris Godunov di Modest Petrovic Musorgskij Dramma musicale popolare in quattro parti (versione 1869).  Direttore: Riccardo Chailly Regia: Kasper Holten Prima rappresentazione: 7 dicembre; anteprima 4 dicembre (7 rappresentazioni)
- Lo Schiaccianoci di Rudolf Nureyev. Prima rappresentazione: 17 dicembre; anteprima 15 dicembre (6 rappresentazioni)
- Il Piccolo Principe (grandi spettacoli per piccoli) Direttore: Paolo Spadaro Regia: Polly Grahams

2023
- Lo Schiaccianoci di Rudolf Nureyev. Prima rappresentazione: 3 gennaio (5 rappresentazioni)

- Salome di Richard Strauss. Prima rappresentazione: 14 gennaio (6 rappresentazioni Direttore: Axel Kobe Regia: Damiano Michieletto

- I Vespri siciliani di Giuseppe Verdi. Prima rappresentazione: 28 gennaio (7 rappresentazioni) Direttore: Fabio Luisi Regia: Hugo de Ana
- Dawson/Duato/Kratz/Kylià Anima Animus David Dawso Remanso Nacho Duat Solitude Sometimes Philippe Krat Bella Figura Jirí Kylián Prima rappresentazione: 3 febbraio (5 rappresentazioni)

- La Bohème di Giacomo Puccini. Prima rappresentazione: 4 marzo (8 rappresentazioni) Regia: Franco Zeffirelli
- Histoire du soldat di Igor Stravinskij. Prima rappresentazione: 6 marzo Direttore: Francesco Muraca
- Les Contes d'Hoffmann di Jacquest Offenbach. Prima rappresentazione: 15 marzo (6 rappresentazioni) Direttore: Frédéric Chaslin Regia: Davide Livermore
- Le zite 'ngalera di Leonardo Vinci. Prima rappresentazione: 4 aprile (5 rappresentazioni) Direttore: Andrea Marcon Regia: Leo Muscato
- Lucia di Lammermoor di Gaetano Donizetti. Prima rappresentazione: 13 aprile Direttore: Riccardo Chailly Regia: Yannis Kokkos
- Andrea Chénier di Umberto Giordano. Prima rappresentazione: 3 maggio (7 rappresentazioni) Direttore: Marco Armiliato Regia: Mario Martone
- Serata William Forsythe Blake Works I Blake Works V di William Forsythe. Prima rappresentazione: 10 maggio (7 rappresentazioni)

- Rusalka di Antonín Dvorák. Prima rappresentazione: 6 giugno (6 rappresentazioni) Direttore: Thomàs Hanus Regia: Emma Dante
- Gala Fracci. Seconda edizione, 7 giugno
- Macbeth di Giuseppe Verdi. Prima rappresentazione: 17 giugno (6 rappresentazioni) Direttore: Giampaolo Bisanti Regia: Davie Livermore
- Romeo e Giulietta di Kenneth MacMillan. Prima rappresentazione: 24 giugno (9 rappresentazioni)
- Il Barbiere di Siviglia di Gioachino Rossini. Prima rappresentazione: 4 settembre (6 rappresentazioni) - Progetto Accademia Direttore: Evelino Pidò Regia: Leo Muscato
- Il lago dei cigni di Rudolf Nureyev Prima rappresentazione: 15 settembre (10 rappresentazioni)
- Le Nozze di Figaro di W. A. Mozart. Prima rappresentazione: 30 settembre (7 rappresentazioni) Direttore: Andrés Orozco-Estrada Regia: Giorgio Strehler
- Peter Grimes di Benjamin Britten. Prima rappresentazione: 18 ottobre (6 rappresentazioni) Regia: Robert Carsen
- L'Amore dei tre re di Italo Montemezzi. Prima rappresentazione: 28 ottobre Direttore: Pinchas Steinberg Regia: Alex Ollé
- Aspects of Nijinsky Petruška L’Après-midi d’un faune Le Pavillon d’Armide John Neumeier. Prima rappresentazione: 5 novembre (9 rappresentazioni)
- Il Piccolo Principe (grandi spettacoli per piccoli) Direttore: Paolo Spadaro Polly Grahams

Stagione d'opera e balletto, 435ª dalla fondazione del teatro
- Don Carlo di Giuseppe Verdi

Direttore: Riccardo Chailly
Interpreti: René Pape (Filippo II, Re di Spagna), Francesco Meli (Don Carlo, Infante di Spagna), Luca Salsi (Rodrigo, Marchese di Posa), Ain Anger (Il Grande Inquisitore), Jongmin Park (Un frate), Anna Netrebko/Maria José Siri (Elisabetta di Valois), Elina Garanča/Ekaterina Semenchuk (La Principessa d’Eboli), Elisa Verzier (Tebaldo, paggio d’Elisabetta), Jinxu Xiahou (Il conte di Lerma/Un araldo reale), Rosalia Cid (Una voce dal cielo)
Regia: Lluís Pasqual
Scene: Daniel Bianco
Costumi: Franca Squarciapino
Prima rappresentazione: 7 dicembre; anteprima: 3 dicembre (9 rappresentazioni)
2024
- Médée di Luigi Cherubini

Direttore: Michele Gamba
Regia: Damiano Michieletto
Scene: Paolo Fantin
Costumi: Carla Teti
Prima rappresentazione: 14 gennaio (6 rappresentazioni)
- Simon Boccanegra di Giuseppe Verdi

Direttore: Lorenzo Viotti
Regia: Daniele Abbado
Scene: Daniele Abbado e Angelo Linzalata
Costumi: Nanà Cecchi
Prima rappresentazione: 1 febbraio (7 rappresentazioni)
- Die Entführung aus dem Serail di Wolfgang Amadeus Mozart

Direttore: Thomas Guggeis
Regia: Giorgio Strehler
Scene e Costumi: Luciano Damiani
Prima rappresentazione: 25 febbraio (6  rappresentazioni)
- Guillaume Tell di Gioachino Rossini

Direttore: Michele Mariotti
Regia: Chiara Muti
Scene: Alessandro Camera
Costumi: Ursula Patzak
Prima rappresentazione: 20 marzo (6 rappresentazioni)

## Opere più rappresentate
| Compositore             | Titolo                            | Presenze in cartellone | Recite | Note            |
| ----------------------- | --------------------------------- | ---------------------- | ------ | --------------- |
| Giuseppe Verdi          | Falstaff                          | 34                     | 209    | [ 106 ] [ 161 ] |
| Giacomo Puccini         | La bohème                         | 23                     | 221    | [ 161 ] [ 162 ] |
| Giacomo Puccini         | Turandot                          | 26                     | 185    | [ 126 ] [ 161 ] |
| Georges Bizet           | Carmen                            | 24                     | 196    | [ 105 ] [ 161 ] |
| Wolfgang Amadeus Mozart | Don Giovanni                      | 23                     | 177    | [ 161 ]         |
| Richard Wagner          | Lohengrin                         | 21                     | 180    | [ 101 ] [ 161 ] |
| Richard Wagner          | Tristano e Isotta                 | 18                     | 105    | [ 161 ]         |
| Giacomo Puccini         | Madama Butterfly                  | 15                     | 176    | [ 161 ]         |
| Giuseppe Verdi          | Aida                              | 15                     | 142    | [ 161 ]         |
| Gioacchino Rossini      | Il barbiere di Siviglia (Rossini) | 14                     | 127    | [ 161 ]         |
| Giuseppe Verdi          | Rigoletto                         | 14                     | 123    | [ 161 ]         |
| Gaetano Donizetti       | L'elisir d'amore                  | 13                     | 111    | [ 161 ]         |
| Giuseppe Verdi          | La traviata                       | 14                     | 110    | [ 161 ]         |
| Giacomo Puccini         | Tosca (opera)                     | 12                     | 114    | [ 161 ]         |
| Gaetano Donizetti       | Lucia di Lammermoor               | 12                     | 105    | [ 161 ]         |
| Giuseppe Verdi          | Un ballo in maschera              | 12                     | 99     | [ 161 ]         |
| Wolfgang Amadeus Mozart | Le nozze di Figaro                | 13                     | 91     | [ 161 ]         |
| Richard Wagner          | L'olandese volante                | 7                      | 43     | [ 107 ] [ 161 ] |
| Jacques Offenbach       | Les contes d'Hoffmann             | 5                      | 33     | [ 136 ] [ 161 ] |
| Antonio Salieri         | L'Europa riconosciuta             | 2                      | 12+    | [ 161 ]         |

### Apertura della stagione lirica
| Compositore        | Titolo               | Aperture di stagione | Stagioni                                                                        |
| ------------------ | -------------------- | -------------------- | ------------------------------------------------------------------------------- |
| Giuseppe Verdi     | Don Carlo            | 9                    | 1868/69, 1878/79, 1912/13, 1926/27, 1968/69, 1977/78, 1992/93, 2008/09, 2023/24 |
| Giuseppe Verdi     | Aida                 | 6                    | 1879/80, 1886/87, 1904/05, 1956/57, 1985/86, 2006/07                            |
| Giuseppe Verdi     | Otello               | 6                    | 1928/29, 1947/48, 1951/52, 1959/60, 1976/77, 2001/02                            |
| Richard Wagner     | La Valchiria         | 5                    | 1893/94, 1901/02, 1909/10, 1994/95, 2010/11                                     |
| Giuseppe Verdi     | I vespri siciliani   | 5                    | 1857/58, 1875/76, 1951/52, 1970/71, 1989/90                                     |
| Giuseppe Verdi     | Falstaff             | 5                    | 1921/22, 1922/23, 1936/37, 1942/43, 1980/81                                     |
| Giuseppe Verdi     | Macbeth              | 5                    | 1938/39, 1952/53, 1975/76, 1997/98, 2021/22                                     |
| Georges Bizet      | Carmen               | 4                    | 1884/85, 1906/07, 1984/85, 2009/10                                              |
| Gaspare Spontini   | La vestale           | 4                    | 1824/25, 1908/09, 1954/55, 1993/34                                              |
| Giuseppe Verdi     | Ernani               | 4                    | 1935/36, 1941/42, 1969/70, 1982/83                                              |
| Gioacchino Rossini | Guglielmo Tell       | 4                    | 1836/37, 1881/82, 1939/40, 1988/89                                              |
| Giuseppe Verdi     | La forza del destino | 2                    | 1965/66, 2024/25                                                                |